# مقر رسمي

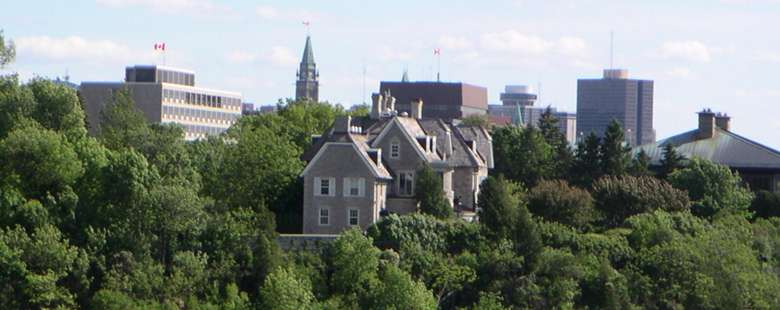
24 Sussex Drive, Official Residence of the رئيس وزراء كندا

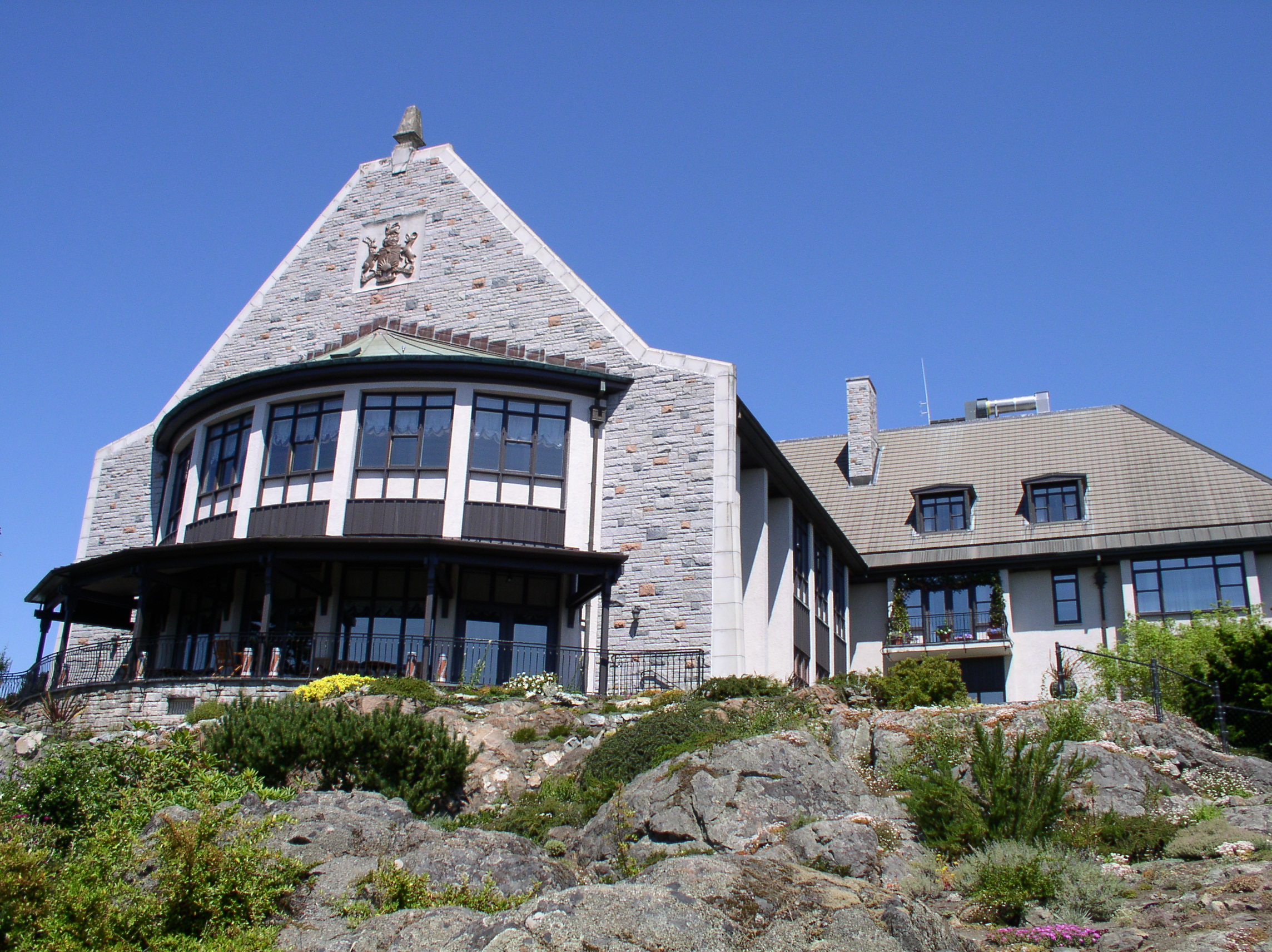
The southeast view of Government House in فيكتوريا

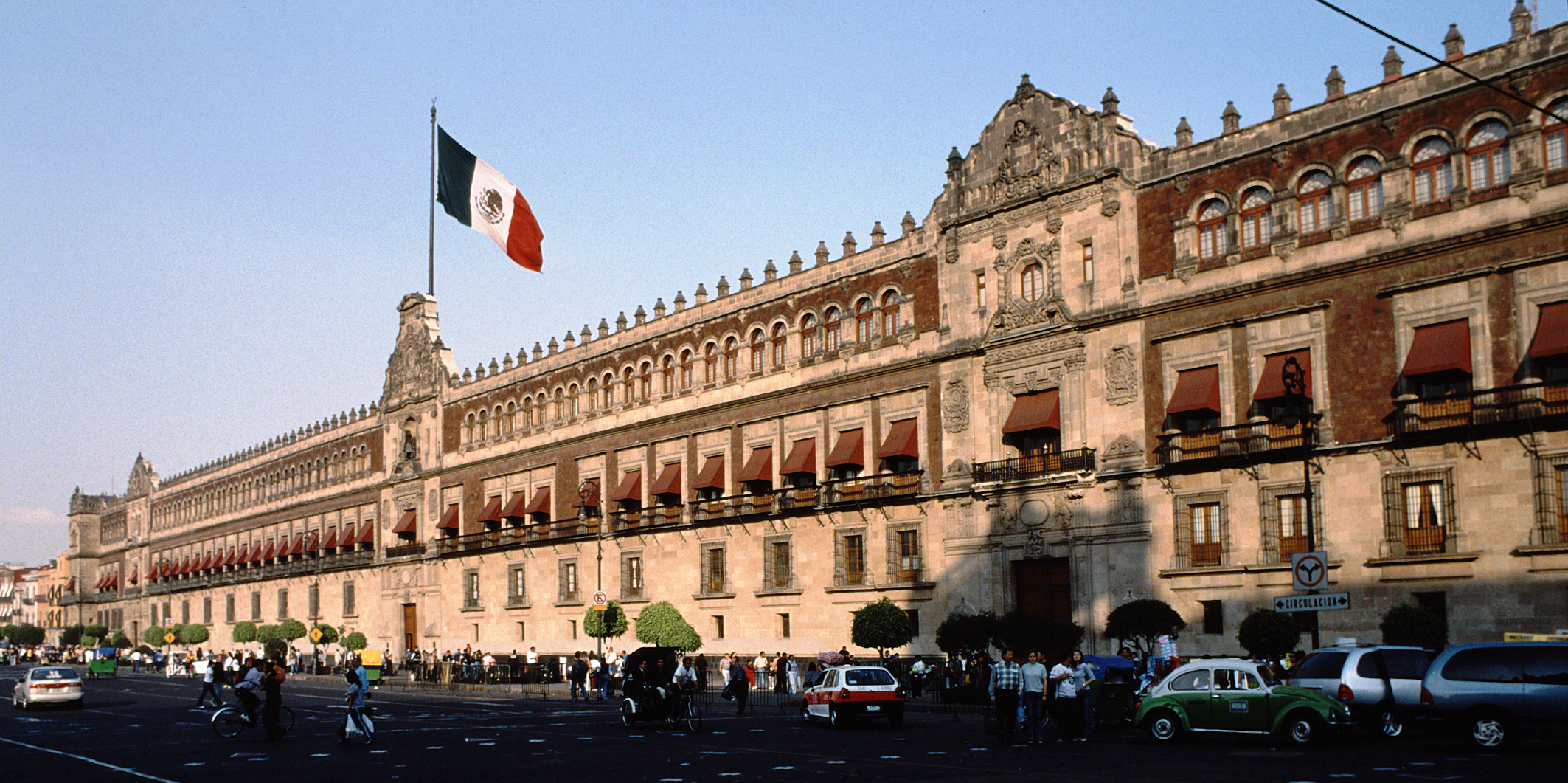
National Palace, Mexico City

مقر رسمي، هو المقر الذي يقيم فيه رسمياً رؤساء الدول ورؤساء الحكومات وكبار الشخصيات الحاكمة. فقد تكون أو لاتكون في نفس المكان المقرر لذلك حيث أن المقر يكون فقط لإجراء المهام المتصلة بعملهم.

## عالمياً

### الأمم المتحدة
- مقر الأمين العام للامم المتحدة يقع في ساتون بمنهاتن، الولايات المتحدة.

## أفريقيا

### بنين
- القصر الرئاسي

### بوتسوانا
- بيت الدولة.

### بوركينا فاسو

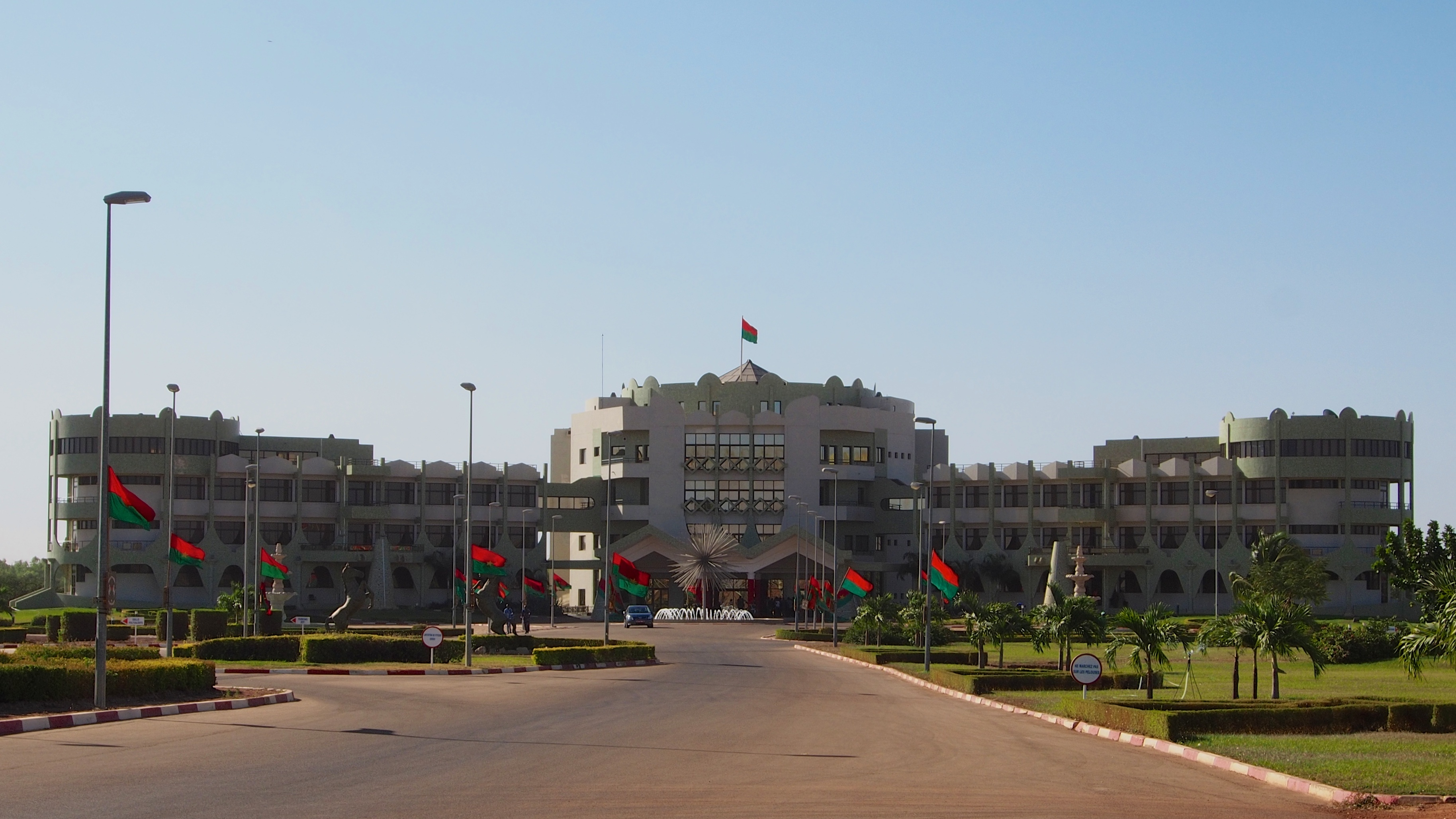
قصر كوسيام في واغادوغو.

- قصر كوسيام.

### بوروندي
- قصر كيريري الرئاسي.

### الكاميرون
- قصر الوحدة.[1]

### الرأس الأخضر
- القصر الرئاسي.

### جمهورية أفريقيا الوسطى
- القصر الرئاسي.

### تشاد
- القصر الرئاسي.

### جزر القمر
- القصر الرئاسي.

### جمهورية الكونغو الديمقراطية
- Kinshasa Presidential Palace Palais de la Nation

### Congo, Republic of the
- Brazzaville Presidential Palace

### ساحل العاج
- Le Palais de la Présidence (قائمة رؤساء ساحل العاج)

### جيبوتي
- القصر الرئاسي.

### غينيا الاستوائية
- Malabo Government Building

### مصر

#### القصور
- قصر الإتحادية (القاهرة، القصر الحالي)
- قصر العروبة (القاهرة)
- قصر عابدين (القاهرة)
- قصر القبة (القاهرة)
- قصر الطاهرة (القاهرة)
- قصر رأس التين (الإسكندرية)
- قصر المنتزة (الإسكندرية)
- قصر الصفا (الإسكندرية)
- قصر الثورة (الإسكندرية)
- قصر سموحة (الإسكندرية)
- قصر رأس الحكمة (مرسى مطروح)
- قصر الدهبية (القناطر الخيرية)

#### الفيلات
- فيلا الأندلس (القاهرة)
- فيلا السلام (القاهرة)
- فيلا صيدناوي (الإسكندرية))

#### الكبائن والاستراحات
- دار الضيافة (القاهرة)
- استراحات مطار القاهرة الدولي (القاهرة)
- استراحة المعمورة (الإسكندرية)
- كابينة نفرتيني بالمنتزرة (الإسكندرية)
- 3 كبائن بشاطئ ستانلي (الإسكندرية)
- كابينة برج العرب (برج العرب)
- استراحة كينج مريوط (الإسكندرية)
- استراحة النخيل (الإسماعيلية)
- استراحة الفرسان (الإسماعيلية)
- القرية الرئاسية (شرم الشيخ)

### إريتريا
- مكتب أسمرة الرئاسي

### إثيوبيا
- القصر الوطني[الإنجليزية] (الرئيس)
- القصر الامبراطوري بأديس أبابا[الإنجليزية] (رئيس الوزراء)

### الغابون
- القصر الرئاسي.

### غامبيا
- بيت الدولة (غامبيا)[الإنجليزية]

### غانا
- قلعة أوسو[الإنجليزية] (الرئيسي)
- بيت اليوبيل الذهبي[الإنجليزية] (الحالي)
- بيدوسي لودج[الإنجليزية]

### غينيا
- القصر الرئاسي (غينيا)[الإنجليزية]
- فيلا سيلي (دار الضيافة الرسمية)

#### السابق
- بيل فيو (تم هدمه)

### غينيا بيساو
- القصر الرئاسي.

### كينيا
- بيت الدولة

### ليسوتو
- القصر الملكي (ليسوتو)[الإنجليزية]

### ليبيريا
- القصر الرئاسي (ليبيريا)[الإنجليزية]

### ليبيا
- باب العزيزية

### مدغشقر
- قصر لافولوها
- Ambohitsorohitra

### مالاوي
- Sanjika Palace (رؤساء ملاوي)
- New State House (رؤساء ملاوي)

### مالي
- القصر الرئاسي.

### موريتانيا
- Presidential Palace  [لغات أخرى]‏

### موريشيوس
- State House  [لغات أخرى]‏ (قائمة رؤساء موريشيوس)
- Clarisse House (Prime Ministers  [لغات أخرى]‏)

### المغرب
- دار المخزن، الرباط (main residence)
- قصر المحنشة, مكناس
- دار المخزن, فاس
- قصر الباهية, مراكش
- دار المخزن, طنجة
- قصر البادي, مراكش

### موزمبيق
- Palácio da Ponta Vermelha (قائمة رؤساء موزمبيق)

### ناميبيا
- State House  [لغات أخرى]‏ (قائمة رؤساء ناميبيا)

### النيجر
- Presidential Palace

### نيجيريا
- Aso Rock  [لغات أخرى]‏

### رواندا
- Urugwiro

### ساو تومي وبرينسيب
- القصر الرئاسي

### السنغال
- Palais de la Republique (رئيس السنغال)

### سيشل
- State House  [لغات أخرى]‏ (قائمة رؤساء سيشل)

### سيراليون
- State House  [لغات أخرى]‏ (President)

### الصومال
- فيلا الصومال (قائمة رؤساء الصومال)

### جنوب أفريقيا
- Mahlamba Ndlopfu، بريتوريا, (رئيس جنوب أفريقيا)
- مباني الاتحاد، بريتوريا (رئيس جنوب أفريقيا)
- Groote Schuur, official كيب تاون residence

#### Provincial
- Leeuwenhof (رئيس وزراء مقاطعة كيب الغربية  [لغات أخرى]‏)

#### Provincial, former
- الكاب (مقاطعة):
Government House  [لغات أخرى]‏ (Governor, formerly; kept as offices for رئيس وزراء جنوب أفريقيا  [لغات أخرى]‏)
- ترانسفال:
Government House  [لغات أخرى]‏ (Lieutenant General, formerly)
- Natal:
Government House  [لغات أخرى]‏ (Lieutenant-Governor, formerly)
- دولة البرتقال الحرة:
Government House  [لغات أخرى]‏ (Governor, formerly)

### السودان
- القصر الرئاسي.

### سوازيلاند
- Lozitha Palace (King)

### تنزانيا
- State House (President)

### توغو
- The Palace of the Governors  [لغات أخرى]‏

### تونس
- قصر قرطاج

### أوغندا
- State House (President)

### زامبيا
- State House (قائمة رؤساء زامبيا)

### زيمبابوي
- State House (رئيس زيمبابوي)

## Americas

### Caribbean

#### أنتيغوا وباربودا
- Government House  [لغات أخرى]‏ (Governor General  [لغات أخرى]‏)

#### باهاماس
- Government House  [لغات أخرى]‏ (Governor-General)

#### باربادوس
- Government House  [لغات أخرى]‏ (Governor-General)
- Ilaro Court (Prime Minister  [لغات أخرى]‏)

#### كوبا

##### Former
- Presidential Palace

#### دومينيكا
- Government House  [لغات أخرى]‏ (قائمة رؤساء دومينيكا)

#### جمهورية الدومينيكان
- Palacio Nacional, Dominican Republic  [لغات أخرى]‏ (President)

#### غرينادا
- Government House (حاكم غرينادا العام)

#### هايتي
- القصر الوطني (destroyed by the زلزال هايتي 2010)

#### جامايكا
- King's House  [لغات أخرى]‏, also Government House (Governor-General)
- جامايكا House (رئيس وزراء جامايكا  [لغات أخرى]‏)
- Vale Royal (رئيس وزراء جامايكا  [لغات أخرى]‏)

#### سانت كيتس ونيفيس
- Government House  [لغات أخرى]‏ (Governor-General)

#### سانت لوسيا
- Government House  [لغات أخرى]‏ (حاكم سانت لوسيا العام)

#### سانت فينسنت والغرينادين
- Government House (Governor-General)

#### ترينيداد وتوباغو
- President's House  [لغات أخرى]‏
- St. Anns Diplomatic Residence (قائمة رؤساء وزراء ترينيداد وتوباغو  [لغات أخرى]‏)
- Whitehall (قائمة رؤساء وزراء ترينيداد وتوباغو  [لغات أخرى]‏)
- Official residence (قائمة رؤساء وزراء ترينيداد وتوباغو  [لغات أخرى]‏)

### North America

#### بليز
- بليز House (Governor-General)

##### Former
- Government House  [لغات أخرى]‏ (Governor-General, formerly; kept for official government functions, visiting foreign dignitaries, and as House of Culture Museum)

#### كندا

##### Federal
- Rideau Hall (الملكية في كندا؛ حاكم عام كندا، أوتاوا residence)[2]
- قلعة كيبك (الملكية في كندا؛ Governor General, مدينة كيبك residence)[3]
- 24 Sussex Drive (رئيس وزراء كندا)[4]
- Harrington Lake (Prime Minister, country retreat)[5]
- Stornoway (Leader of Opposition  [لغات أخرى]‏)[6]
- The Farm, Gatineau Park  [لغات أخرى]‏ (Speaker of the House of Commons  [لغات أخرى]‏)[7]
- 7 Rideau Gate (visiting foreign dignitaries)[8]

##### Provincial
- كولومبيا البريطانية:
Government House  [لغات أخرى]‏ (Lieutenant Governor  [لغات أخرى]‏)
- مانيتوبا:
Government House  [لغات أخرى]‏ (Lieutenant Governor  [لغات أخرى]‏)
- نيو برونزويك:
Old Government House  [لغات أخرى]‏ (Lieutenant Governor  [لغات أخرى]‏)
- نوفا سكوشا:
Government House  [لغات أخرى]‏ (نائب حاكم نوفا سكوشا  [لغات أخرى]‏)
- جزيرة الأمير إدوارد:
Government House  [لغات أخرى]‏ (Lieutenant Governor  [لغات أخرى]‏)
- نيوفاوندلاند واللابرادور:
Government House  [لغات أخرى]‏ (حاكم نيوفندلاند ولابرادور  [لغات أخرى]‏)
- كيبك:
Édifice Price/Price Building  [لغات أخرى]‏ (Premier)

*The provinces of ألبرتا، ساسكاتشوان، أونتاريو, and كيبك no longer have official residences for their lieutenant governors ‏, but do provide them with accommodations; in the case of Ontario, only if necessary.

#### كوستاريكا
- Casa Presidencial, Costa Rica (President)

#### السلفادور
- Casa Presidencial  [لغات أخرى]‏, also called Casa Blanca (President)

#### غواتيمالا
- Casa Presidencial

##### Former
- National Palace (Guatemala)

#### هندوراس
- Palacio "José Cecilio del Valle" (رئيس هندوراس)

#### المكسيك
- Los Pinos (رئيس المكسيك)

##### Former
- National Palace  [لغات أخرى]‏ (إمبراطور المكسيك then President, formerly; kept as seat of Federal Executive)
- قلعة تشابولتيبيك (Emperor then President, formerly; kept as National Museum of History)

*In every state of the Mexico the القصر الحكومي, or Government Palace, was the official residence the governor, they are now maintained solely as the relevant governor's offices.

##### States
Querétaro
- Casa de la Corregidora (Governor mansion)

#### نيكاراجوا
- Presidential Palace

#### بنما
- Palacio de las Garzas (قائمة رؤساء بنما)

#### الولايات المتحدة
- البيت الأبيض (President)

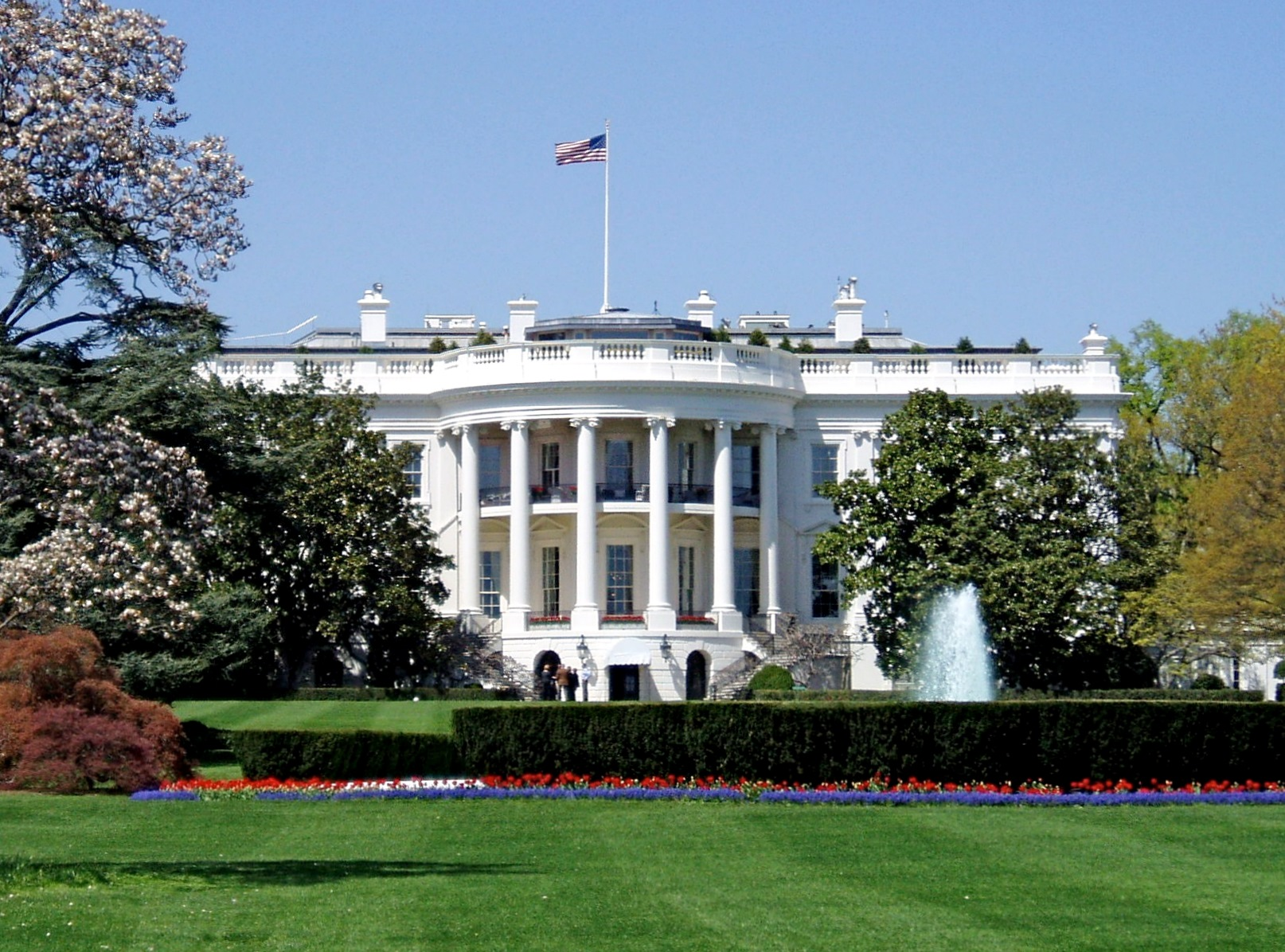
White House, Washington

- منتجع كامب ديفيد (President, retreat)
- دائرة المرصد رقم واحد (نائب رئيس الولايات المتحدة)
- Blair House (visiting foreign dignitaries)
- Presidential Townhouse (guest house for former Presidents)
- Trowbridge House (currently being renovated to replace the Presidential Townhouse)

##### State

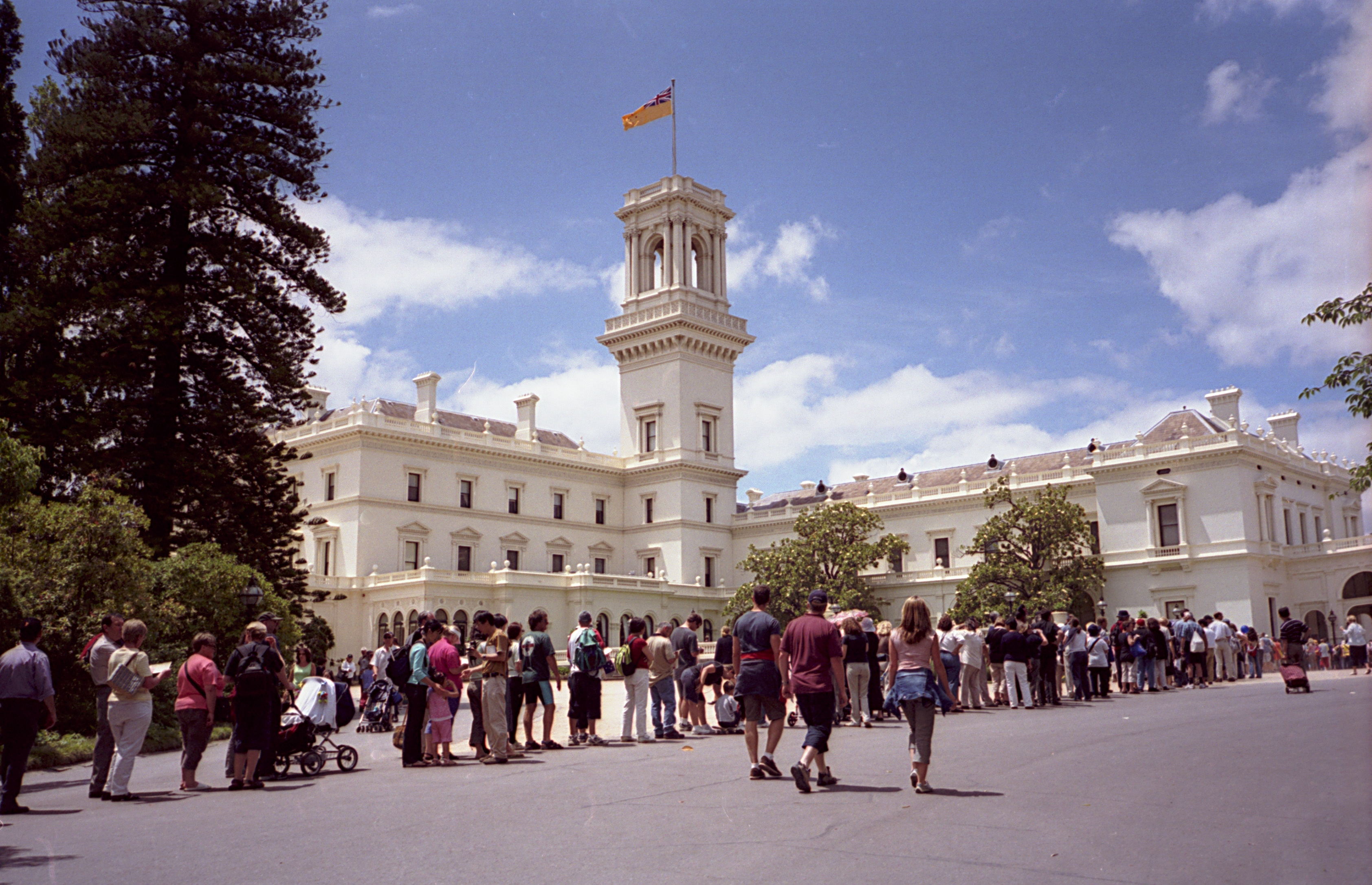
Government House, Melbourne

- ألاباما:
Governor's Mansion  [لغات أخرى]‏

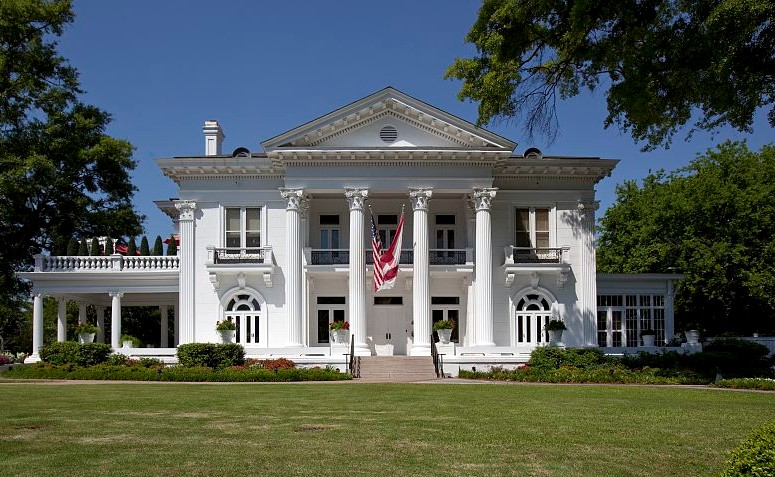
Alabama Governor's Mansion

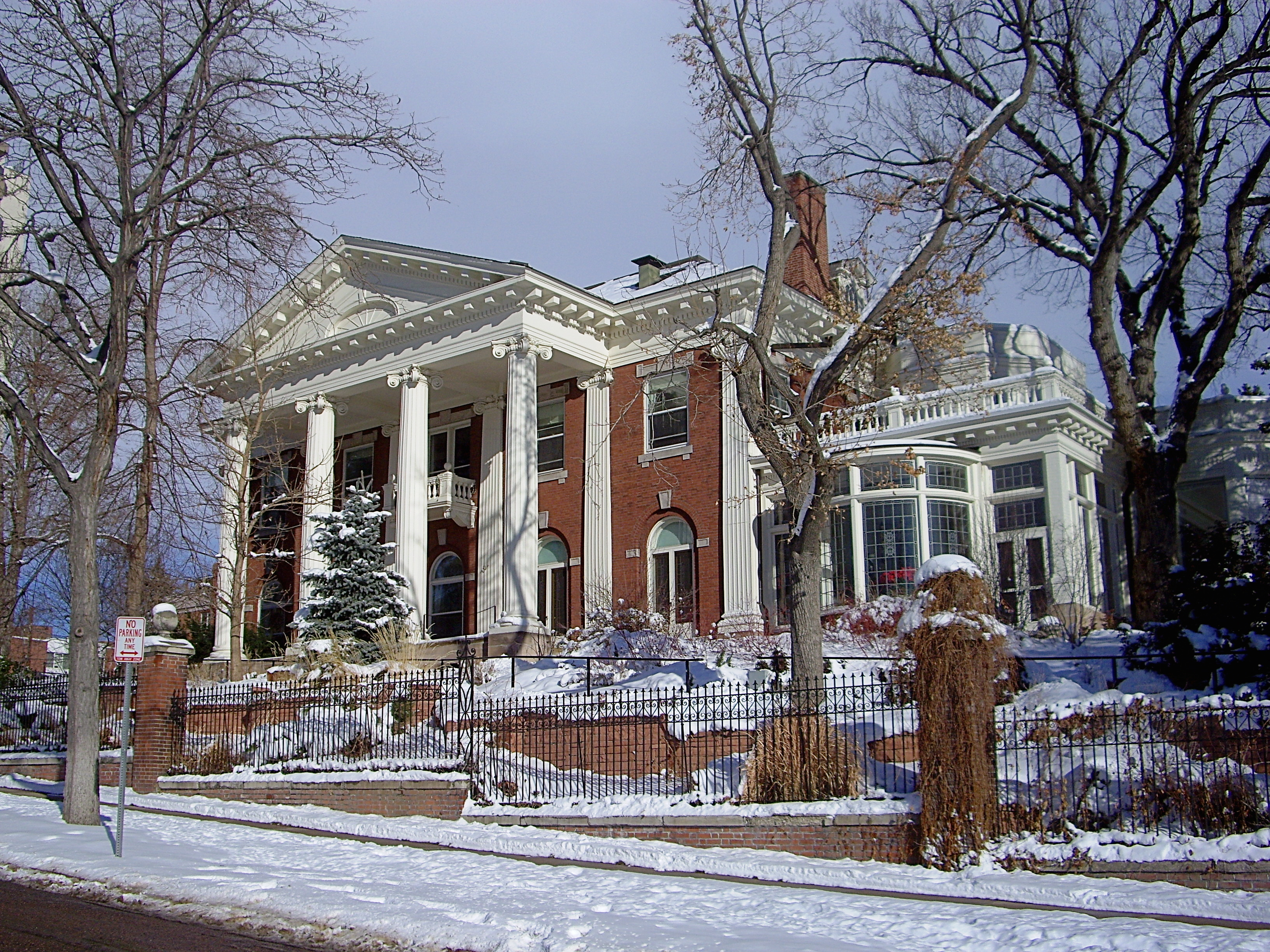
Colorado Governor's Mansion

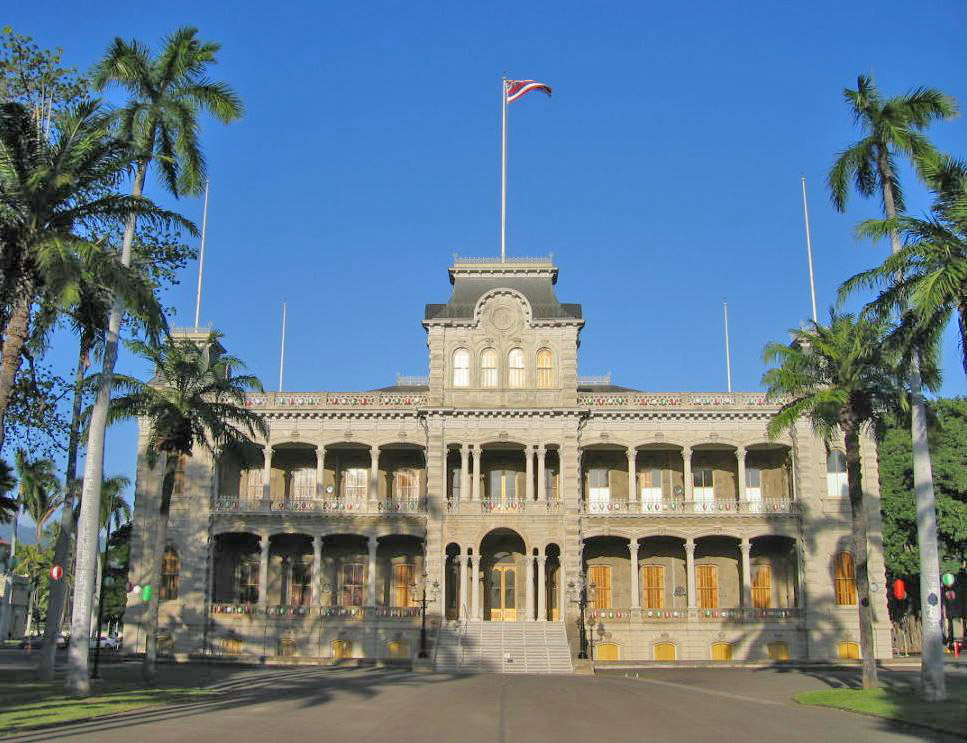
Hawaiʻi: ʻIolani Palace

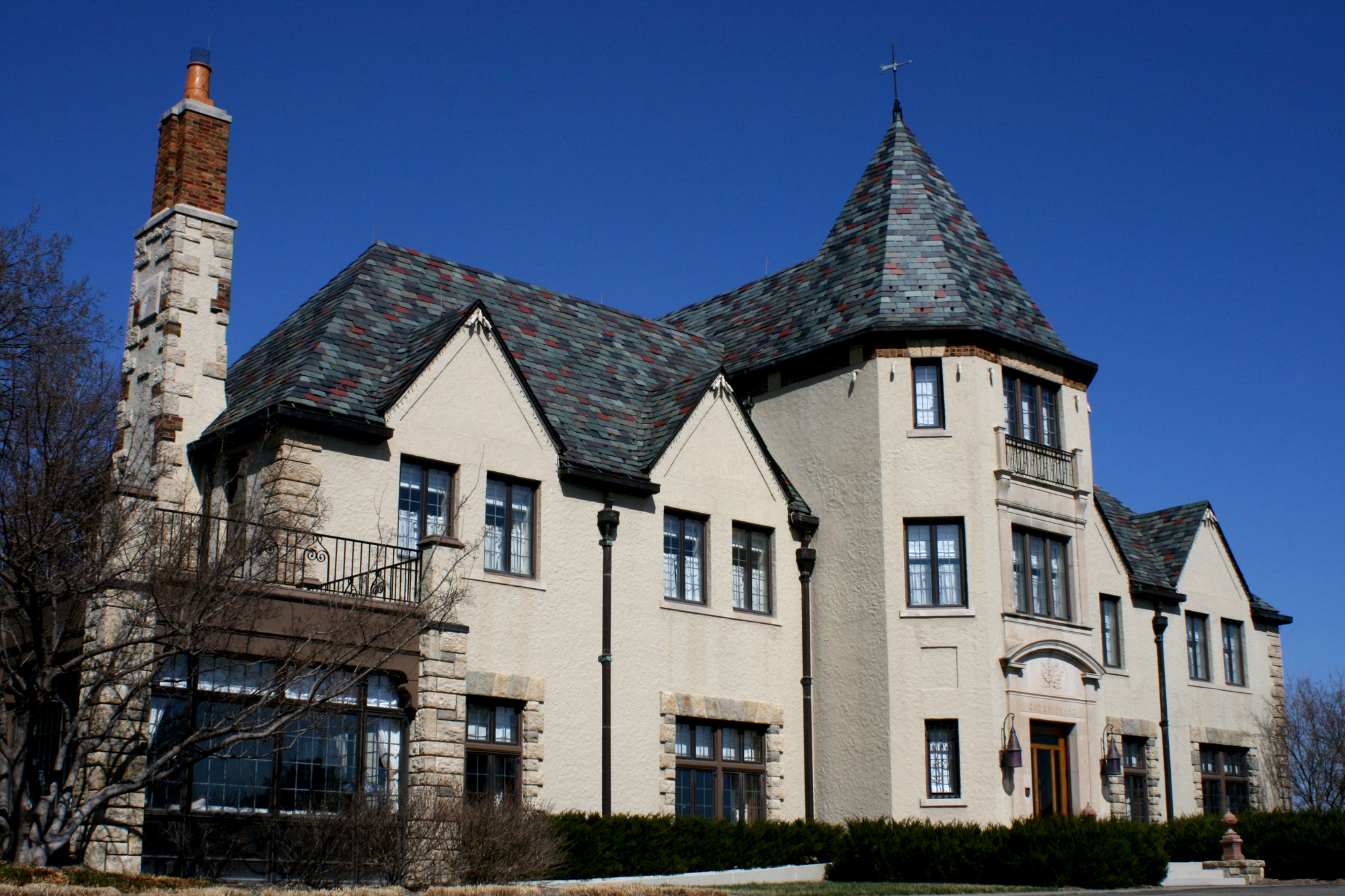
Kansas: Cedar Crest

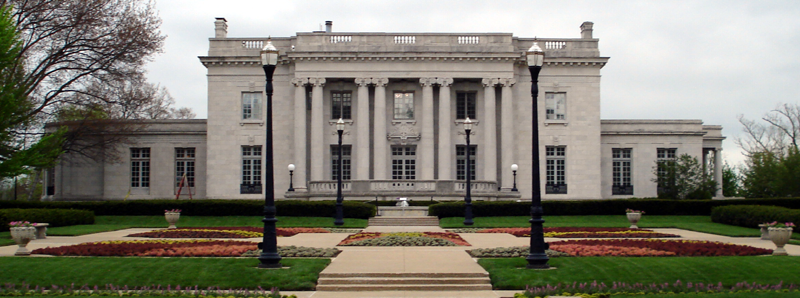
Kentucky Governor's Mansion

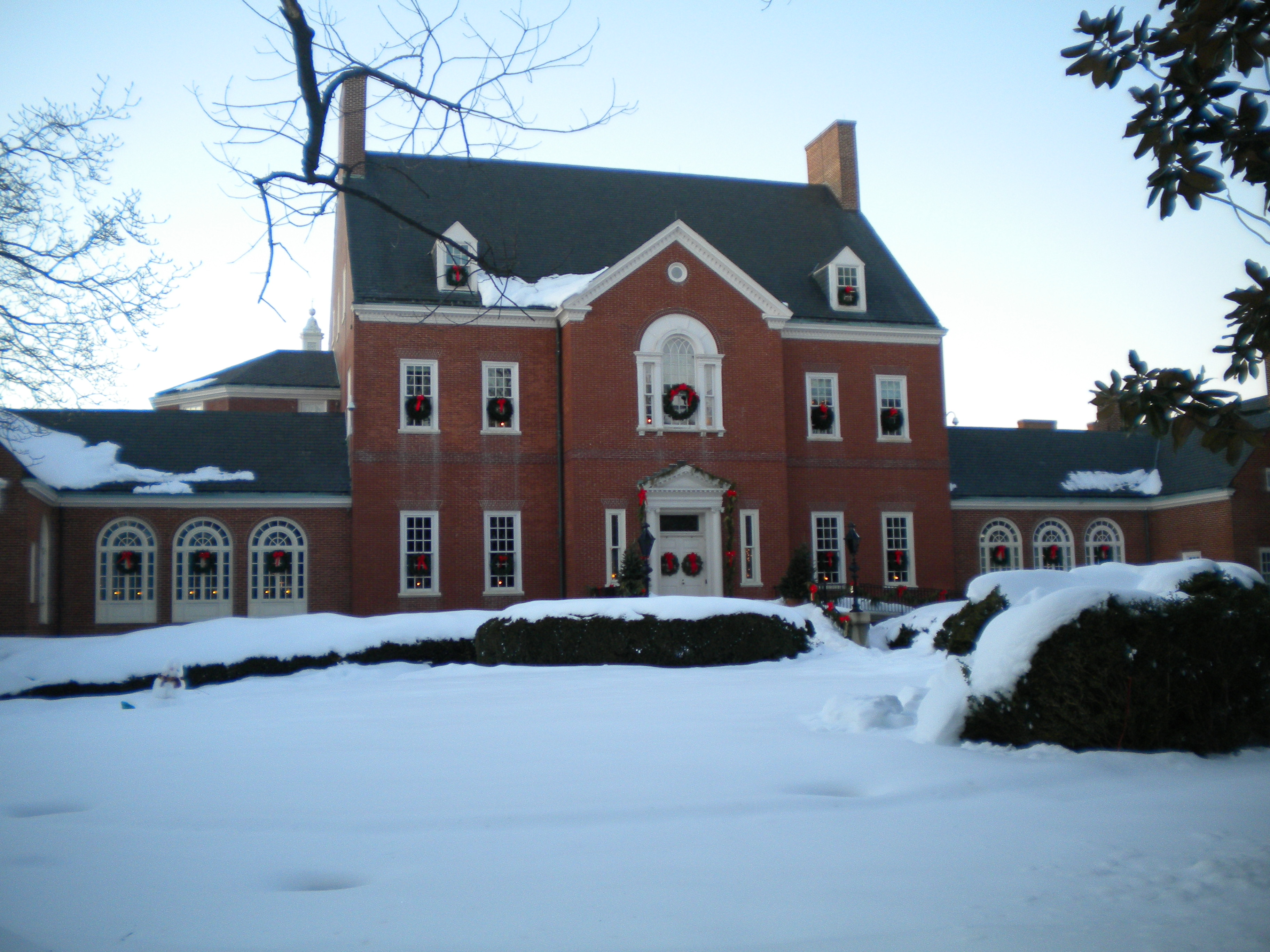
Maryland: Government House

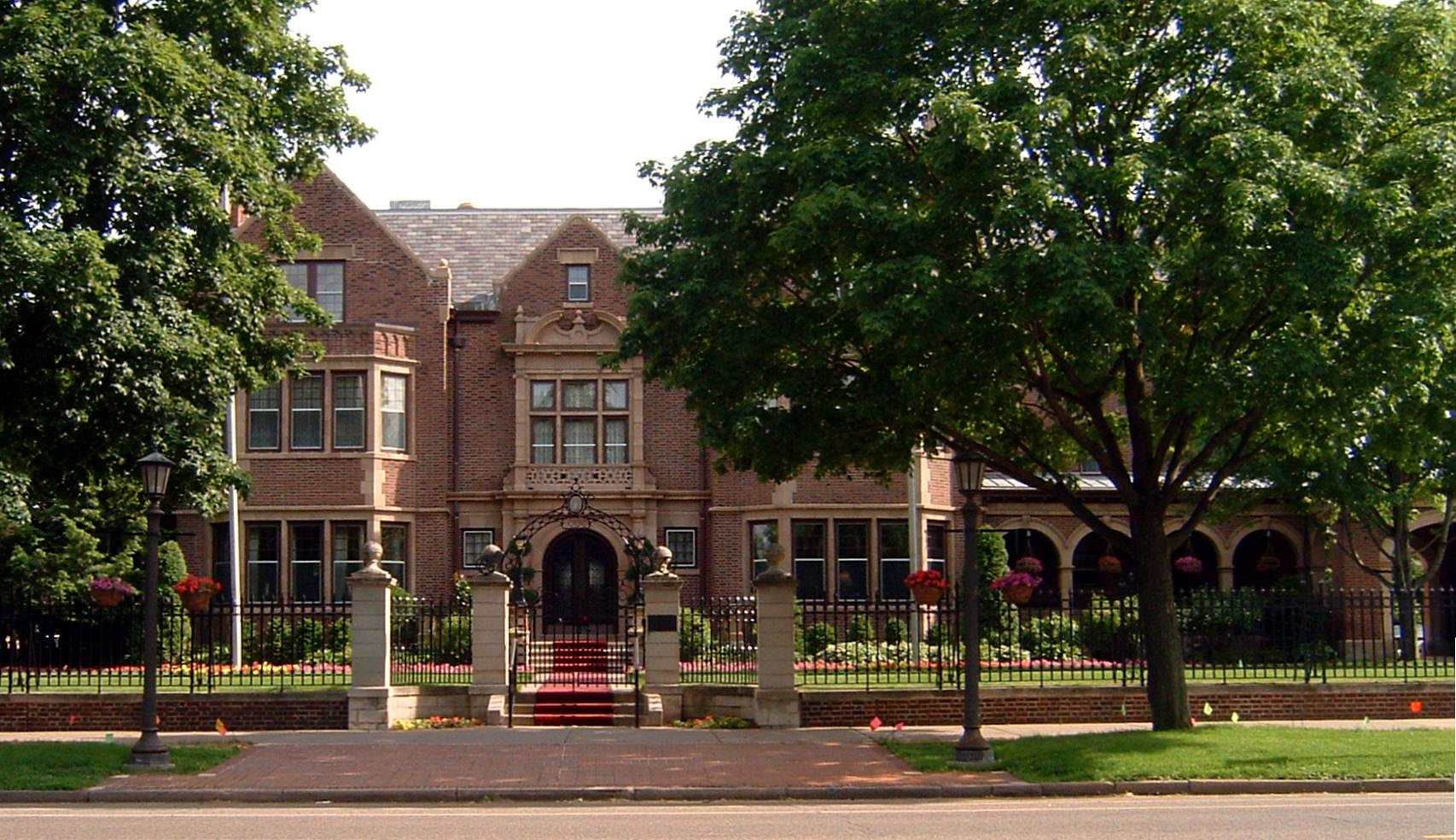
Minnesota Governor's Residence

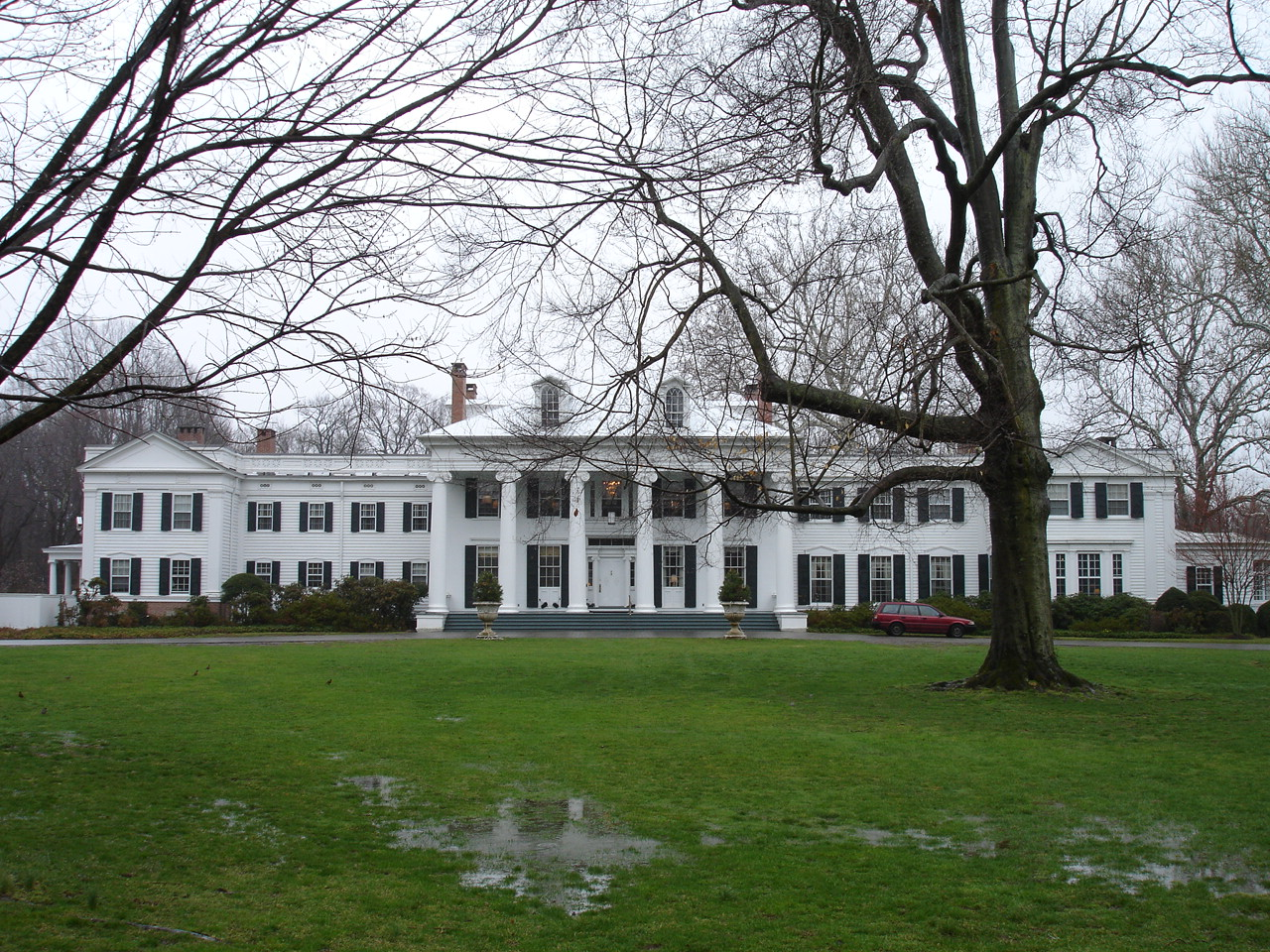
New Jersey: Drumthwacket

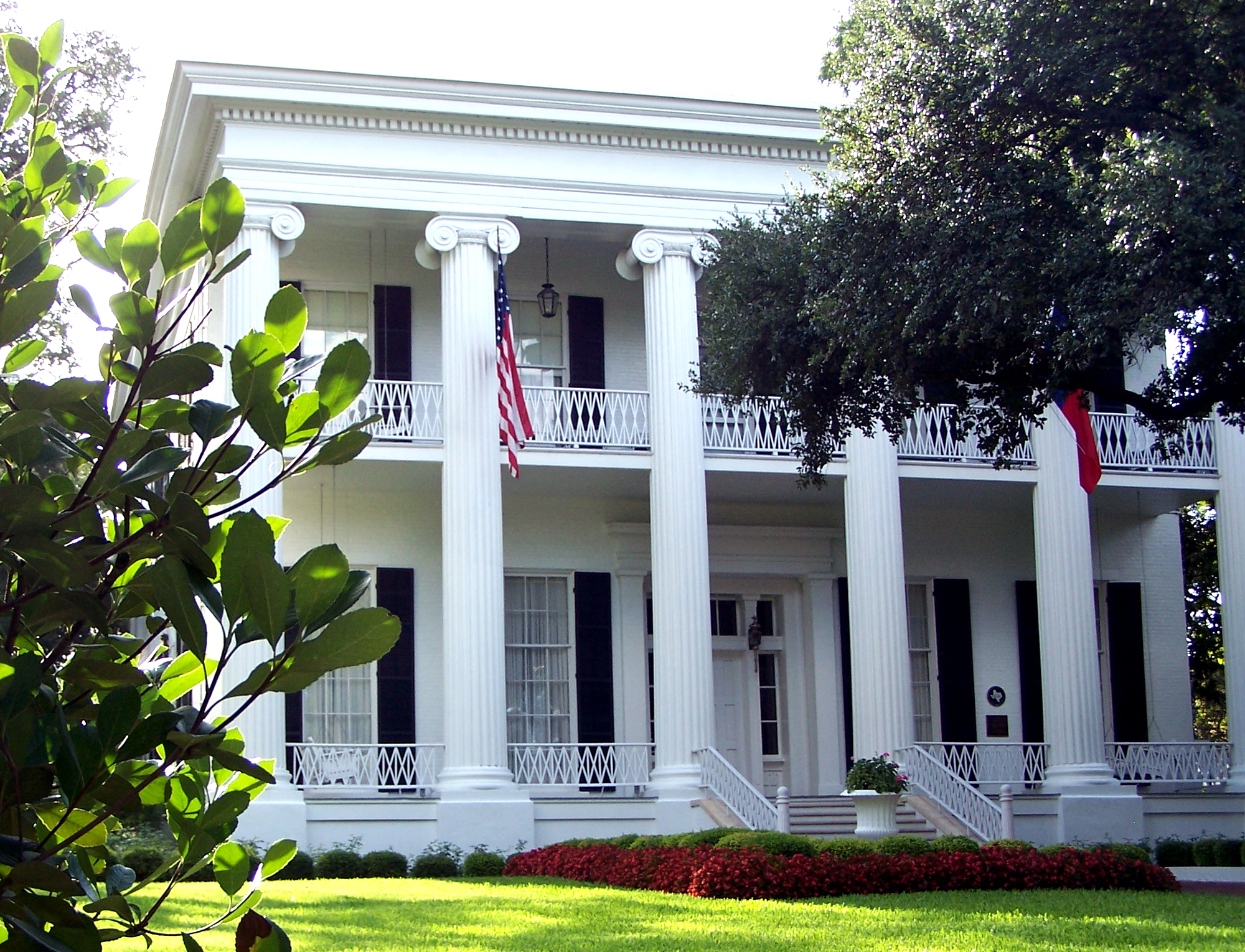
Texas Governor's Mansion

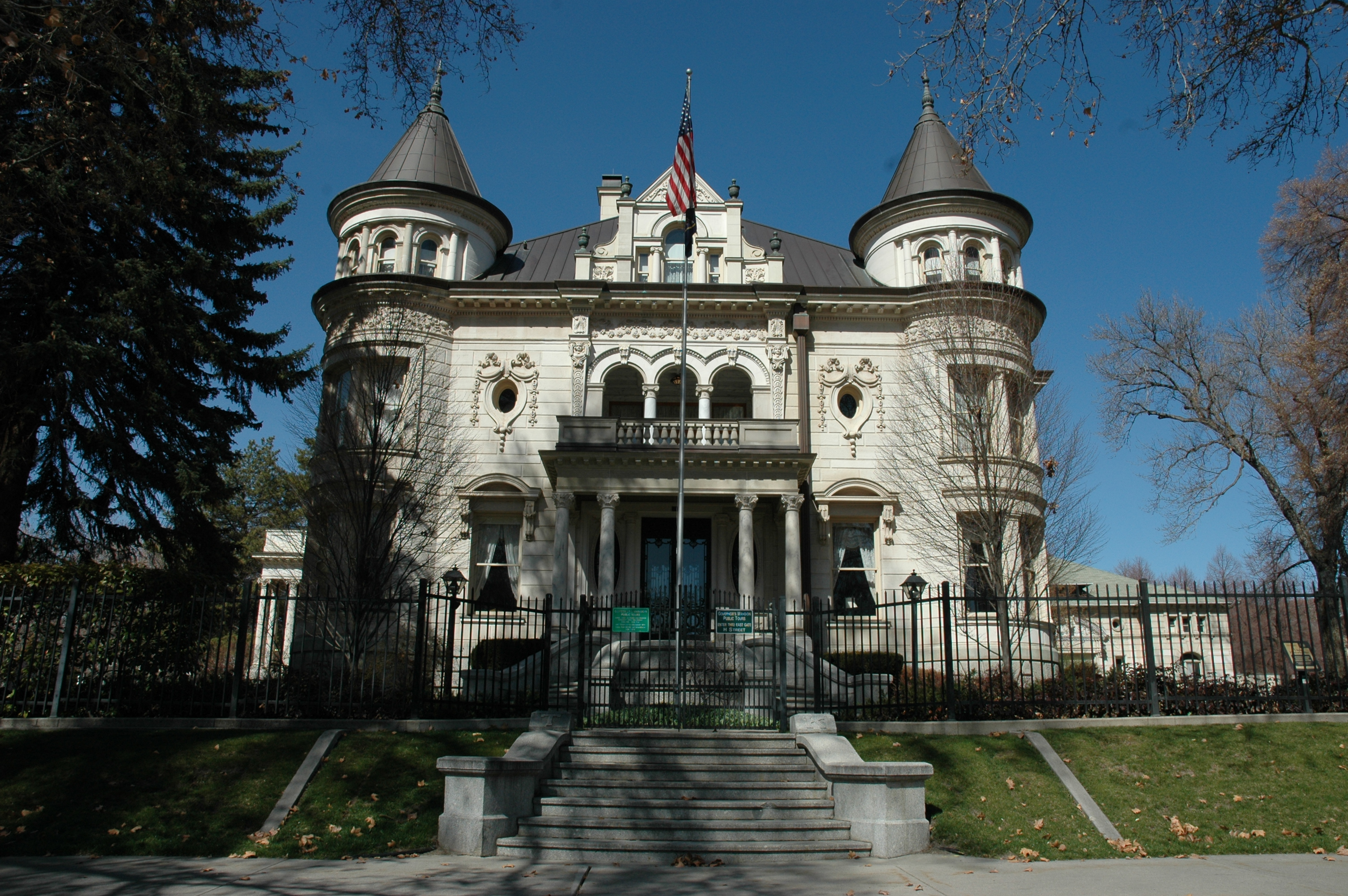
Utah Governor's Mansion

President's Mansion  [لغات أخرى]‏ (President of the University of Alabama)
- ألاسكا:
Governor's Mansion  [لغات أخرى]‏
- أركنساس:
Governor's Mansion  [لغات أخرى]‏
- كاليفورنيا:
none
Former: Governor's Mansion  [لغات أخرى]‏
- كولورادو:
Governor's Mansion  [لغات أخرى]‏
- كونيتيكت:
Governor's Mansion  [لغات أخرى]‏
- ديلاوير:
Woodburn
- فلوريدا:
Governor's Mansion  [لغات أخرى]‏
- جورجيا:
Governor's Mansion  [لغات أخرى]‏
- هاواي:
Washington Place (مملكة هاواي then حاكم هاواي  [لغات أخرى]‏, formerly kept as museum)
ʻIolani Palace (Queen, formerly kept for official government functions)
Hulihee Palace (Queen, formerly retained as museum)
- أيداهو:
The Idaho House
- إلينوي:
Executive Mansion  [لغات أخرى]‏
Supreme Court Justices' apartments  [لغات أخرى]‏
جامعة إلينوي في شيكاغو Chancellor's Residence[9]
President's House, home of the جامعة إلينوي في إربانا-شامبين' President[10]
- إنديانا:
Governor's Mansion  [لغات أخرى]‏
- آيوا:
Terrace Hill
- كانساس:
Cedar Crest  [لغات أخرى]‏
- كنتاكي:
Governor's Mansion  [لغات أخرى]‏
Old Governor's Mansion  [لغات أخرى]‏ (now official residence of the Lieutenant Governor)
Maxwell Place (President of the University of Kentucky)[11]
- لويزيانا:
Governor's Mansion  [لغات أخرى]‏
- مين:
Blaine House  [لغات أخرى]‏
- ماريلاند:
Government House  [لغات أخرى]‏
Jennings House (from 1777–1870)
- ماساتشوست:
none
- ميشيغان:
Governor's Residence, Lansing  [لغات أخرى]‏
Governor's Residence, Mackinac Island  [لغات أخرى]‏ (summer residence)
- مينيسوتا:
Governor's Residence  [لغات أخرى]‏
- مسيسيبي:
Governor's Residence  [لغات أخرى]‏
- ميزوري:
Governor's Mansion  [لغات أخرى]‏
- مونتانا:
Governor's Mansion  [لغات أخرى]‏
- نبراسكا:
Governor's Mansion  [لغات أخرى]‏
- نيفادا:
Governor's Mansion  [لغات أخرى]‏
- نيوهامبشير:
Bridges House  [لغات أخرى]‏
- نيوجيرسي:
Drumthwacket
- نيومكسيكو:
Governor's Mansion  [لغات أخرى]‏
- ولاية نيويورك:
القصر التنفيذي في نيويورك  [لغات أخرى]‏
- كارولاينا الشمالية:
Executive Mansion  [لغات أخرى]‏
- داكوتا الشمالية:
Governor's Mansion  [لغات أخرى]‏
- أوهايو:
Governor's Mansion  [لغات أخرى]‏
- أوكلاهوما:
Governor's Mansion  [لغات أخرى]‏
- أوريغون:
Stiff-Jarman House  [لغات أخرى]‏ (prior to 1988)
Mahonia Hall
- بنسيلفانيا:
Governor's Mansion  [لغات أخرى]‏
- رود آيلاند:
none
- كارولاينا الجنوبية:
Governor's Mansion  [لغات أخرى]‏
- داكوتا الجنوبية:
Governor's Mansion  [لغات أخرى]‏
- تينيسي:
Governor's Mansion  [لغات أخرى]‏
- تكساس:
Governor's Mansion  [لغات أخرى]‏
Texas Speaker's Apartment (at Texas State Capitol)
Texas Lieutenant Governor's Apartment (prior to 1983 fire) (at Texas State Capitol)
- يوتا:
Governor's Mansion  [لغات أخرى]‏
- فيرمونت:
The Pavilion  [لغات أخرى]‏
- فرجينيا:
Executive Mansion  [لغات أخرى]‏
President's House (President of The College of William & Mary)[12]
- واشنطن (ولاية):
Governor's Mansion  [لغات أخرى]‏
- فيرجينيا الغربية:
Executive Mansion  [لغات أخرى]‏
- ويسكونسن:
Governor's Mansion  [لغات أخرى]‏
- وايومنغ:
Governor's Mansion  [لغات أخرى]‏

##### Territorial
- بورتوريكو:
- لا فورتاليزا (Governor's Mansion)
- Playa El Convento (Governor's Beach Retreat)
- Casa Jájome  [لغات أخرى]‏ (Governor's Mountain Retreat)
- Jardín Botánico (جامعة بورتوريكو President's Residence)
- Casa del Rector (UPR Río Piedras Campus Chancellor's Residence)
- غوام:
Government House (Governor)

##### Local

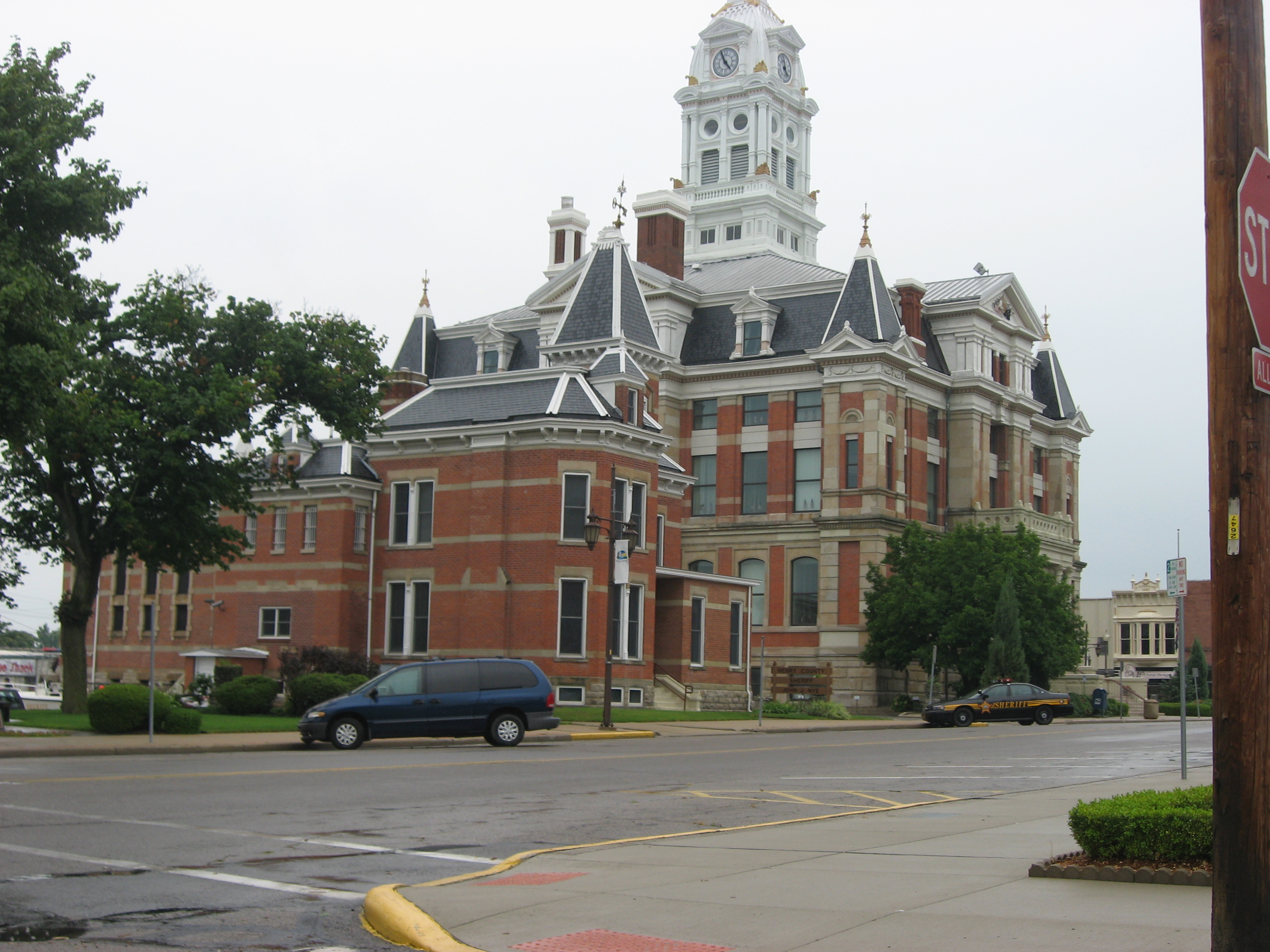
Henry County Sheriff's Residence and Jail

Note that some mayors in cities with an official mayor's residence (notably نيويورك, and for a brief time ديترويت) choose instead to reside at their private residence, using the official residence for official functions only. In the case of دنفر (كولورادو), no mayor has ever lived in the official residence; the city instead makes it available to certain non-profit groups for special functions.
- دنفر (كولورادو):
Cableland
- ديترويت:
Manoogian Mansion
- لوس أنجلوس:
Getty House
- نيويورك:
Gracie Mansion
- مقاطعة هنري (أوهايو):
Henry County Sheriff's Residence and Jail (former)

##### Other
This section is reserved for official residences maintained by private, nongovernmental institutions.
- تشارلستون (فيرجينيا الغربية):
Young-Noyes House (President of the University of Charleston)
- سالت ليك:
Beehive House (President of كنيسة يسوع المسيح لقديسي الأيام الأخيرة؛ former)

### South America

#### الأرجنتين
- كاسا روسادا (رئيس الأرجنتين)

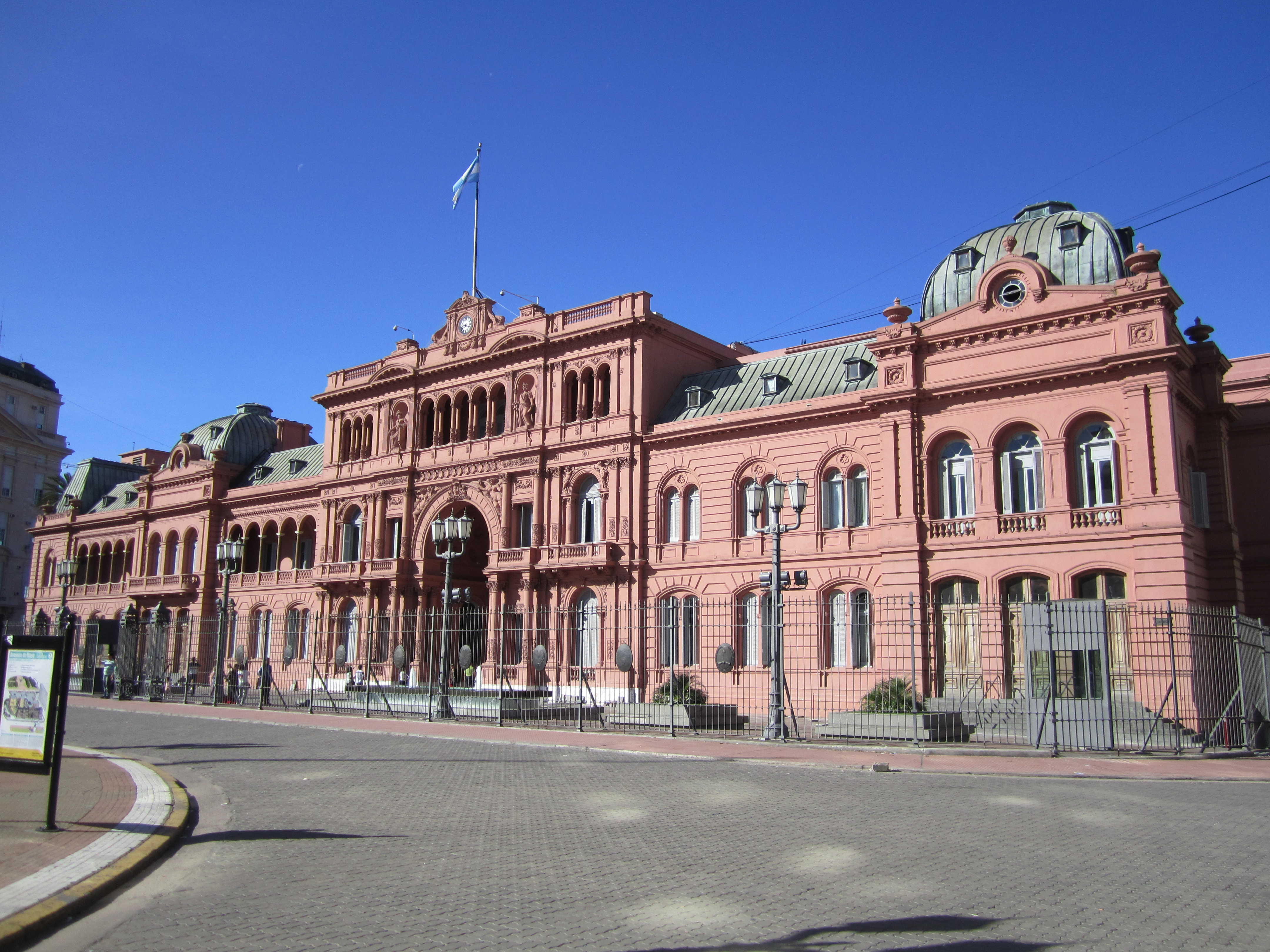
Casa Rosada, بوينس آيرس

- Quinta de Olivos (President's residence)
- Chapadmalal Residence (Summer House)

#### بوليفيا
- Palacio Quemado (President's office)
- Palace of Calacoto (Official residence of the قائمة رؤساء بوليفيا)
- Castillo blanco (Winter residence of the President)
- Principado de la Glorieta (Summer residence of the President)
- Villa Albina (Summer residence of the President)
- Mercado street (Office prime minister)
- Casa verde (Official residence of the prime minister)

#### البرازيل

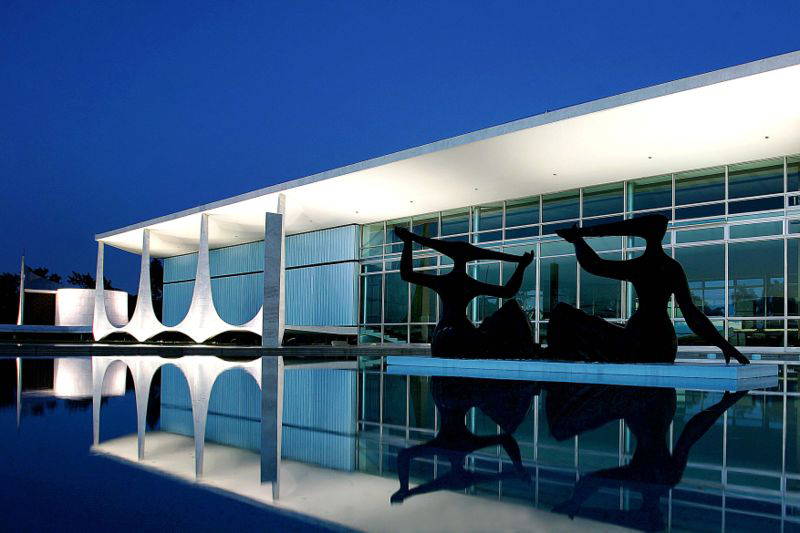
Palácio da Alvorada, برازيليا

- قصر الفورادا (رؤساء البرازيل residence)
- بالاسيو دو بلاناوتو (Presidential office)
- Granja do Torto (President, retreat)
- Palácio Rio Negro (President, retreat)
- Palácio do Jaburu (نائب رئيس البرازيل  [لغات أخرى]‏)

##### Former
- Catete Palace (President, formerly; kept as Museu da República)
- قصر سانت كريستوفر  [لغات أخرى]‏ (جواو السادس and Emperor, formerly; kept as the متحف البرازيل الوطني)
- المتحف الإمبراطوري للبرازيل (Emperor, summer residence, formerly; kept as Imperial Museum of Brazil)

##### State
- القطاع الفدرالي البرازيلي
  - Palácio do Buriti
- مارانهاو
  - Palácio dos Leões
- ميناس جرايس
  - Palácio da Liberdade
- ريو دي جانيرو
  - Palácio das Laranjeiras
- ساو باولو
  - Palácio dos Bandeirantes

#### تشيلي
- None. The قائمة رؤساء تشيلي uses own private residence.
- Presidential Palace of Cerro Castillo، فينيا ديل مار (President, retreat)

##### Former
- قصر لامونيدا (President, formerly; kept as office for President)

#### كولومبيا
- كاسا دي نارينيو (رئيس كولومبيا)
- Casa de Huspedes (Cartagena) (President)
- Hacienda Hato Grande (President, retreat)

#### الإكوادور
- Palacio de Carondelet (قائمة رؤساء الإكوادور)

#### غويانا
- State House  [لغات أخرى]‏ (President)

#### باراغواي
- Mburuvichá Roga (رؤساء باراغواي)
- قصر لوبيز (Presidential office)

#### بيرو
- القصر الحكومي (بيرو) (قائمة رؤساء بيرو)

#### سورينام
- Gouvernementsgebouw, better known as Presidential Palace

#### أوروغواي
- Suarez Residence (قائمة رؤساء الأوروغواي)
- Anchorena Park (President, retreat)

#### فنزويلا
- قصر ميرافلوريس (رئيس فنزويلا)
- La Casona (Presidential residence)

## Asia

### Central Asia

#### كازاخستان
- آك أوردا (رئيس كازاخستان)

#### قرغيزستان
- البيت الأبيض (قيرغيزستان), also Government House or Presidential Palace

#### طاجيكستان
- Presidential Palace

#### تركمانستان
- Türkmenbaşy Palace (سياسة تركمانستان  [لغات أخرى]‏)

#### أوزبكستان
- Oqsaroy (رئيس أوزبكستان)

### East Asia

#### الصين

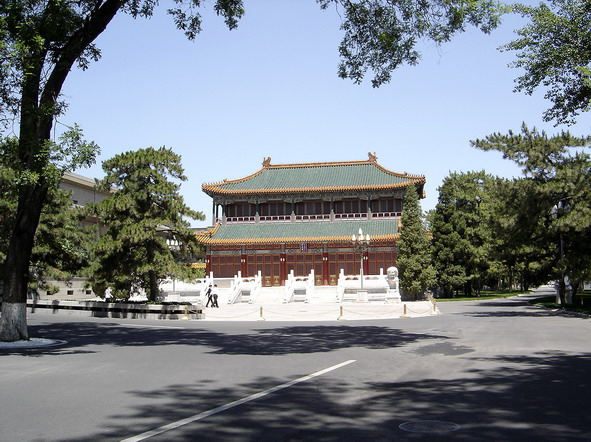
Zhongnanhai, بكين

- زونكنانهاي  [لغات أخرى]‏

##### هونغ كونغ

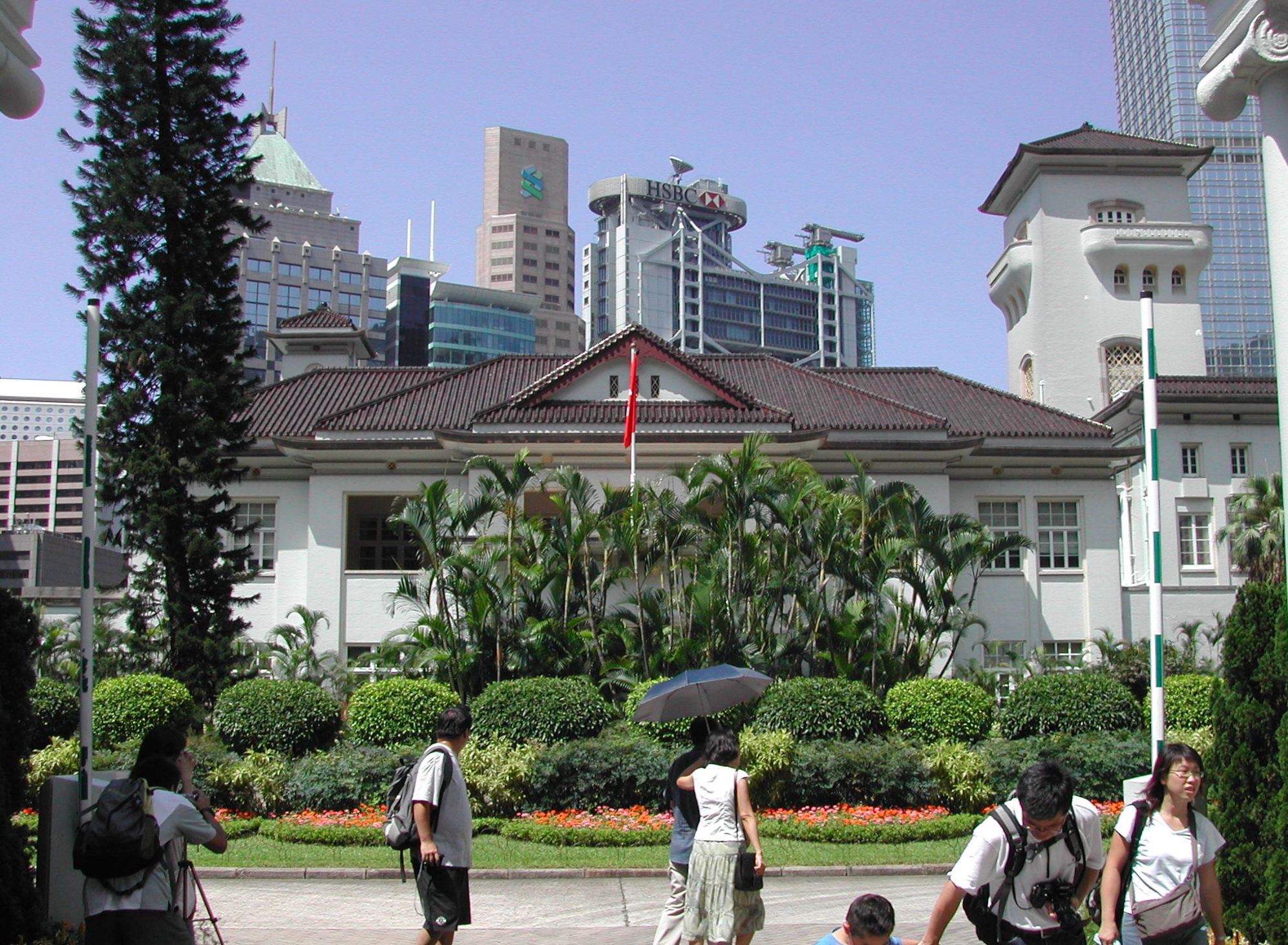
Government House

- Government House  [لغات أخرى]‏ (رئيس هونغ كونغ التنفيذي)
- Fanling Lodge (رئيس هونغ كونغ التنفيذي - Summer/alternate)
- Victoria House and Victoria Flats (15 Barker Road, The Peak) (أمين عام الشؤون الإدارية (هونغ كونغ))
- 45 Shouson Hill Road, Deep Water Bay (وزير المالية (هونغ كونغ))
- Residence of Secretary for Justice (19 Severn Road, The Peak) (وزارة العدل) - located north and behind Headquarter House
- Chief Justice's House (19 Gough Hill Road, The Peak) Also known as Clavadel (built in 1893) and now home to the (Chief Justice of the Court of Final Appeal  [لغات أخرى]‏)
- Headquarters House  [لغات أخرى]‏ (11 Barker Road, The Peak) (Commander-in-Chief of British Forces from 1978 to 1997 and now for the Commanding Officer of PLA in Hong Kong)

###### Former British Colony of Hong Kong
- Flagstaff House (commander of British forces in Hong Kong, formerly until 1978)
- Island House (formerly, District Officers (North), and later District Commissioners for the New Territories)
- Gate Lodge (محافظ هونغ كونغ's summer residence 1900-1934)

#### اليابان

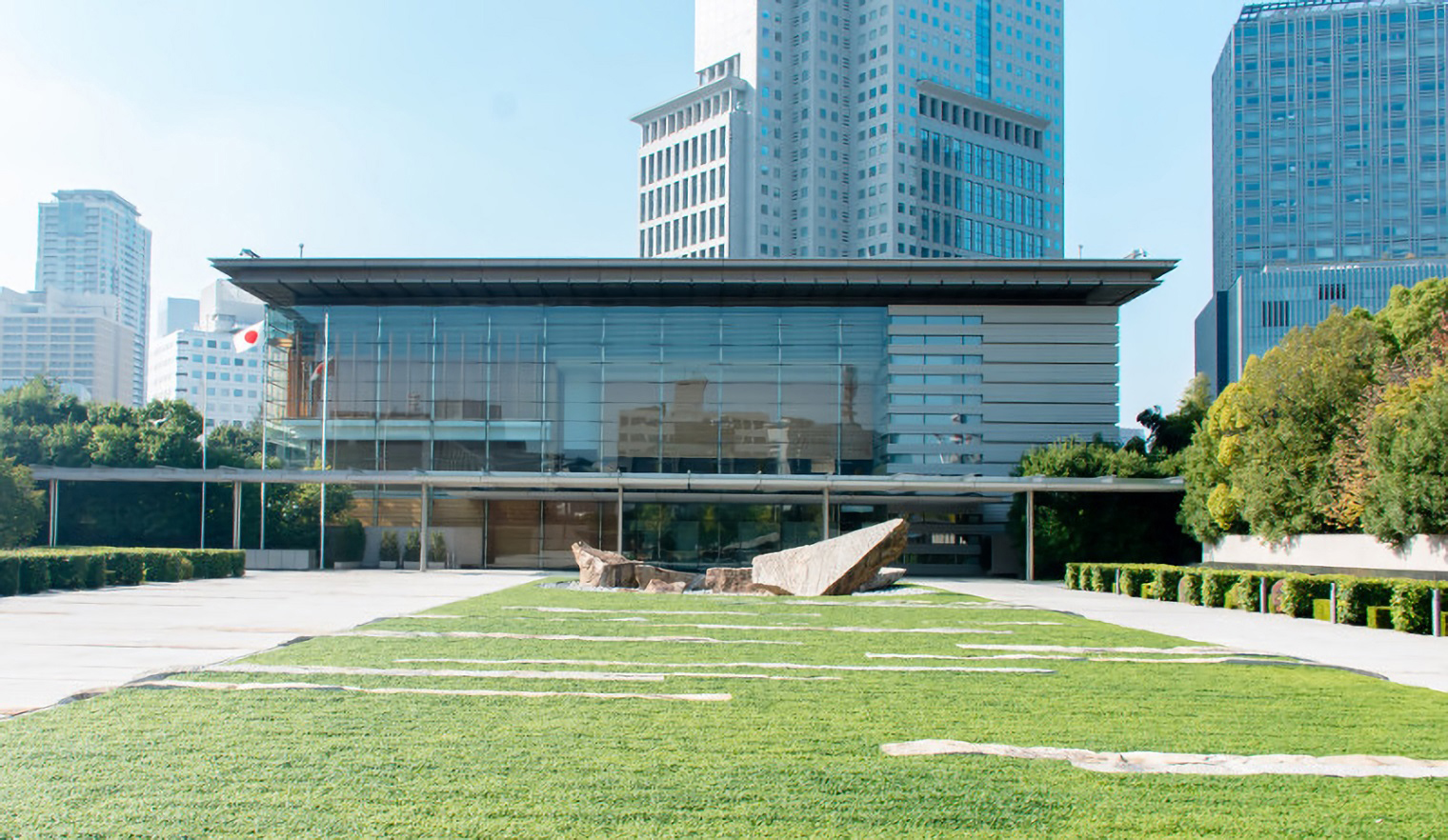
Kantei, طوكيو

- قصر طوكيو الإمبراطوري, also known as Imperial Palace (إمبراطور اليابان)
- Tōgū Gosho, also known as قصر توغو  [لغات أخرى]‏ (ناروهيتو)
- كانتاي (رئيس وزراء اليابان's Office)
- كانتاي (Official Residence of رئيس وزراء اليابان, adjacent to Kantei)

##### Former
- القصر الإمبراطوري في كيوتو, also known as Kyōto Imperial Palace (Emperor, until 1869; kept as museum)
- قلعة إيدو, also known as Edo Castle (شوغون, 1603–1867; demolished, now part of Imperial Palace Gardens)
- Gaishō Kōtei  [لغات أخرى]‏, also known as Prince Asaka Residence (Prime Minister, 1947 and 48–50, now open to the public as museum)

#### كوريا الشمالية
- DPRK Leadership Residence (39°0'56"N 125°44'43"E)
- Ryongsong Residence (رئيس لجنة الدفاع الوطنية  [لغات أخرى]‏)
- Kangdong Residence
- Sinuiju North Korean Leader's Residence

##### Former
- قصر شمس كمسوسان (President, formerly; kept as mausoleum)

#### Korea, South

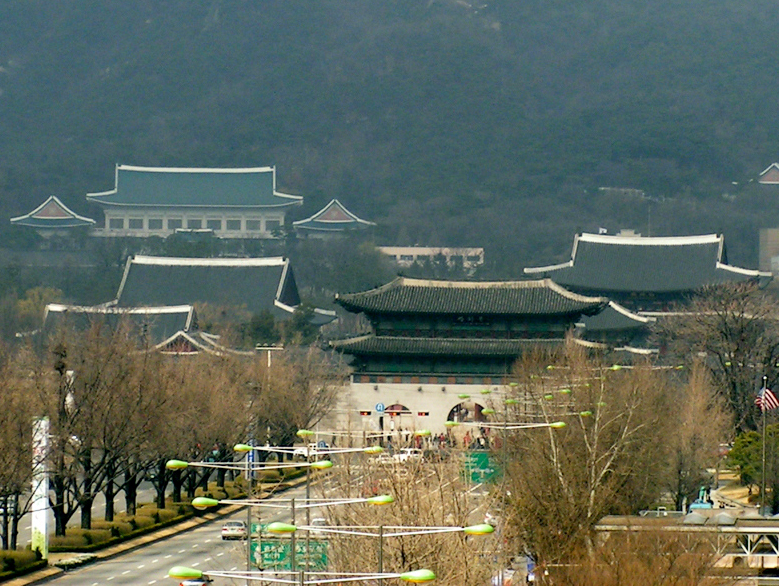
Cheong Wa Dae, سول

- البيت الأزرق ("House with Blue Rooftiles") (رئيس كوريا الجنوبية)

- Cheong Wa Dae is the official presidential office and residence complex for the President of South Korea.
- Its address is "1 Cheongwadae-ro, Jongro-gu, Seoul, Republic of Korea". It is located next to Gyeongbokgung, the main palace during the Joseon Dynasty.
- Cheong Nam Dae ("Cheong Wa Dae in the South") (رئيس كوريا الجنوبية؛ no longer used)

- Cheong Nam Dae used to be one of the two vacation residences for the President of Republic of Korea. It was returned to public in 2003.
- It is located in Cheongwon-gun, North Chungcheong Province.
- Cheong Hae Dae ("Cheong Wa Dae on the Seashore") (رئيس كوريا الجنوبية؛ no longer used)

- Cheong Hae Dae used to be one of the two vacation residences for the President of Republic of Korea. Although the president no longer uses this facility this compound is still under the administration of the Republic of Korea Navy, and thus is not open to public access.
- It is located on one of the islands of Geoje-shi, South Gyeongsang Province.
- Chongri Gonggwan ("Official Residence of the Prime Minister") (رئيس وزراء كوريا الجنوبية)

- This is the official residence for the Prime Minister of Republic of Korea. The Prime Minister, however, does not work here.
- Its address is "111-2 Samcheongdong-gil, Jongro-gu, Seoul, Republic of Korea". It is located close to Cheong Wa Dae.
- Gukhoeuijang Gonggwan ("Official Residence of the Speaker of National Assembly") (Speaker of National Assembly  [لغات أخرى]‏)

- This is the official residence for the Speaker of the National Assembly of Republic of Korea. The Speaker, also, does not work here.
- It is located in Hannam-dong, Yongsan-gu, Seoul, where many foreign missions to Korea are located.
- Daebeobwonjang Gonggwan ("Official Residence of the Chief Justice") (Chief Justice  [لغات أخرى]‏)

- This is the official residence for the Chief Justice of Republic of Korea. The Chief Justice, also, does not work here.
- It is also located in Hannam-dong, Yongsan-gu, Seoul.
- Most ministers of state and heads of administrative regions also have official residences, although they are not listed here.

#### ماكاو
- Government House  [لغات أخرى]‏ (Chief Executive  [لغات أخرى]‏)

#### منغوليا
- Presidential Palace

#### تايوان
Workplace

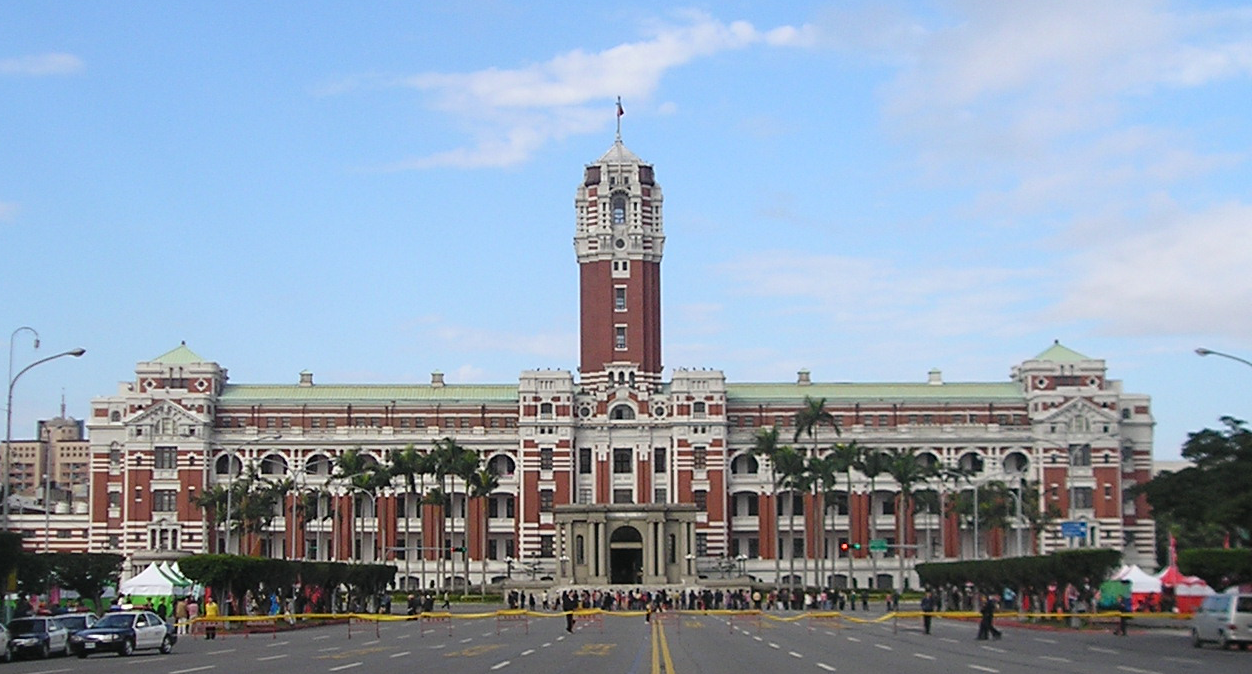
Presidential Building, تايبيه

- مبنى المكتب الرئاسي (التايوان) (formerly office of Governor-General of Taiwan)

Residence
- Zhongxing Official Residence

Guest House
- Taipei Guest House

##### Former
Office and Residence
- Presidential Palace  [لغات أخرى]‏ in نانجينغ (1927–1937, 1946–1949; kept as museum from 1998)

Residence
- Shilin Official Residence

### South Asia

#### أفغانستان
- القصر الرئاسي (رئيس أفغانستان)

#### بنغلاديش
- Bangabhaban (رئيس دولة بنغلاديش)
- Uttara Gano Bhaban (رئيس دولة بنغلاديش residence in north)
- Gonobhaban (رئيس وزراء بنغلاديش)

#### بوتان
- Dechenchholing Palace (قائمة ملوك بوتان)

#### National
- راشتراباتي بهافان (رئيس الهند)

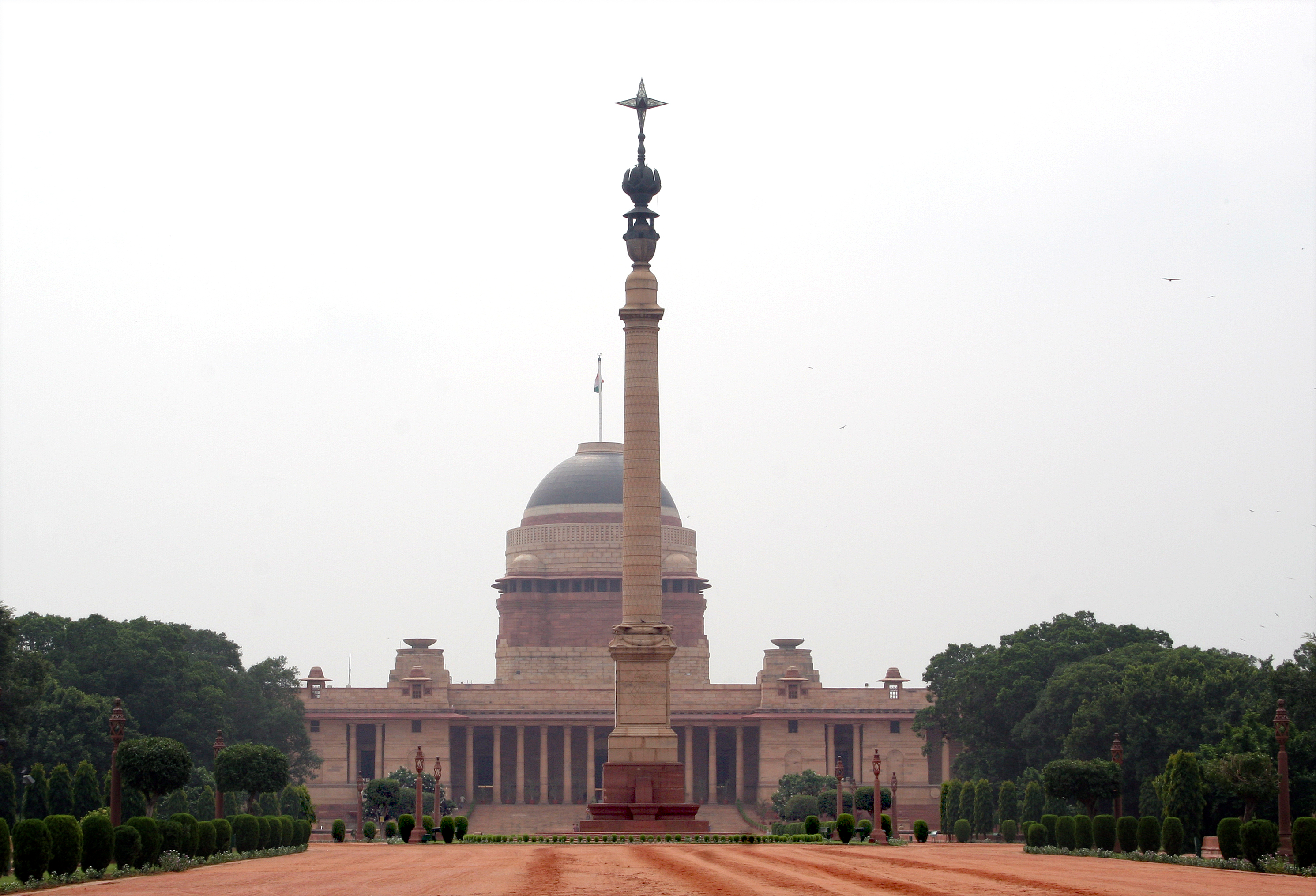
Rashtrapati Bhavan, نيودلهي

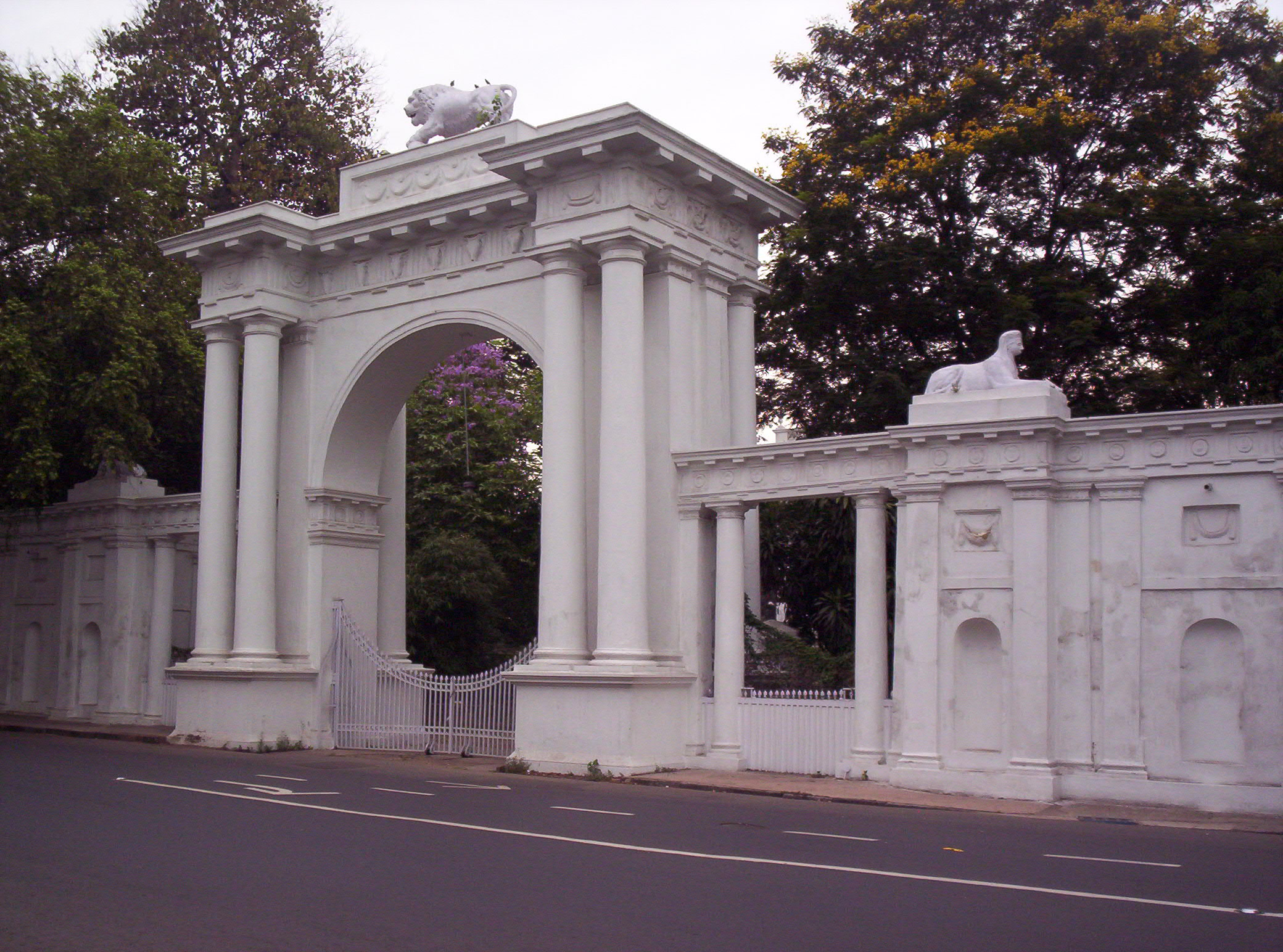
Arched Gate of the Raj Bhavan، كلكتا

- Rashtrapati Nilayam (President, retreat)
- The Retreat Building (President, retreat)
- Vice President House (نائب رئيس الهند)
- 7, Race Course Road (رئيس وزراء الهند)
- Hyderabad House (visiting foreign dignitaries)

##### State
- أندرا برديش:
Raj Bhavan  [لغات أخرى]‏ (Governor)
 Chief Minister's Camp Office (Chief Minister)
- أروناجل برديش:
Raj Bhavan  [لغات أخرى]‏ (Governor)
- آسام:
Raj Bhavan  [لغات أخرى]‏ (Governor)
- بهار (الهند):
Raj Bhavan  [لغات أخرى]‏ (Governor)
- تشاتيسغار:
Raj Bhavan  [لغات أخرى]‏ (Governor)
- غوا:
Raj Bhavan  [لغات أخرى]‏ (Governor)
- كجرات:
Raj Bhavan  [لغات أخرى]‏ (Governor)
- هاريانا:
Raj Bhavan  [لغات أخرى]‏ (Governor)
- هيماجل برديش:
Raj Bhavan  [لغات أخرى]‏ (Governor)
- جامو وكشمير:
Raj Bhavan, Jammu  [لغات أخرى]‏ (Governor, winter residence)
Raj Bhavan, Srinagar  [لغات أخرى]‏ (Governor, summer residence)
- جهارخاند:
Raj Bhavan  [لغات أخرى]‏ (Governor)
- كارناتاكا:
Raj Bhavan  [لغات أخرى]‏ (Governor)
 Anugraha (Chief Minister)
- كيرلا:
Raj Bhavan  [لغات أخرى]‏ (Governor)
 Cliff House Mansion (Chief minister)
- ماديا براديش:
Raj Bhavan, Bhopal  [لغات أخرى]‏ (Governor)
Raj Bhavan, Pachmarchi  [لغات أخرى]‏ (Governor, summer residence)
- ماهاراشترا:
Raj Bhavan, Mumbai  [لغات أخرى]‏ (Governor)
Raj Bhavan, Nagpur  [لغات أخرى]‏ (Governor, winter residence)
Raj Bhavan, Pune  [لغات أخرى]‏ (Governor, monsoon residence)
Raj Bhavan, Mahabaleshwar  [لغات أخرى]‏ (Governor, summer residence)
- مانيبور:
Raj Bhavan  [لغات أخرى]‏ (Governor)
- ميغالايا:
Raj Bhavan  [لغات أخرى]‏ (Governor)
- ميزورام:
Raj Bhavan  [لغات أخرى]‏ (Governor)
- ناجالاند:
Raj Bhavan  [لغات أخرى]‏ (Governor)
- أوديشا:
Raj Bhavan, Bhubaneswar (Governor) 
 Raj Bhavan, Puri (Governor, summer residence)
- بنجاب:
Raj Bhavan  [لغات أخرى]‏ (Governor)
- راجستان:
Raj Bhavan  [لغات أخرى]‏ (Governor)
- سيكيم:
Raj Bhavan  [لغات أخرى]‏ (Governor)
- تاميل نادو:
Raj Bhavan, Chennai  [لغات أخرى]‏ (Governor)
Raj Bhavan, Ooty  [لغات أخرى]‏ (Governor, summer residence)
- ترايبورا:
Raj Bhavan  [لغات أخرى]‏ (Governor)
- أتر برديش:
Raj Bhavan  [لغات أخرى]‏ (Governor)
- أوتاراخند:
Raj Bhavan  [لغات أخرى]‏ (Governor)
- بنغال الغربية:
Raj Bhavan, Kolkata  [لغات أخرى]‏ (Governor)
Raj Bhavan, Darjeeling (Governor, summer residence)

##### Union Territories
- جزر أندمان ونيكوبار:
 Raj Niwas  [لغات أخرى]‏ (Lieutenant Governor  [لغات أخرى]‏)
- شانديغار:
 Raj Bhavan, Punjab  [لغات أخرى]‏ (Administrator)
- دلهي:
 Raj Niwas  [لغات أخرى]‏ (Lieutenant Governor  [لغات أخرى]‏)
- بودوتشيري:
 Raj Niwas  [لغات أخرى]‏ (Lieutenant Governor  [لغات أخرى]‏)

#### جزر المالديف
- Muliaage (رئيس جزر المالديف)

##### Former
- Theemuge (رئيس جزر المالديف, formerly; now the Supreme Court of the Maldives)

#### نيبال
- Narayanhity Palace (قائمة ملوك نيبال, formerly)

#### باكستان

##### Federal
- Aiwan-e-Sadr (رئيس باكستان)
- Prime Minister House

##### Provincial
- بلوشستان:
Governor's House
- خيبر بختونخوا:
Governor's House
- البنجاب:
Governor House
- السند:
Flag Staff House (قائمة الحكام الباكستانيين الحاليين)

#### سريلانكا
- President's House  [لغات أخرى]‏ (Official Residence in كولمبو of the رئيس سريلانكا)
- President's Pavilion (Official Residence in كاندي of the President)
- Queen's Cottage (Country Retreat of the President)
- Temple Trees  [لغات أخرى]‏ (Official Residence of the رئيس وزراء سريلانكا, currently used by the President)
- Speaker's Residence  [لغات أخرى]‏ (Speaker of the Parliament  [لغات أخرى]‏)
- Visumpaya (Residence of a Cabinet Minister nominated by the President)
- General's House  [لغات أخرى]‏ (Country Residence of a Cabinet Minister)

### Southeast Asia

#### بروناي

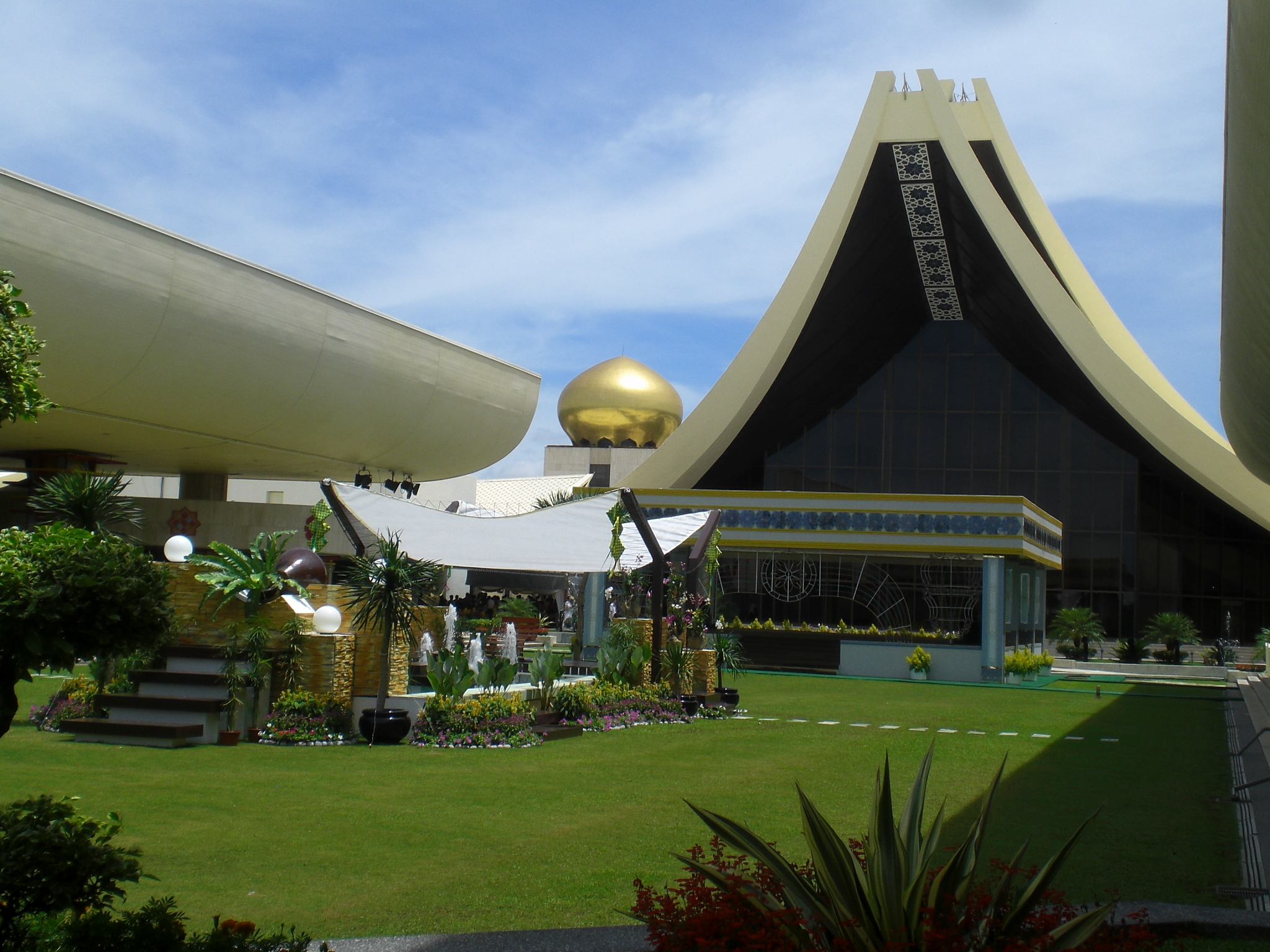
Istana Nurul Iman courtyard

- قصر نور الإيمان (قائمة سلاطين بروناي)

#### كمبوديا
- Khemarindra Palace (King)

#### تيمور الشرقية
- Presidential Residence (قائمة رؤساء تيمور الشرقية)

#### إندونيسيا

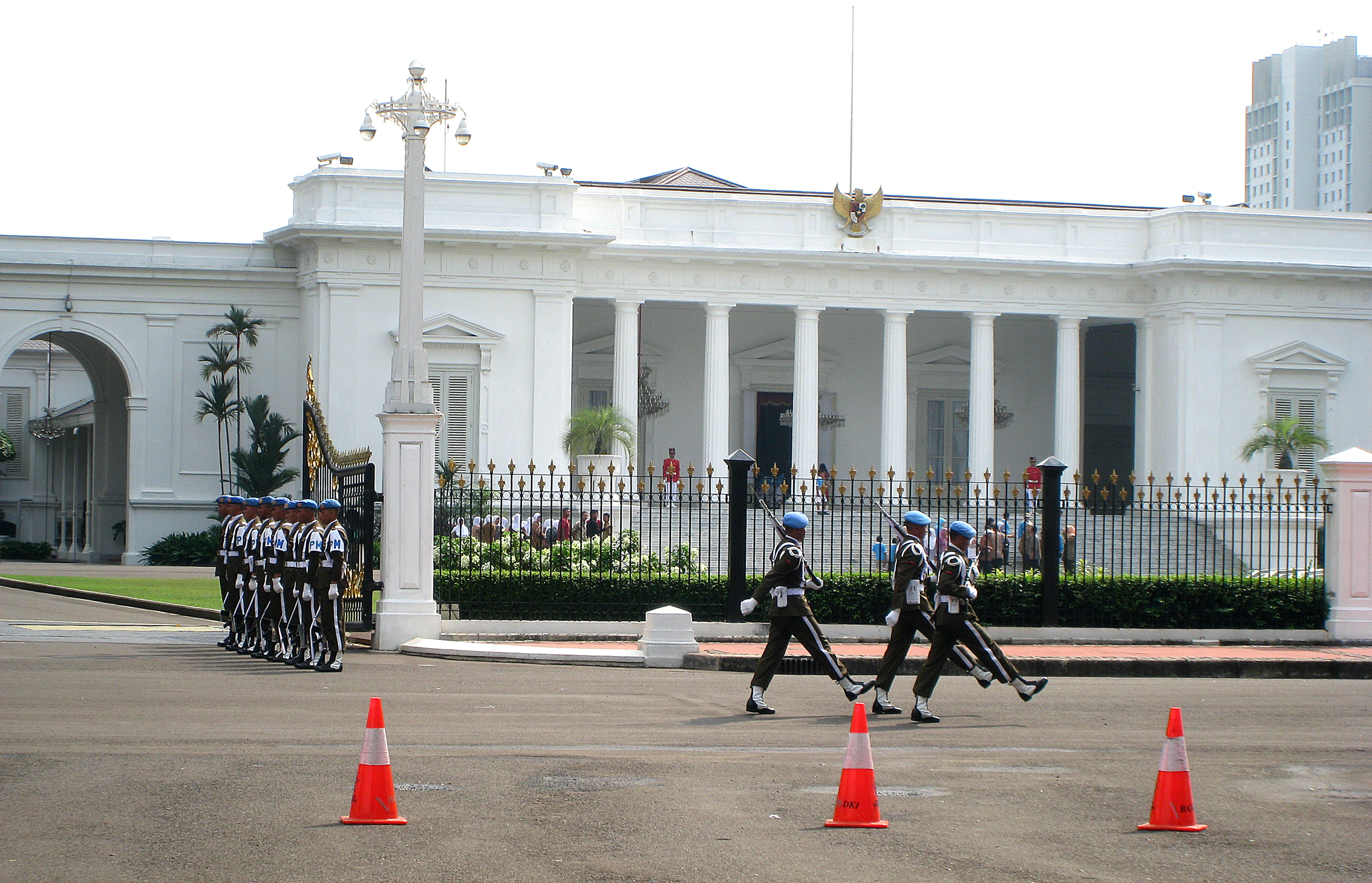
Istana Merdeka, جاكرتا

- Istana Negara  [لغات أخرى]‏، جاكرتا (رؤساء إندونسيا)
- قصر مرديكا، جاكرتا (رؤساء إندونسيا)
- Istana Wapres، جاكرتا (نائب رئيس إندونيسيا)
- Istana Bogor، بوكور، جاوة الغربية (رؤساء إندونسيا, retreat)
- Istana Cipanas، سيباناس، جاوة الغربية (رؤساء إندونسيا, retreat)
- Villa Pelabuhan Ratu، جاوة الغربية (رؤساء إندونسيا, seaside retreat)
- Istana Tampak Siring، بالي (رؤساء إندونسيا)
- Gedung Agung، يوغياكارتا (رؤساء إندونسيا)

##### Sultanates
- Keraton Yogyakarta، يوغياكارتا (Yogyakarta Hadiningrat Sultanate)
- Pura Pakualaman، يوغياكارتا (Pakualaman Principality)
- Keraton Solo، سوراكارتا، جاوة الوسطى (Solo Sultanate)
- Istana Mangkunegaran، سوراكارتا، جاوة الوسطى (Mangkunegaran Principality)
- قصر كراتون كانومان، سيربونن، جاوة الغربية (سلطنة سيربون)
- Keraton Kasepuhan، سيربون، جاوة الغربية (سلطنة سيربون)
- Istana Maimoon، ميدان، سومطرة الشمالية (سلطنة دلي)
- Istana Siak Seri Indera Pura، رياو (سلطنة سياك سري إندرابورا)

##### Provincial
- Gedung Pakuan، باندونغ، جاوة الغربية (Governor)

##### Territorial
- آتشيه:
Meligoe Aceh (Governor)
- كالمنتان الشرقية:
Lamin Etam (Governor)

#### لاوس
- Haw Kham Palace (President)

#### ماليزيا

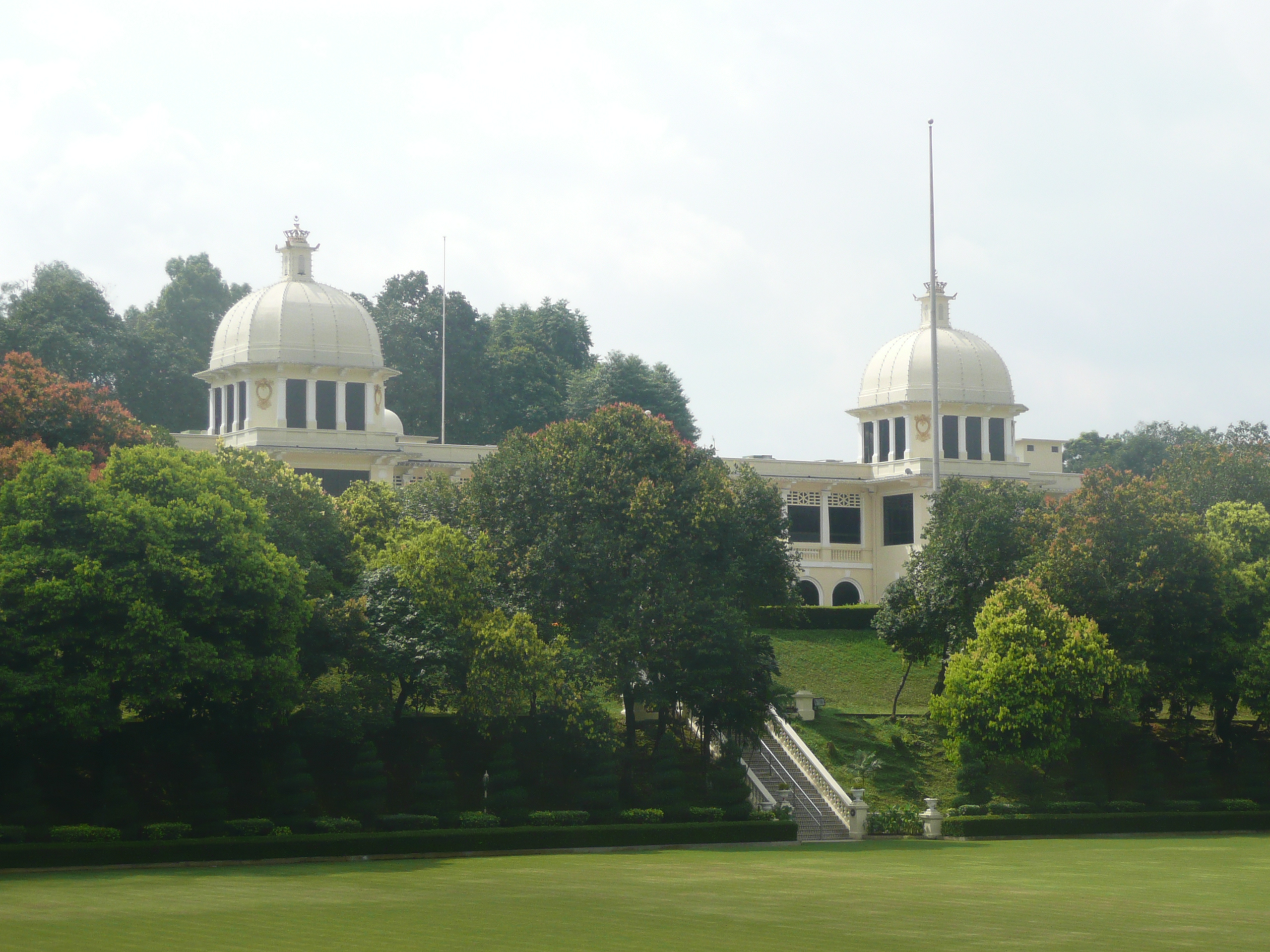
The Istana Negara is the official residence of the يانغ دي-برتوان أغونغ of Malaysia

##### Federal
- القصر الوطني الماليزي, also called National Palace (يانغ دي-برتوان أغونغ)
- Istana Melawati (King, retreat)
- سيري بيردانا (رئيس وزراء ماليزيا)
- Seri Satria (Deputy Prime Minister)

##### Former
- Istana Negara, Kuala Lumpur, (King, former official residence)

##### State
- Istana Iskandariah, official residence of the (سلطان فيرق)
- Istana Arau, official residence of the (جمل الليل)
- Istana Anak Bukit  [لغات أخرى]‏, official residence of the (سلطنة قدح)
- Istana Bukit Serene, official residence of the (سلطان جوهر)
- Istana Maziah, official residence of the (سلطان ترغكانو)
- سري منانتي  [لغات أخرى]‏, official residence of the يامتوان بيسار  [لغات أخرى]‏
- أستانا (سراوق), official residence of the (Yang di-Pertua Negeri Sarawak/Governor of Sarawak)
- Istana Negeri (State Palace), official residence of the Yang di-Pertua Negeri of Sabah  [لغات أخرى]‏
- Istana Negeri (كلنتن), official residence of the سلطان كلنتن

#### الفلبين
- قصر مالاكانانغ، مانيلا (رئيس الفلبين)
- Malacañan sa Sugbo، مدينة سيبو (رئيس الفلبين, official residence in Visayas)
- The Mansion  [لغات أخرى]‏، باغويو (رئيس الفلبين, official summer residence)
- Coconut Palace، باساي (نائب رئيس الفلبين  [لغات أخرى]‏)

##### Former
- Independence House, Aguinaldo Shrine، Kawit، كاويته (de facto official residence of جمهورية الفلبين الأولى and جمهورية بياك نا باتو)
- Palacio del Gobernador, Intramuros، مانيلا (residence of الحاكم العام في الفلبين[الإنجليزية])
- Malolos Cathedral، مالولوس، بولاكان (official residence of جمهورية الفلبين الأولى)
- Malacañang ti Amianan (Malacañang of the North), Paoay، إيلوكوس نورت (former residence of the late فرديناند ماركوس؛ now a memorial museum)

#### سنغافورة
- Istana Singapore (رئيس سنغافورة)

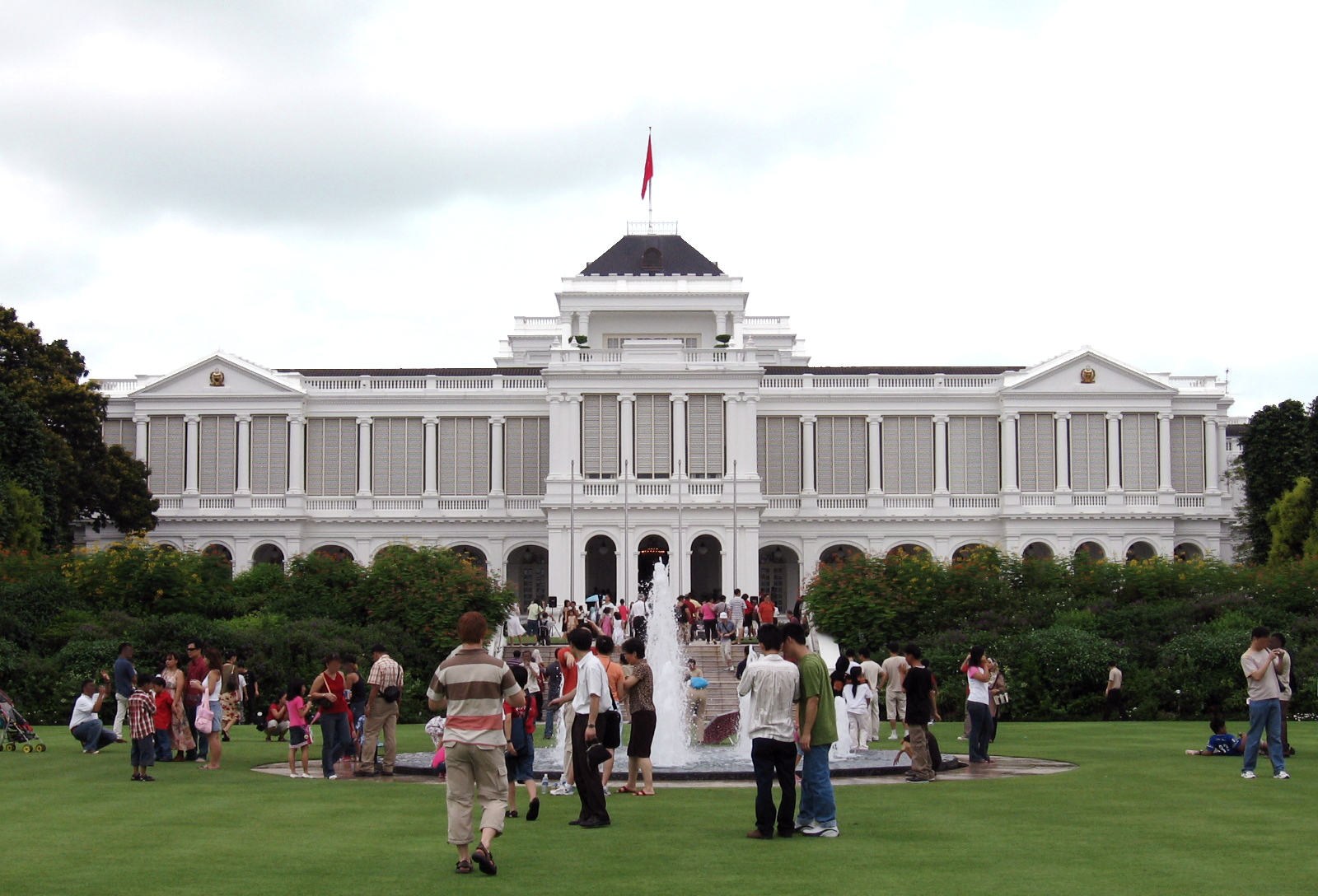
Istana Singapore

- Sri Temasek (رؤساء وزراء سنغافورة)

#### تايلاند

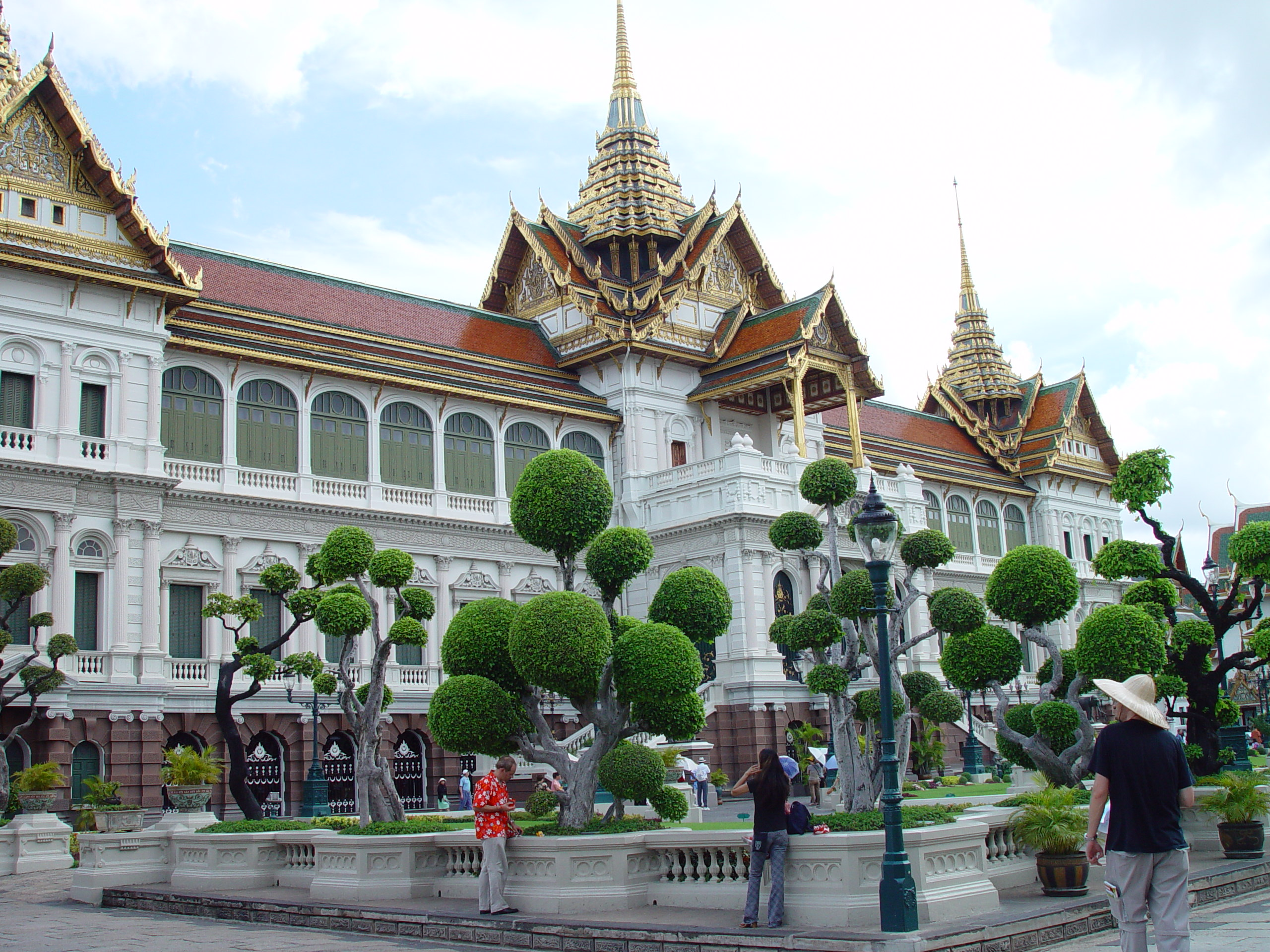
Grand Palace, Bangkok

- القصر الكبير (بانكوك) (الملكية في تايلاند, official but not residential)
- Chitralada Palace (Monarch, Bangkok residence of the King and Queen)
- Klai Kangwon Villa (Monarch, seaside retrreat)
- Sukhothai Palace (فاجيرالونغكورن)
- Srapathum Palace (ماها تشاكرى سيريندهورن)
- Baan Phitsanulok (رئيس وزراء تايلاند)

##### Former
- Sanam Chan Palace (monarch, now a museum)
- Bang Pa-In Royal Palace (Monarch, summer retreat, now a museum)
- Dusit Palace (Monarch)
  - Vimanmek Palace (Monarch, now a museum)
- Front Palace (Vice-King, now the National Museum  [لغات أخرى]‏)
- Rear Palace (Krom Phra Rachawanglang now Siriraj Hospital)

#### فيتنام

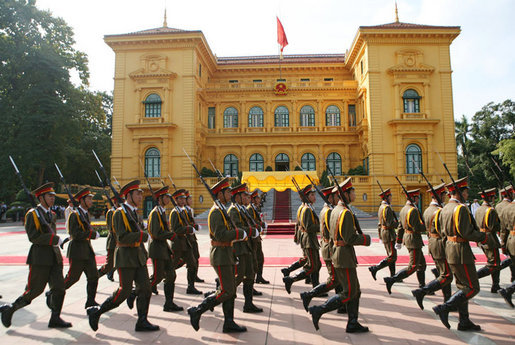
Presidential Palace, Hanoi

- Presidential Palace  [لغات أخرى]‏

### Western Asia

#### أرمينيا
- Presidential Palace, also "President House"
- #1 Government House (رئيس وزراء أرمينيا)
- President's Vacation House, by بحيرة سيفان (President, retreat)[13]

#### أذربيجان
- Presidential Palace
- إدارة رئيس جمهورية أذربيجان

#### البحرين
- Rifa'a Palace (King)

#### قبرص
- Presidential Palace  [لغات أخرى]‏

#### جورجيا
- Presidential Palace

#### إيران

##### Former
- Beit Rahbari Presidential Palace(Supreme Leader of Iran)

عالي قابو (الدولة الصفوية, formerly; kept as museum)
- قصر نياوران (الدولة البهلوية, formerly; kept as museum)
- قصر سعد آباد (الدولة البهلوية, formerly; Some buildings are kept as museum and some are still used by the government)
- Marmar Palace (Marble Palace) (الدولة البهلوية, still used by the government)
- قصر مرواريد (الدولة البهلوية, Abandoned)
- قصر رامسر الملكي (الدولة البهلوية, formerly; kept as museum)

#### العراق
- Radwaniyah Palace: (President)
- Republican Palace: (Prime Minister)

#### إسرائيل
- بيت هاناسى ("President's House") (رئيس إسرائيل)

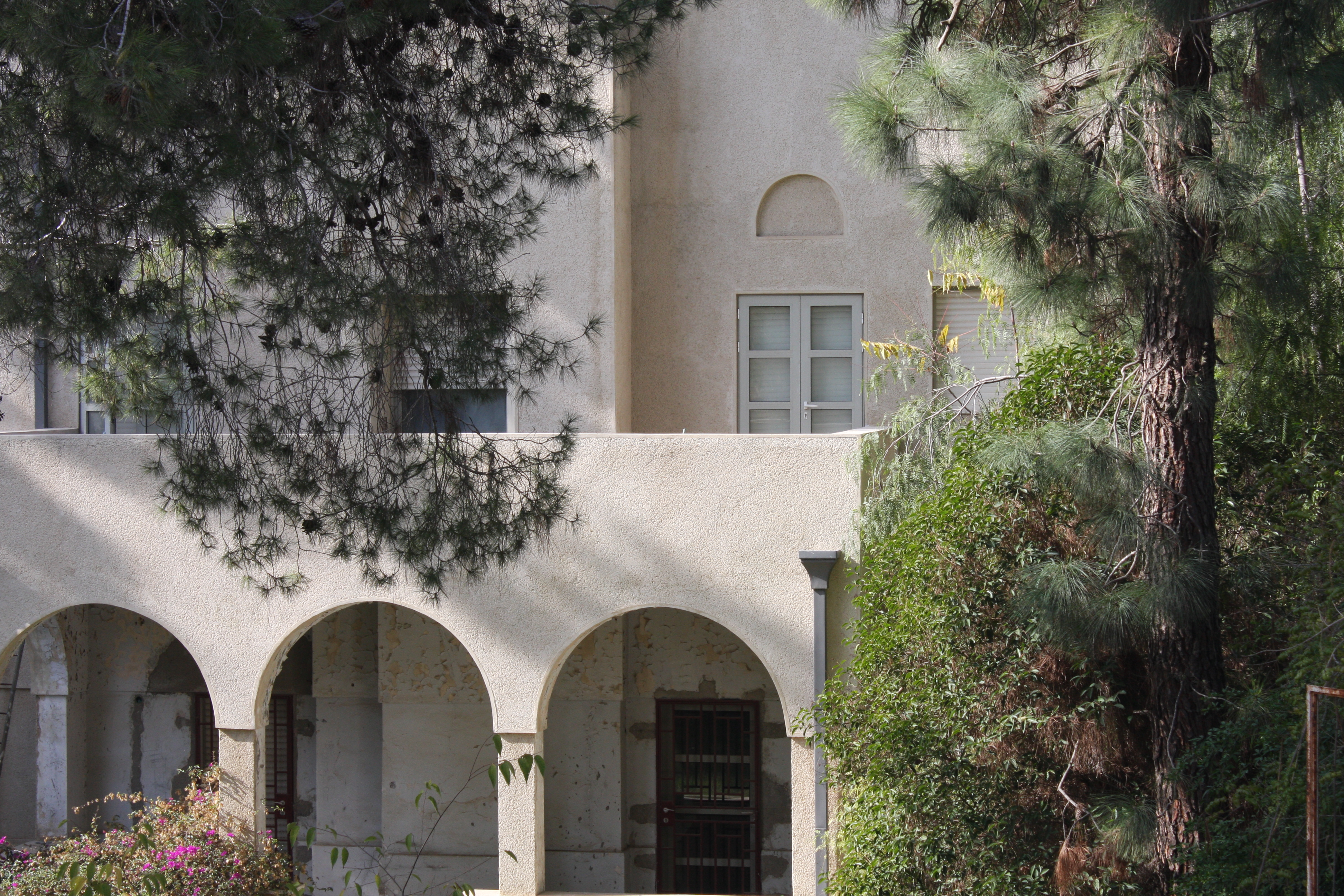
Beit Aghion, القدس.

- بيت أغيون ("Aghion House") (رئيس وزراء إسرائيل)

#### الأردن
- Raghdan Palace (قائمة ملوك الأردن)
- Basman Palace (King)
- Al Qasr al Sagheer (King)

#### الكويت
- Sief Palace (قائمة أمراء الكويت)
- Dar Salwa (Emir)

##### Former
- Dasman Palace (Emir, formerly)

#### لبنان
- قصر بعبدا (قائمة رؤساء لبنان)

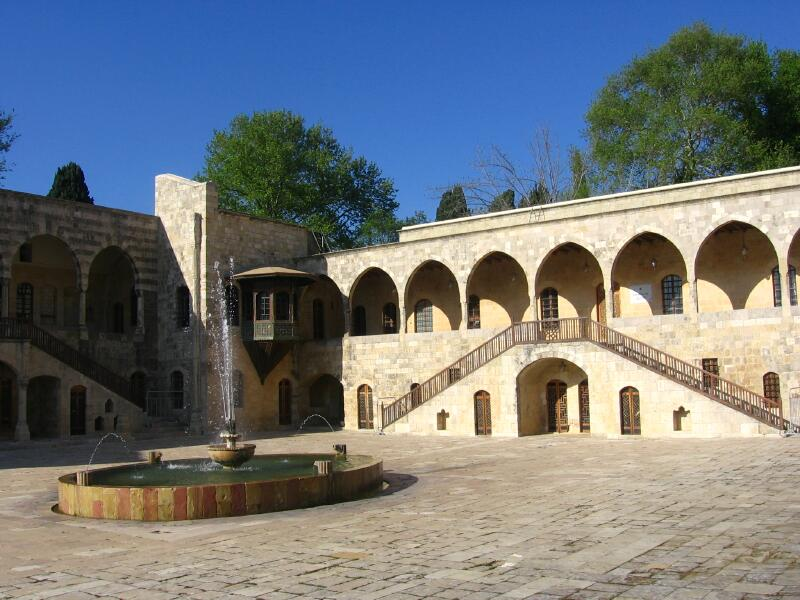
Beiteddine Palace

- قصر بيت الدين (President, summer retreat)
- السراي الكبير ( List of Prime Ministers of Lebanon )
- Ain Al Tine Palace (Parliament Speaker)

##### Former
- قصر بيت الدين (فخر الدين المعني الثاني, formerly; kept as a museum)

#### سلطنة عمان
- Al Alam Royal Palace
- Bait Barka
- Hisn Al Shomoukh
- بلاط ملكي
- Hisn Salalah
- Sohar Palace
- Qasr Mamoora
- Razat Farm

#### قطر
- Emir's Palace (قائمة أمراء قطر)

#### السعودية
- Riyadh Qasr Malik Abdullah bin Abdulaziz (قائمة ملوك السعودية)
- Jeddah Qasr Malik Abdullah bin Abdulaziz (قائمة ملوك السعودية)
- Mina Royal Palace
- Makkah Royal Palace

#### سوريا
- Presidential Palace, also called Tesheen Palace

#### الإمارات العربية المتحدة
- Presidential Diwan (رئيس الإمارات العربية المتحدة)

#### اليمن
- Presidential Palace

## Europe

### ألبانيا
- Presidential Palace of Tirana
- برلمان ألبانيا
- Government Palace of Albania
- Pallati i Brigadave

### النمسا
- هوفبورغ (قائمة رؤساء النمسا)

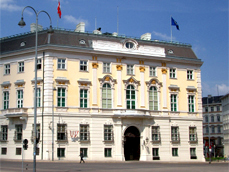
Ballhausplatz Nr. 2

- Ballhausplatz Nr. 2 (مستشار النمسا)

### بيلاروسيا
- Drazdy (رئيس)[بحاجة لمصدر]

### بلجيكا
- Royal Palace of Brussels (ملكية بلجيكا)
- Château de Laeken  [لغات أخرى]‏ (monarch)
- The Lambermont (رئيس وزراء بلجيكا residence)
- 16 Rue de la Loi (Prime Minister office)

### البوسنة والهرسك
- مبنى مجلس رئاسة البوسنة والهرسك
- Konak Residence (visiting foreign dignitaries; also used for state receptions)

### بلغاريا

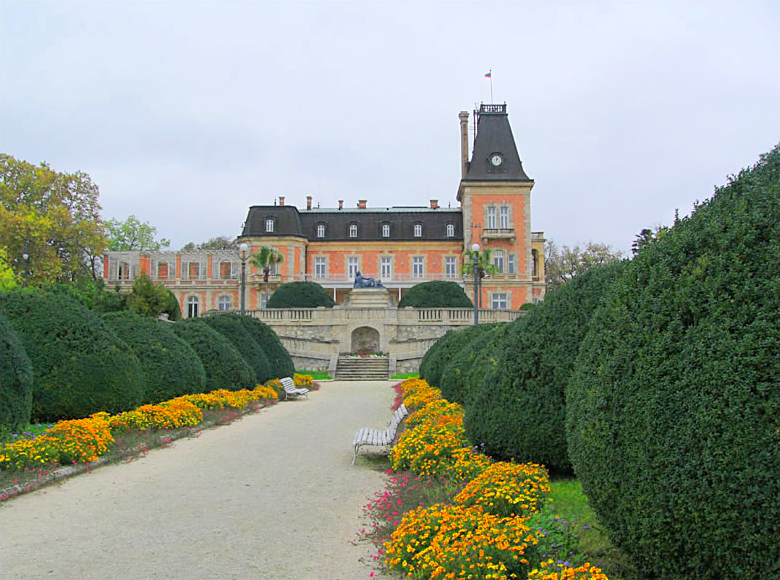
Euxinograd palace, Bulgaria

- The Largo (A complex of buildings including the office of the قائمة رؤساء بلغاريا and the Council of Ministers  [لغات أخرى]‏)
- Euxinograd (قائمة رؤساء بلغاريا)
- The Royal Palace  [لغات أخرى]‏ (former; nowadays the National Art Gallery)
- Vrana Palace (former royal residence)

### كرواتيا
- Predsjednički dvori (قائمة رؤساء كرواتيا)
- Banski dvori (حكومة كرواتيا)

### التشيك
- قلعة براغ (رئيس جمهورية التشيك)
- The Lány Chateau  [لغات أخرى]‏ (President, summer residence)
- Kramářova Vila (رئيس وزراء جمهورية التشيك)

### الدنمارك

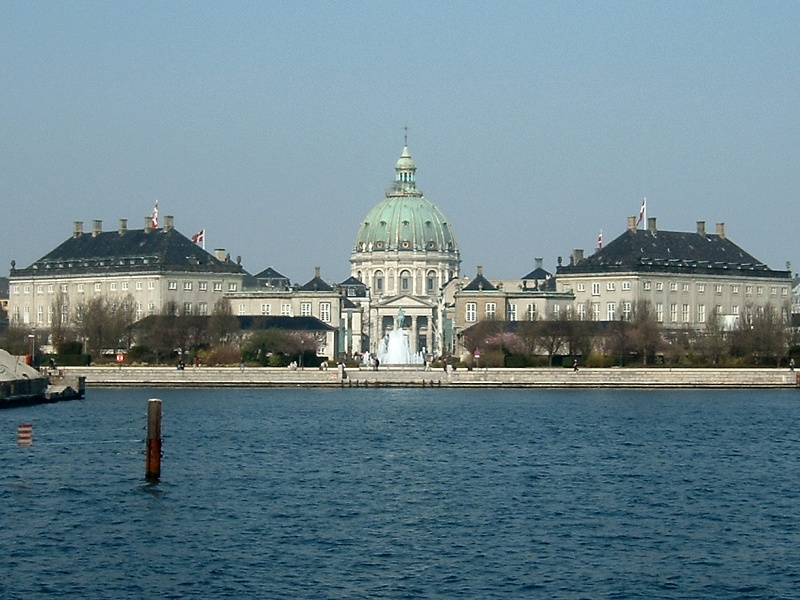
Amalienborg Palace

- Gråsten Palace (قائمة ملوك الدنمارك, summer residence)
- أمالينبورغ (monarch, winter residence)
- قصر فردنسبورغ  [لغات أخرى]‏ (monarch, spring and autumn residence)
- Marselisborg Palace (monarch, summer retreat)
- The Hermitage Palace (monarch)
- Sorgenfri Palace (monarch, currently being occupied by Count Christian of Rosenborg and family)
- Chancellory House (crown prince and family)
- Schackenborg Castle (younger son of the monarch and his family)
- مارينبورغ (رئيس وزراء الدنمارك, summer residence)

#### Former
- قلعة فريدريكسبورغ
- قلعة كرونبورغ
- Rosenborg Castle

### إستونيا

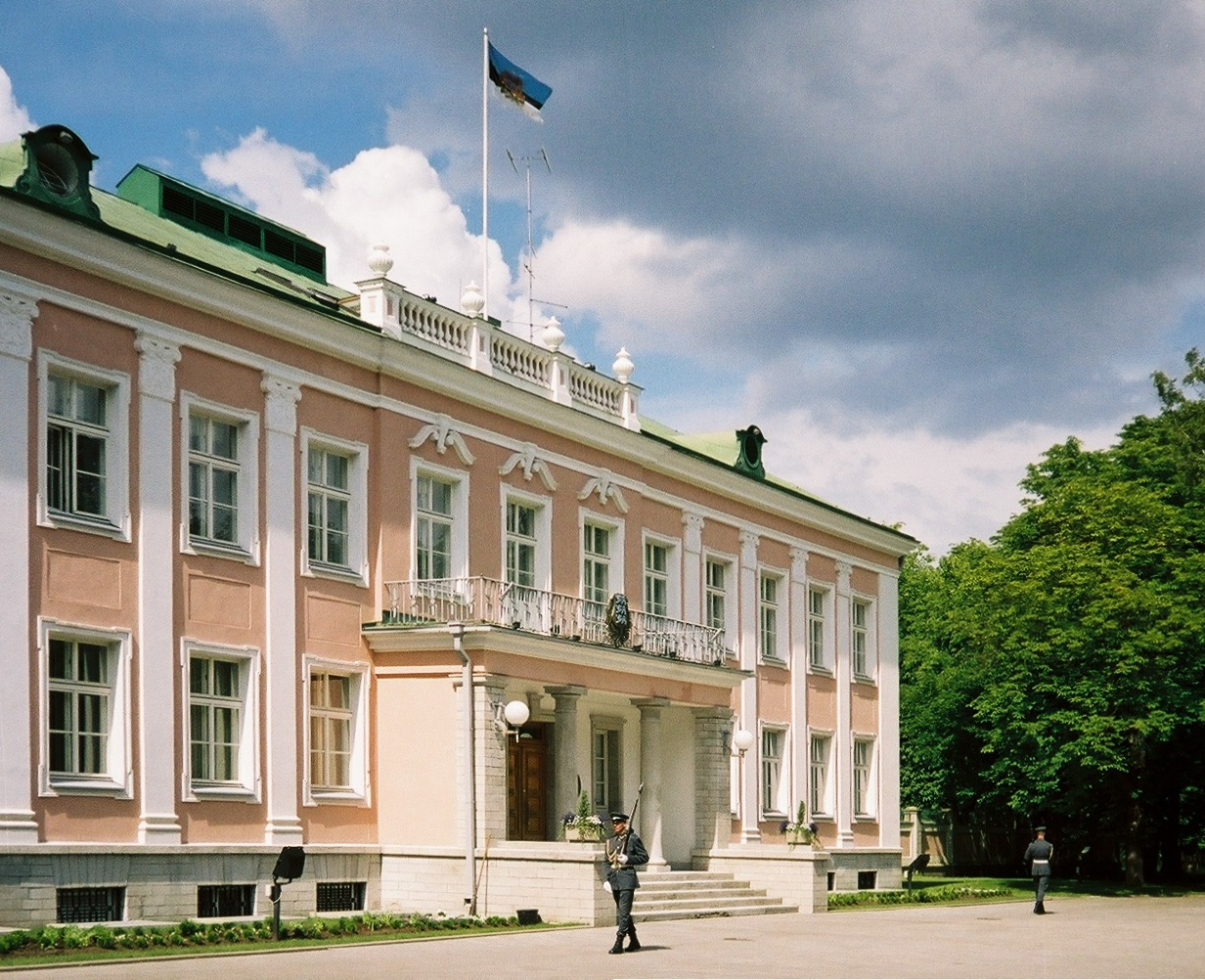
Presidential Palace, Tallinn

- Kadriorg Administrative Building (رئيس إستونيا)
- Paslepa (President, residence)

### فنلندا
- Presidential Palace  [لغات أخرى]‏ (رئيس فنلندا)
- Mäntyniemi, also Talludden (President)
- Kultaranta, also Gullranda (President, summer residence)
- Kesäranta, also Villa Bjälbo (رئيس وزراء فنلندا)

#### Former
- تمنييمي (President, formerly; kept as أورهو ككونن Museum)

### فرنسا
- قصر الإليزيه (رئيس فرنسا)

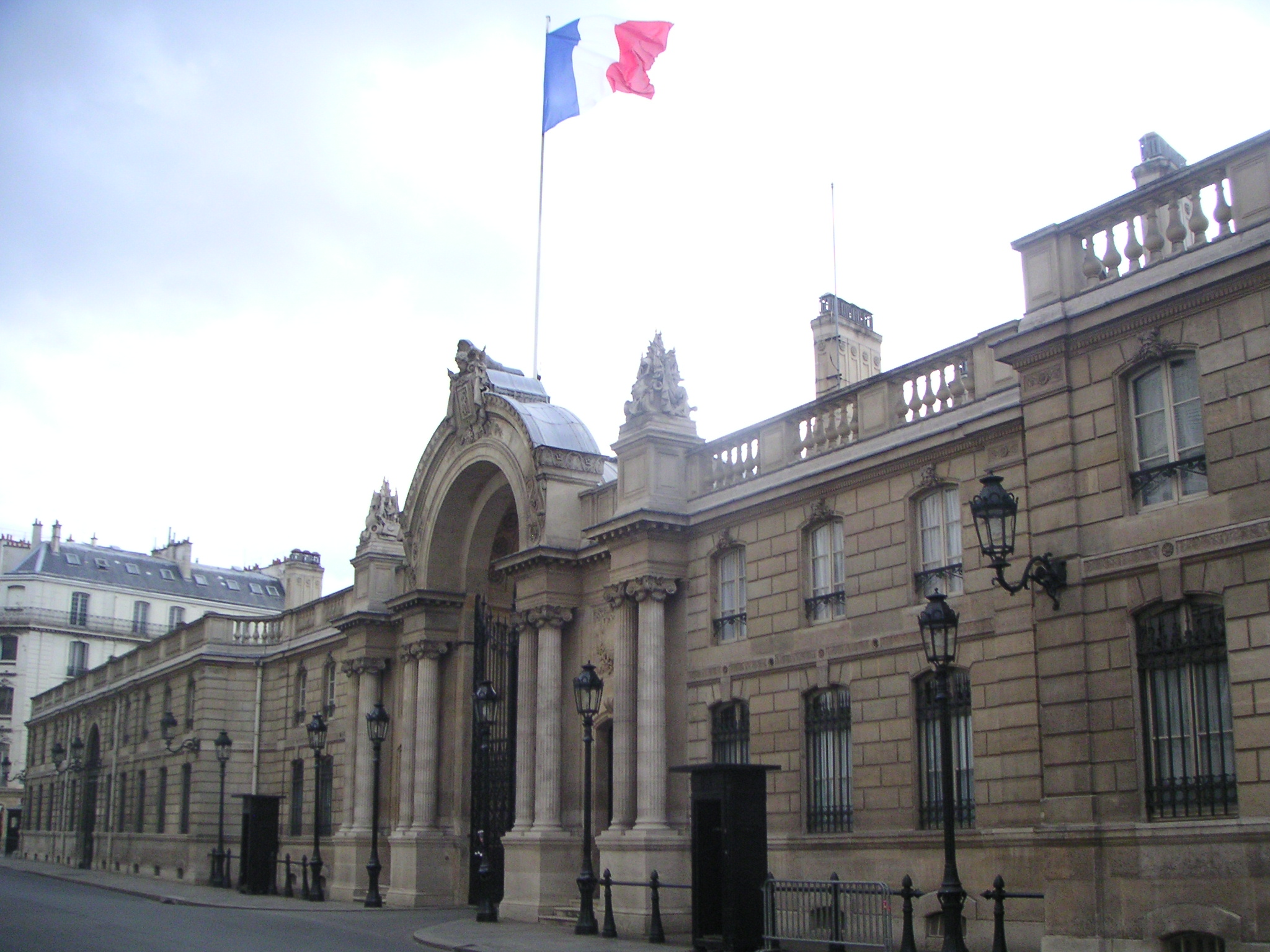
Palais de l'Elysée

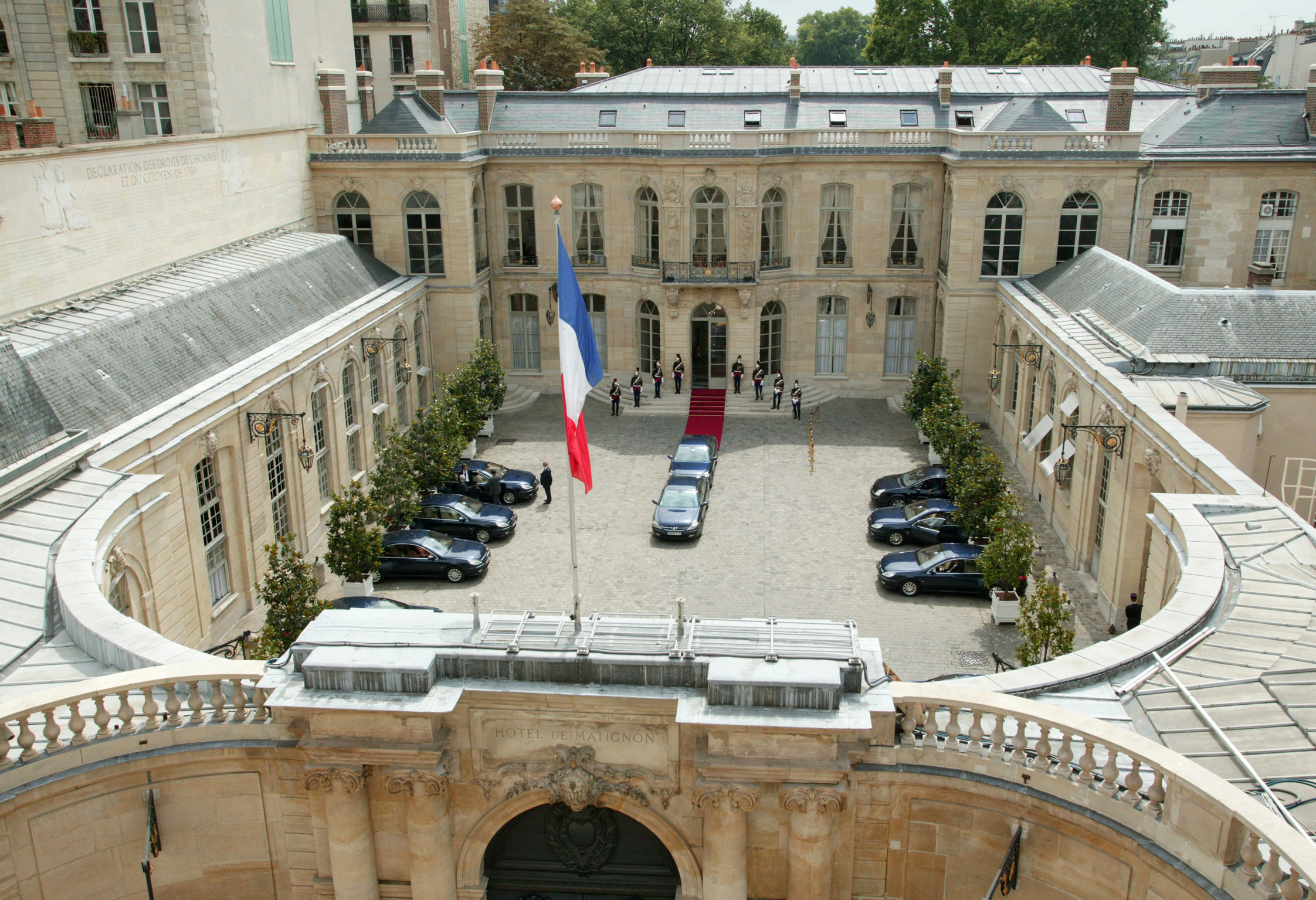
Hôtel Matignon

- قصر رامبوييه (President, summer residence)
- Domaine de Souzy-la-Biche (President)
- قصر ماتينيون (رئيس الوزراء الفرنسي)
- Hôtel de Lassay (President of the الجمعية الوطنية الفرنسية)
- Petit-Luxembourg (President of the مجلس الشيوخ الفرنسي)
- Hôtel de Marigny (visiting foreign dignitaries)

#### Former royal residences
- قلعة بلوا
- قلعة شامبور
- Château de Compiègne
- قلعة سن جرمن آن له
- قصر اللوفر[الإنجليزية]
- قصر فونتينبلو
- قصر فرساي

#### Territorial
- بولينزيا الفرنسية:
Presidence (President of French Polynesia)
Haut Commissariat (High Commissioner of French Polynesia)

### ألمانيا
- قصر بيليفو (رئيس ألمانيا)

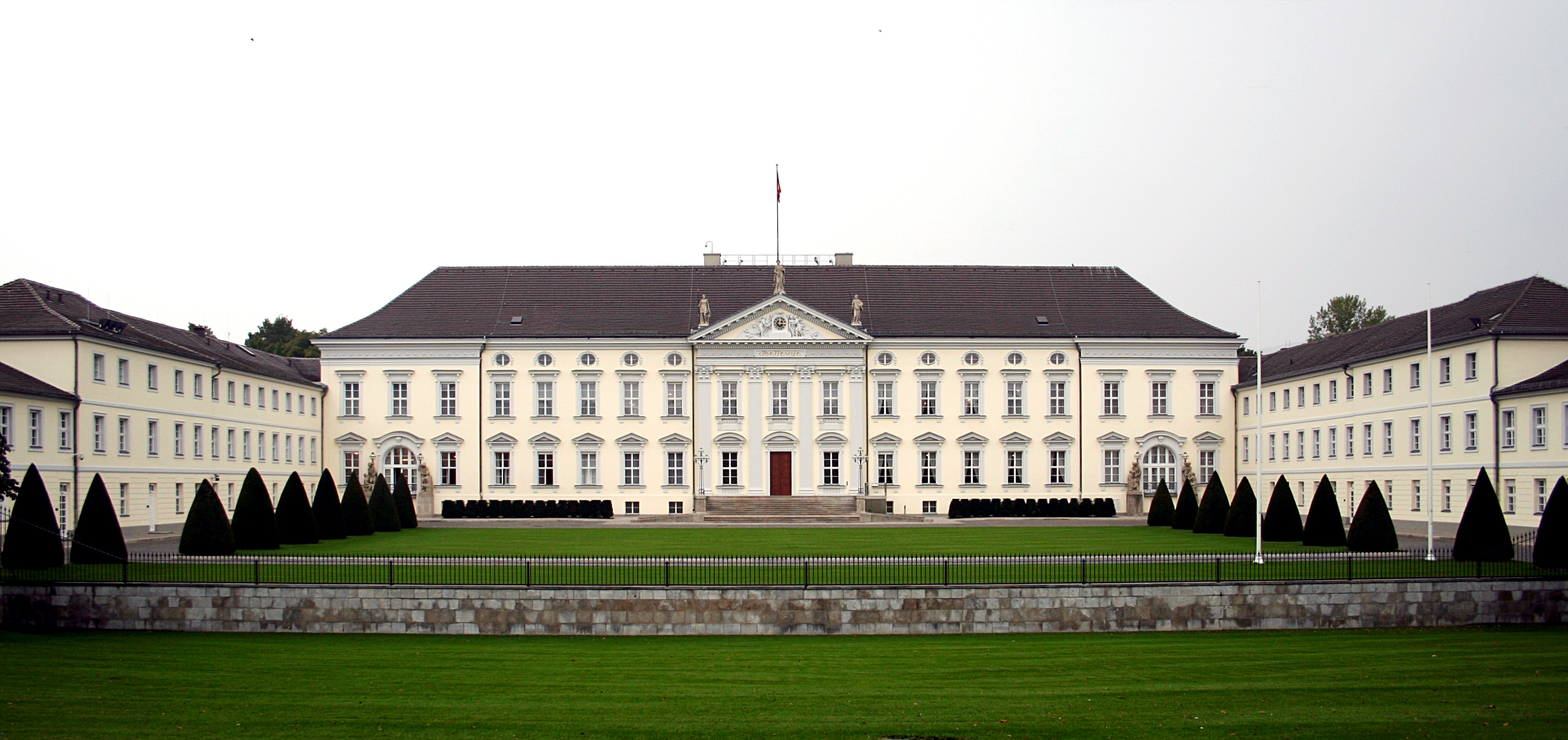
Schloss Bellevue

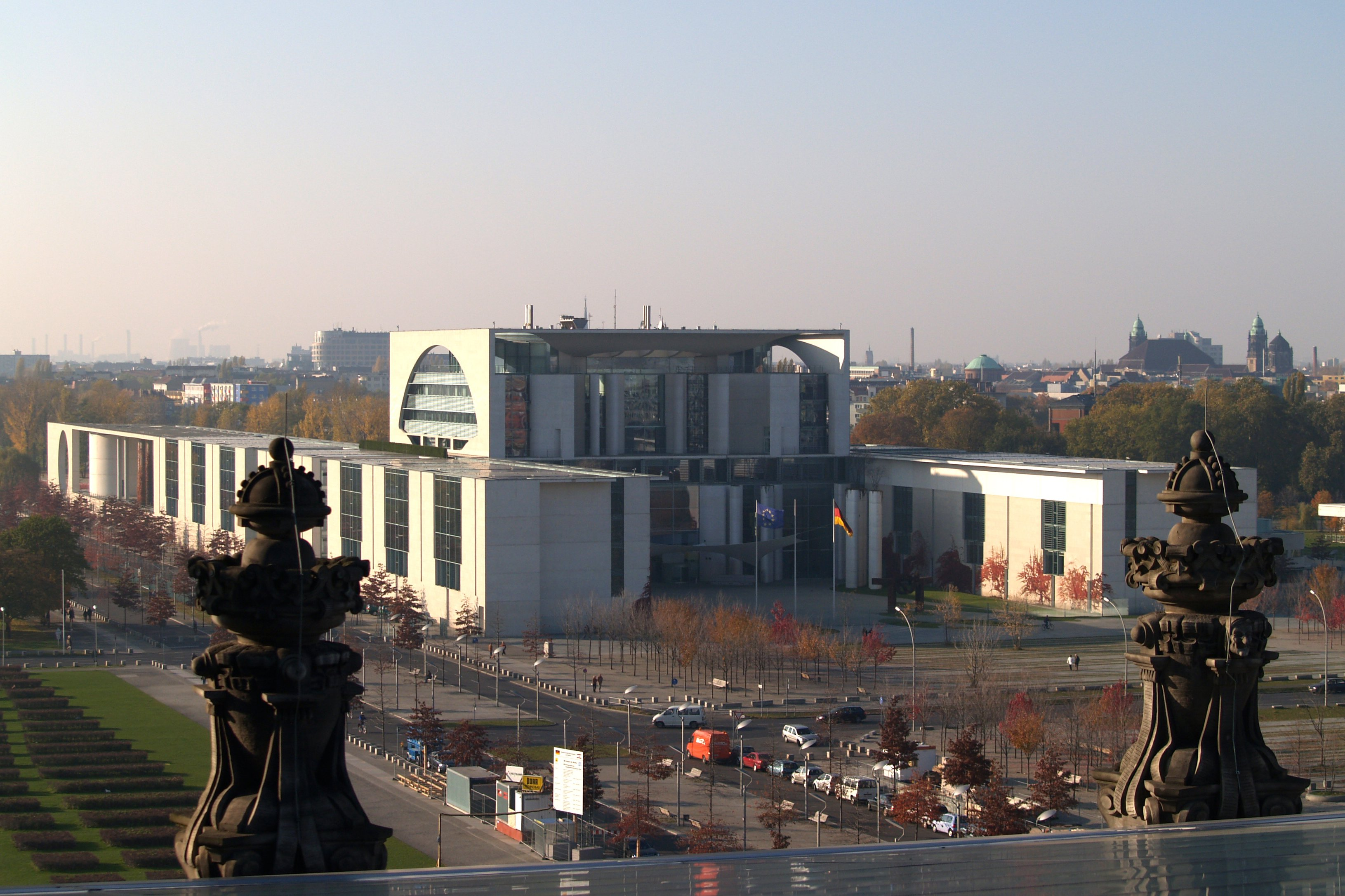
Bundeskanzleramt

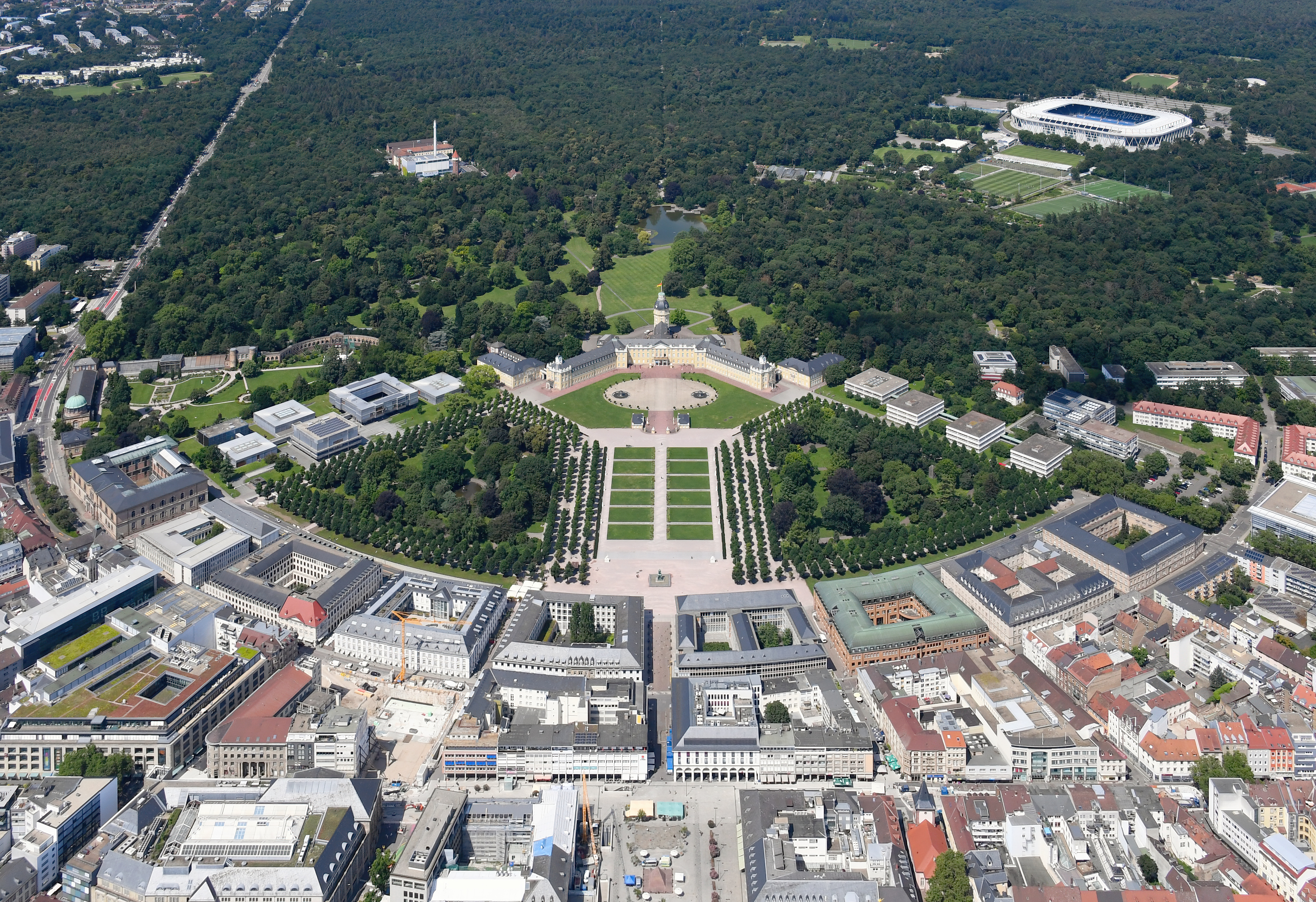
Karlsruhe Palace

- فيلا هامرشميدت (President, second residence)
- المستشارية الاتحادية الألمانية (مستشار ألمانيا (1949–))
- Palais Schaumburg (Chancellor, second residence)

#### Former royal residences
براندنبورغ/بروسيا/Imperial:
- قصر بابلسبيرغ، بوتسدام
- Cecilienhof, Potsdam
- قصر شارلتنبرغ، برلين
- Kronprinzenpalais, Berlin
- New Palace  [لغات أخرى]‏, Potsdam
- قصر سانسوسي, Potsdam

Other
- قلعة دريسدان
- Karlsruhe Palace
- Ludwigsburg Palace
- ميونخ ريزيدنز
- Oldenburg Castle
- Residenzschloss, دارمشتات
- قلعة شفيرين (Landtag of Mecklenburg-Vorpommern seat)
- Veste Coburg
- فايمارer Stadtschloss

### اليونان
- القصر الرئاسي (أثينا) (President, formerly the قائمة ملوك اليونان)
- Maximos Mansion (Prime Minister  [لغات أخرى]‏)

#### Former
- Palace of Dekeleia  [لغات أخرى]‏ (قائمة ملوك اليونان)

### المجر

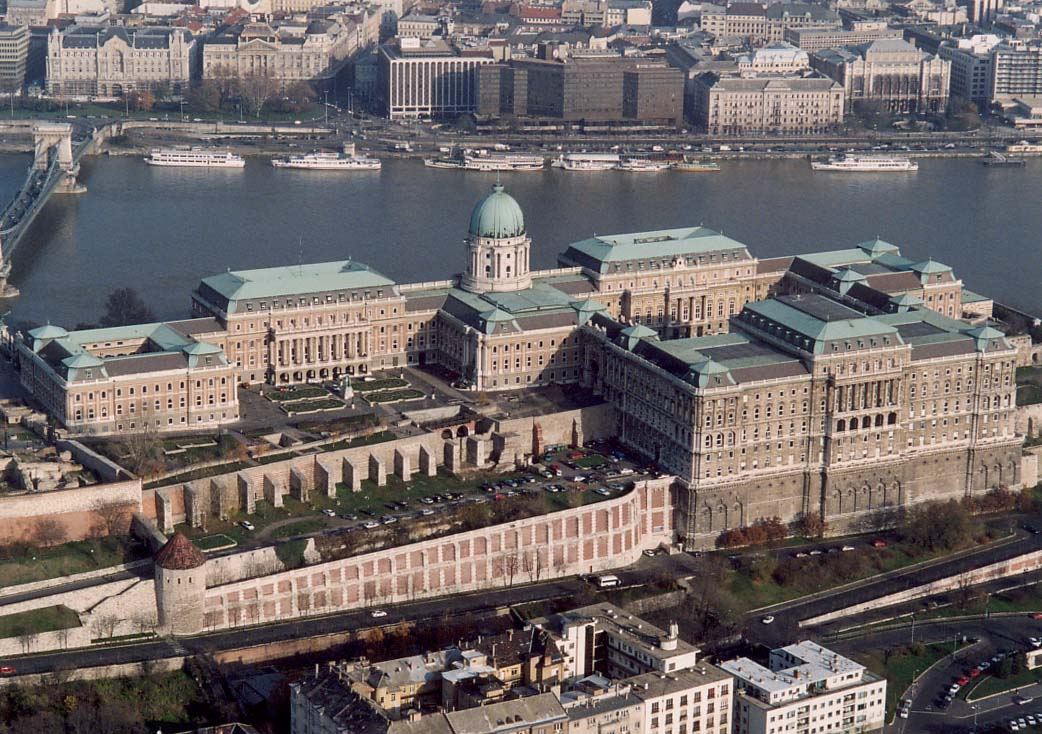
Buda Castle, Budapest

- Sándor Palace (President)

#### Former
- قلعة بودا (مملكة المجر (1538-1867), formerly; retained as Historical Museum of Budapest and المتحف الوطني المجري)

### آيسلندا
- Bessastaðir (رئيس إيسلندا)

### جمهورية أيرلندا
- Áras an Uachtaráin (قائمة رؤساء أيرلندا)
- Steward's Lodge، فارملي (تاوسيتش)
- فارملي (visiting foreign dignitaries)

### إيطاليا

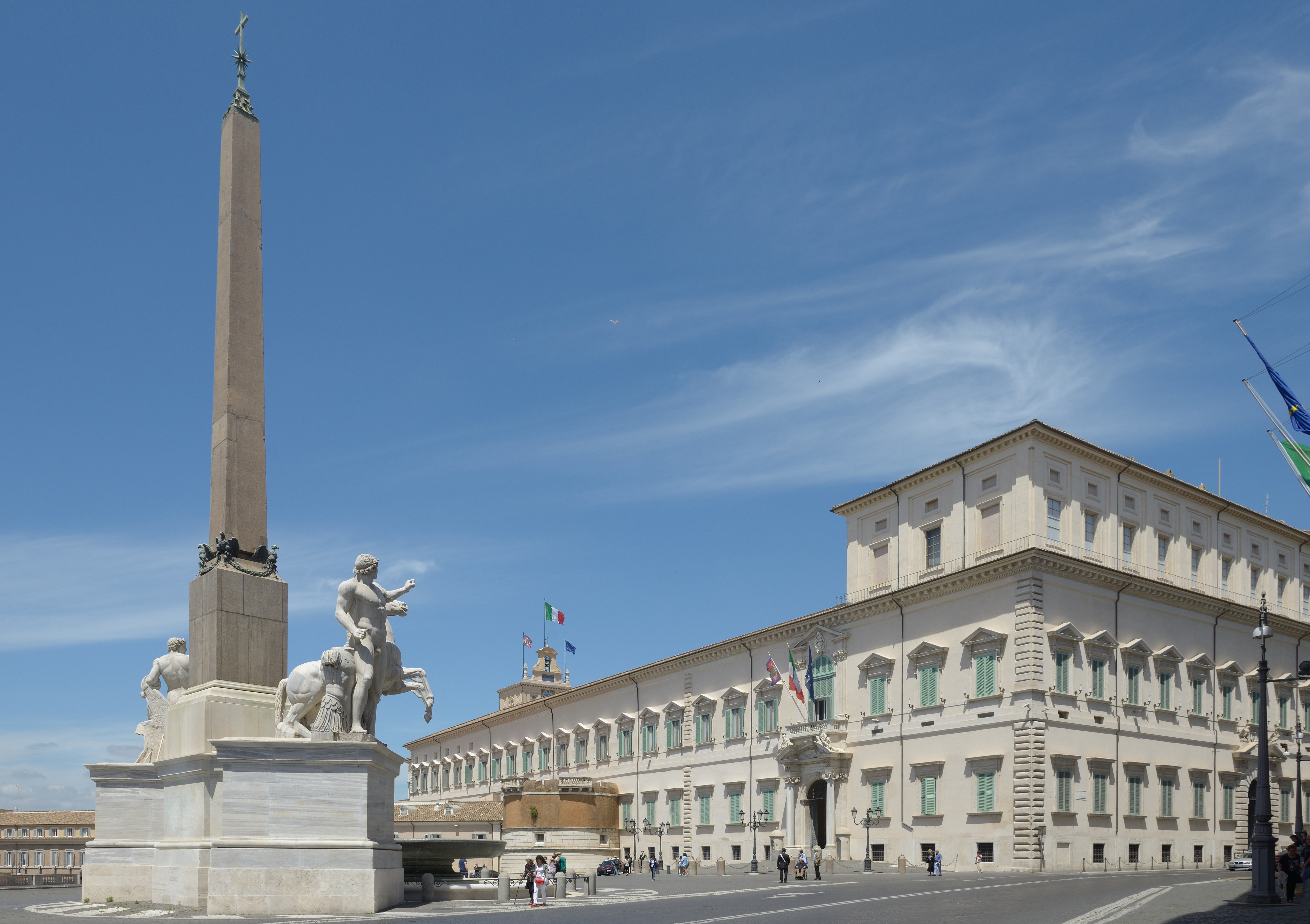
Palazzo del Quirinale

- قصر كيرينالي، روما (رئيس إيطاليا, official residence; formerly the king)
- Castelporziano (President of the Republic, country residence)
- Villa Rosebery، نابولي (President of the Republic, summer residence)
- قصر كيجي، روما (رئيس وزراء إيطاليا)
- Villa Madama (السياسة في إيطاليا, International Meetings' seat)

### لاتفيا
- Rīgas pils (President)

### ليختنشتاين
- قلعة فادوز (قائمة ملوك ليختنشتاين)

### ليتوانيا

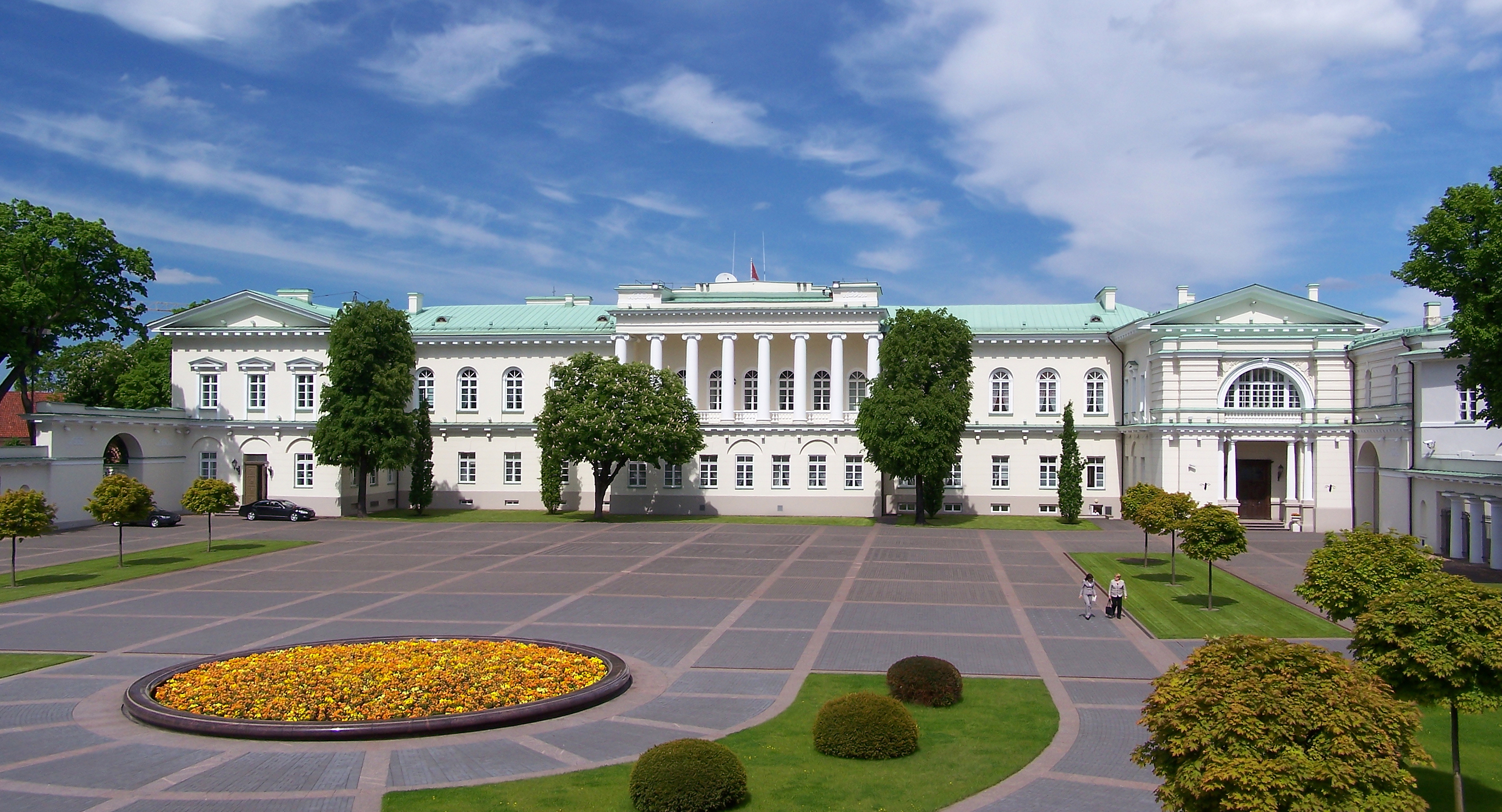
Presidential Palace, Vilinus

- Presidential Palace  [لغات أخرى]‏

#### Former
- Historical Presidential Palace, Kaunas (President, formerly; kept as museum)
- Royal Palace of Lithuania (formerly دوقية ليتوانيا الكبرى)

### لوكسمبورغ

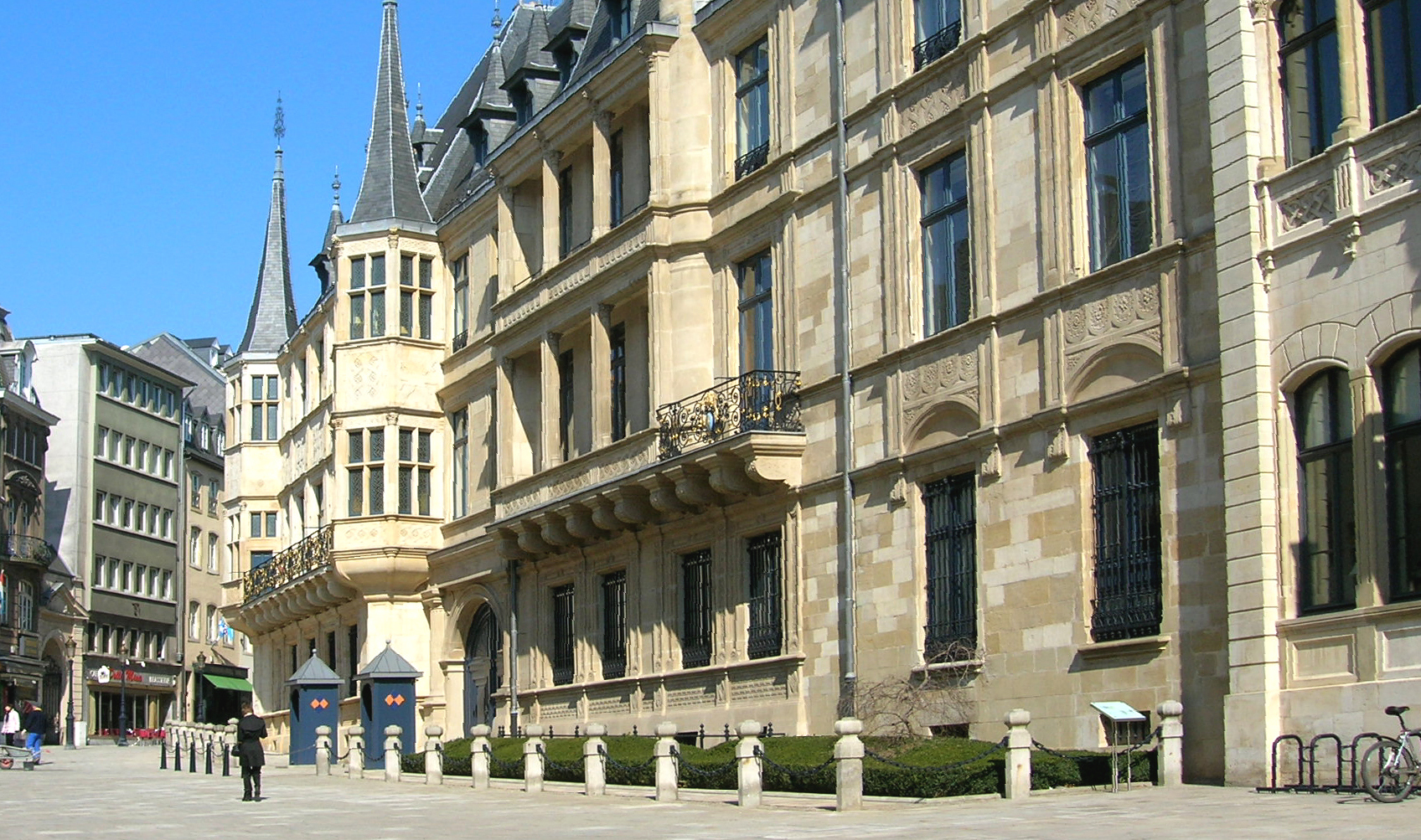
Grand Ducal Palace

- قصر دوق الأكبر  [لغات أخرى]‏ (قائمة حكام لوكسمبورغ)
- قلعة بيرغ[الإنجليزية] (monarch)
- قلعة فيشباخ (Grand Duke Jean)

### جمهورية مقدونيا
- Villa Vodno

### مالطا
- San Anton Palace (Official Residence of the President)
- Verdala Palace (Summer Residence of the President)

### مولدوفا
- Presidential Palace

### موناكو
- قصر الأمير في موناكو (monarch)

### الجبل الأسود
- Presidential Palace

### هولندا

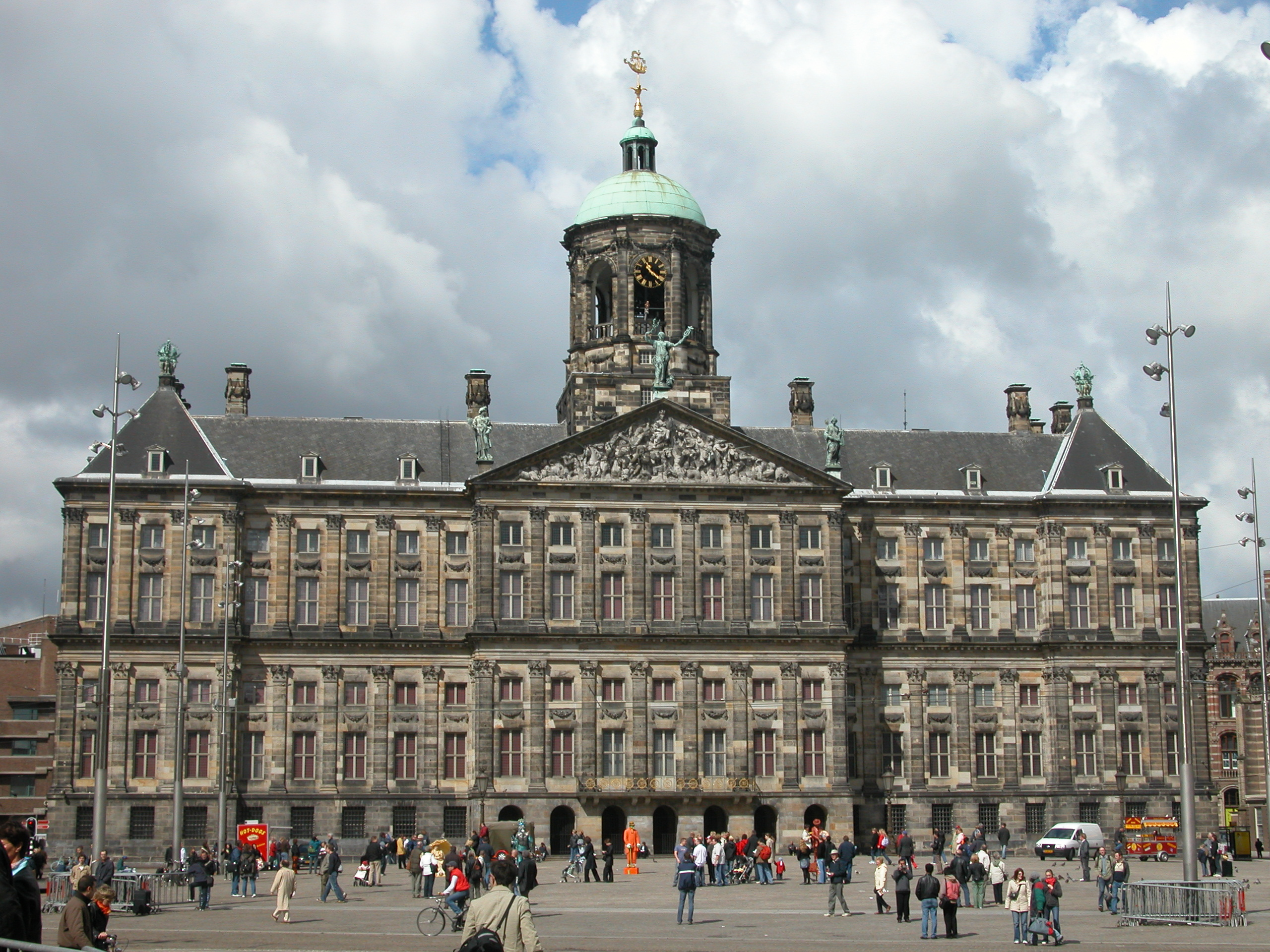
Royal Palace, Amsterdam

- القصر الملكي في أمستردام (Official reception palace for foreign dignitaries)
- منزل تن بوس (official residence of the Queen)
- قصر نورتاينده (official working palace of Queen)
- Soestdijk Palace (former royal residence of يوليانا ملكة هولندا)
- Villa Eikenhorst (official residence of Crown Prince and his family)
- منزل كاتس (official residence of the Prime Minister of the Netherlands)

### النرويج
- Royal Palace  [لغات أخرى]‏ (أوسلو)

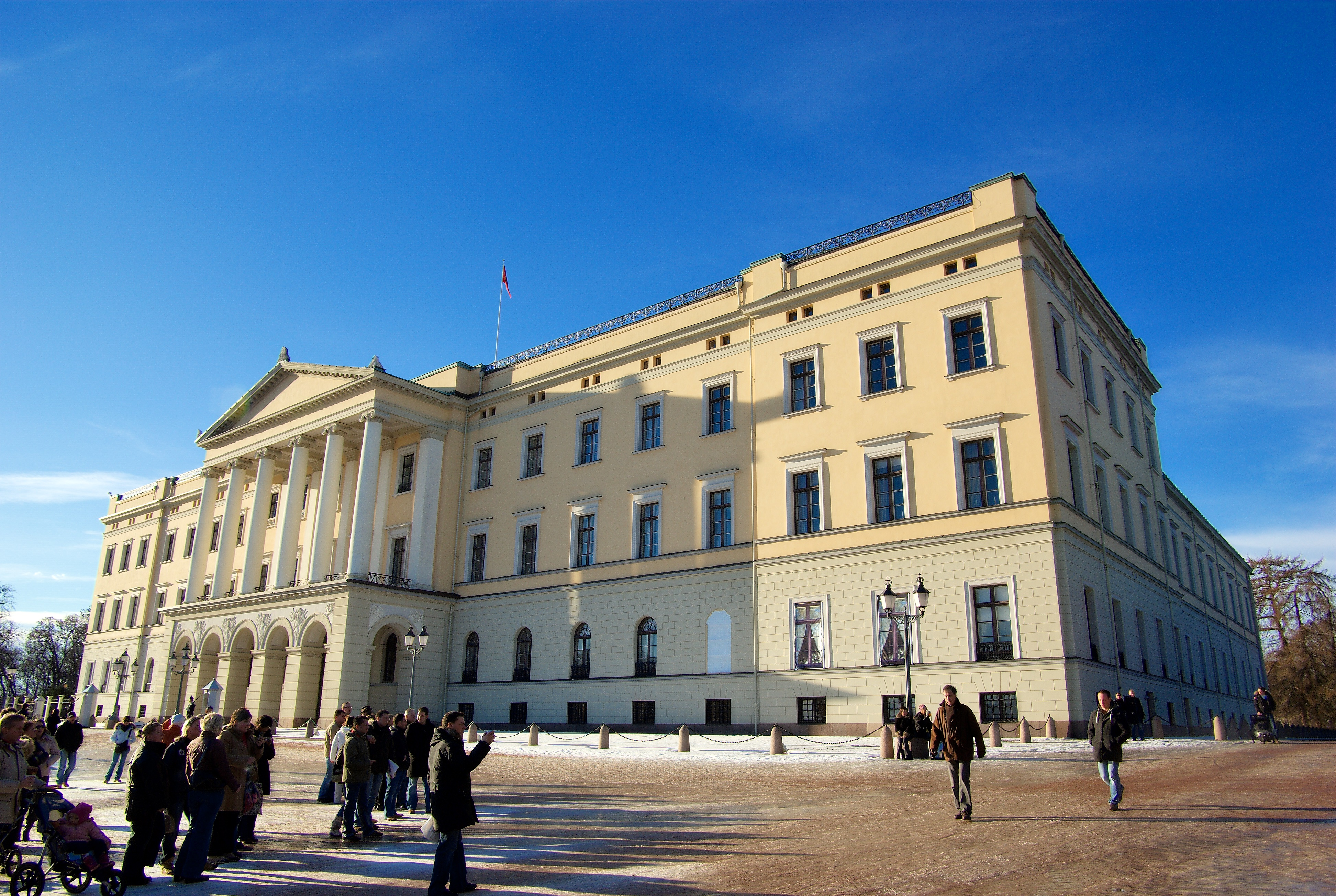
Royal Palace, Oslo

- Bygdøy Royal Estate (ملكية النرويج, summer retreat)
- Oscarshall Castle  [لغات أخرى]‏
- Akershus Castle  [لغات أخرى]‏
- Gamlehaugen (monarch, برغن)
- Ledaal (monarch, ستافانغر)
- Stiftsgården (monarch, تروندهايم)
- Skaugum Estate  [لغات أخرى]‏ (crown prince)
- Inkognitogata 18 (رؤساء وزراء النرويج)
- Riddervolds gate 2 (Visiting foreign dignitaries)

### بولندا
- Presidential Palace  [لغات أخرى]‏ in وارسو (رئيس بولندا)

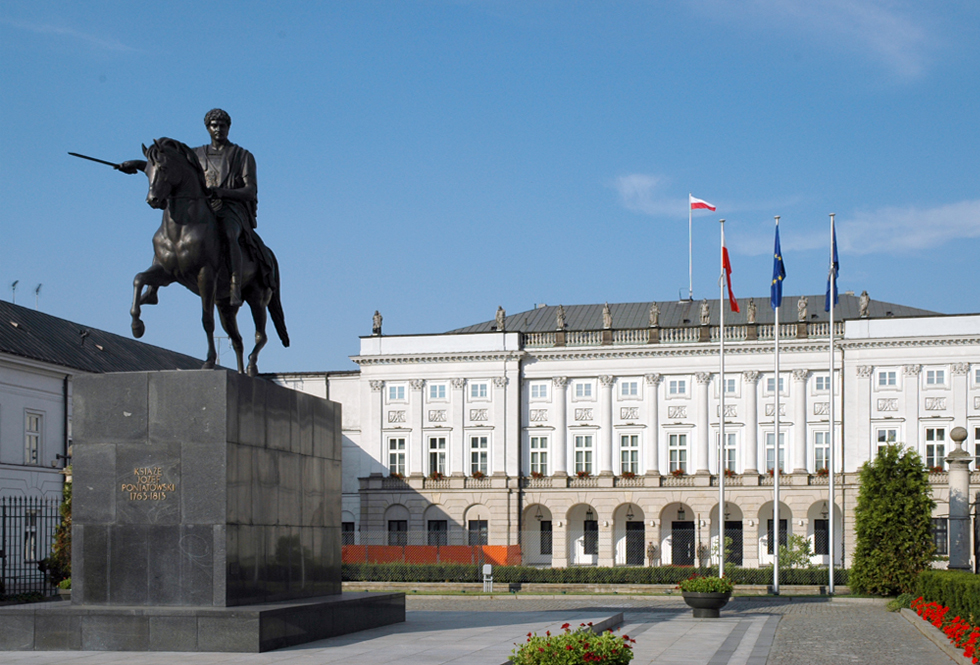
Presidential Palace, Warsaw

- Belweder in وارسو (President's residence until 1994; since then kept for official government functions and visiting foreign dignitaries)
- Presidential Castle in Wisła
- Presidential Manor House in Ciechocinek
- Presidential Residence in Hel
- Presidential Residence in Lucień
- Presidential Residence in Ruda Tarnowska
- Presidential Villa in Klarysew part of Konstancin-Jeziorna

#### Former
- القلعة الملكية (King, formerly; now museum)

### البرتغال
- قصر بيليم (رئيس البرتغال)

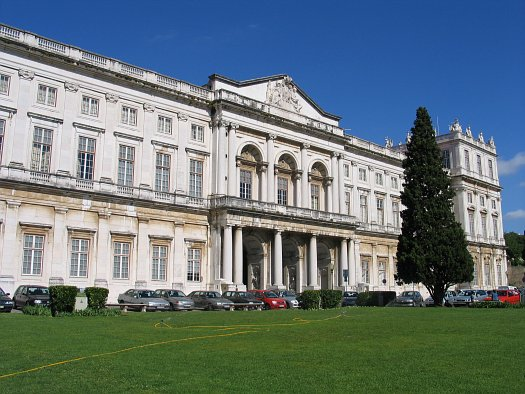
Ajuda National Palace، لشبونة.

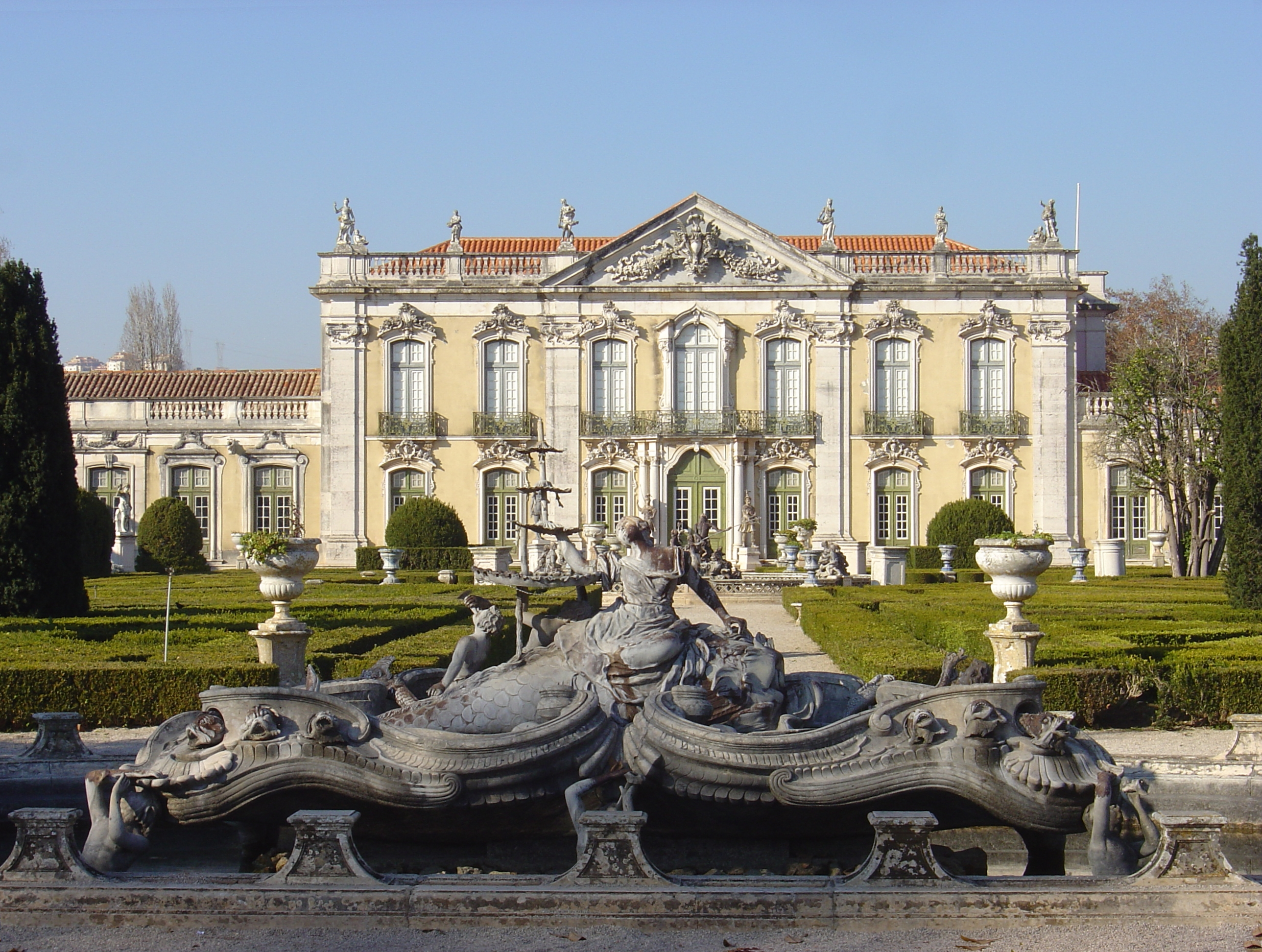
Queluz National Palace، Queluz.

- Palace of São Bento  [لغات أخرى]‏ (قائمة رؤساء وزراء البرتغال)
- Palace of Necessidades (Ministry of Foreign Affairs)
- قصر كويلوز (Visiting foreign officials)

#### Former
- Ajuda Royal Palace  [لغات أخرى]‏ (official royal residence)
- Alcáçova Palace at São Jorge Castle  [لغات أخرى]‏ (official royal residence)
- جامعة قلمرية (official royal residence)
- Necessidades Royal Palace (official royal residence)
- قصر ريبيرا  [لغات أخرى]‏ (official royal residence)
- قصر كويلوز (summer residence turned official royal residence)

### رومانيا
- قصر كوتروسيني  [لغات أخرى]‏ (رئيس رومانيا  [لغات أخرى]‏)
- Vila Lac 3 (رئيس رومانيا  [لغات أخرى]‏)
- Elisabeta Palace (official residence of the former King ميخائيل ملك رومانيا)

### روسيا

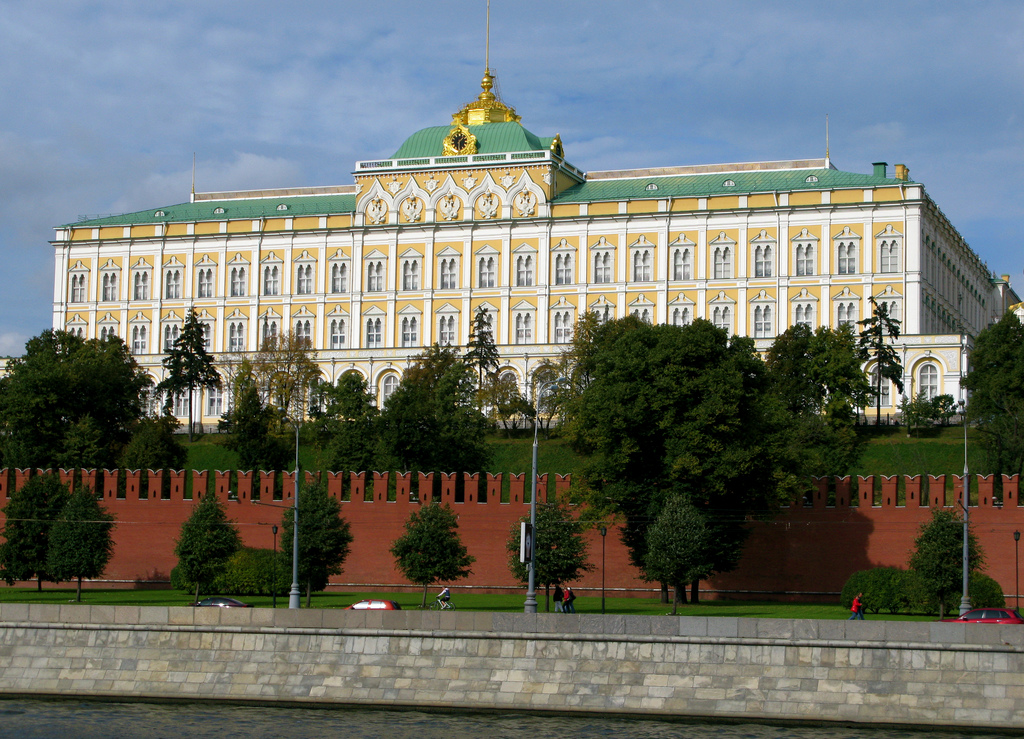
Grand Kremlin Palace

- كرملين (منصب رئيس روسيا)
- Zavidovo (President)
- Novo-Ogaryovo (President)
- White house  [لغات أخرى]‏ (رئيس وزراء روسيا)

#### Former
- Alexander Palace (تسار, formerly; kept as museum)
- Anichkov Palace (Tsar, formerly; kept as Pioneers Palace)
- قصر كاثرين (Tsar, summer retreat, formerly; kept as museum)
- Nicholas Palace (Tsar, formerly; kept as commercial offices)
- Oraniembaum (Tsar, formerly; kept as museum)
- Pavlovsk (Tsar, formerly; kept as museum)
- بيترهوف (Tsar, formerly; kept as museum)
- Pella Palace (Tsar, summer retreat, formerly; demolished)
- Summer Palace  [لغات أخرى]‏ (Tsar, summer retreat, formerly; demolished)
- Tauride Palace (Tsar, formerly; kept as offices for Interparliamentary Assembly of Member Nations of the Commonwealth of Independent States)
- Vladimir Palace (Tsar, formerly; kept as Academics' House)
- قصر الشتاء (Tsar, winter retreat, formerly; kept as museum)
- Yelagin Palace (Tsar, summer retreat, formerly; kept as museum)

### صربيا

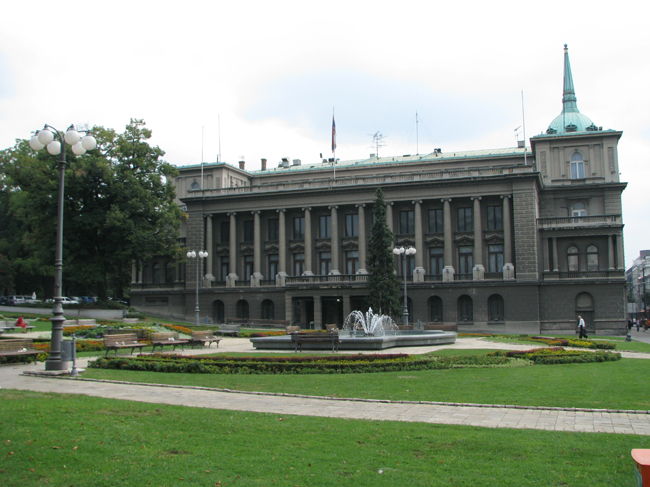
Novi dvor (New Court)

- Novi dvor (رئيس صربيا office)
- Užičkoj 23 (Presidents residence)
- Beli dvor (Crown Prince  [لغات أخرى]‏)

#### Former
- Stari dvor (King, formerly; current City Assembly of بلغراد)

### سلوفاكيا

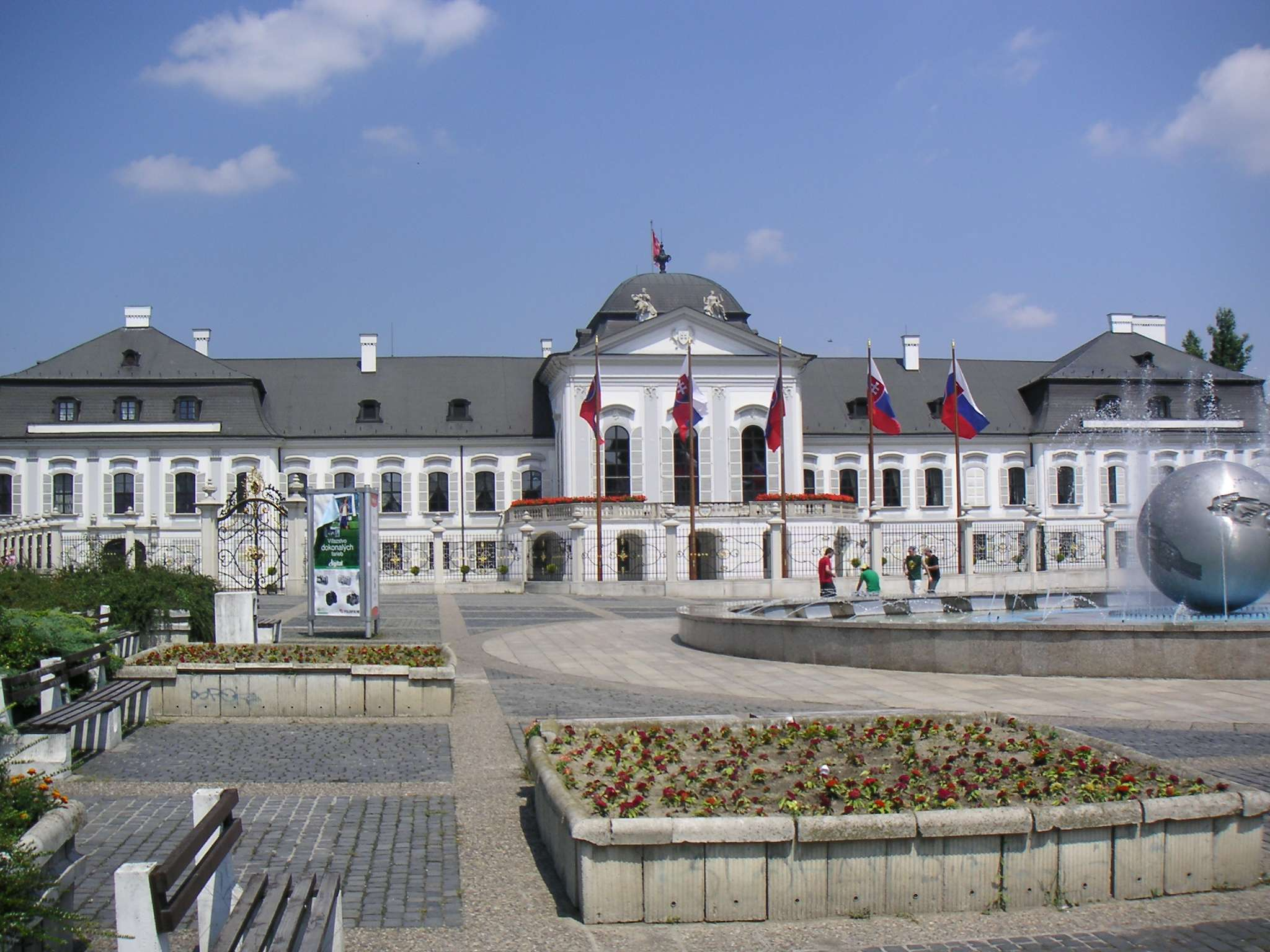
Grassalkovich Palace

- Grassalkovich Palace (رئيس سلوفاكيا)

### سلوفينيا
- Government and Presidential Palace, Ljubljana

### إسبانيا

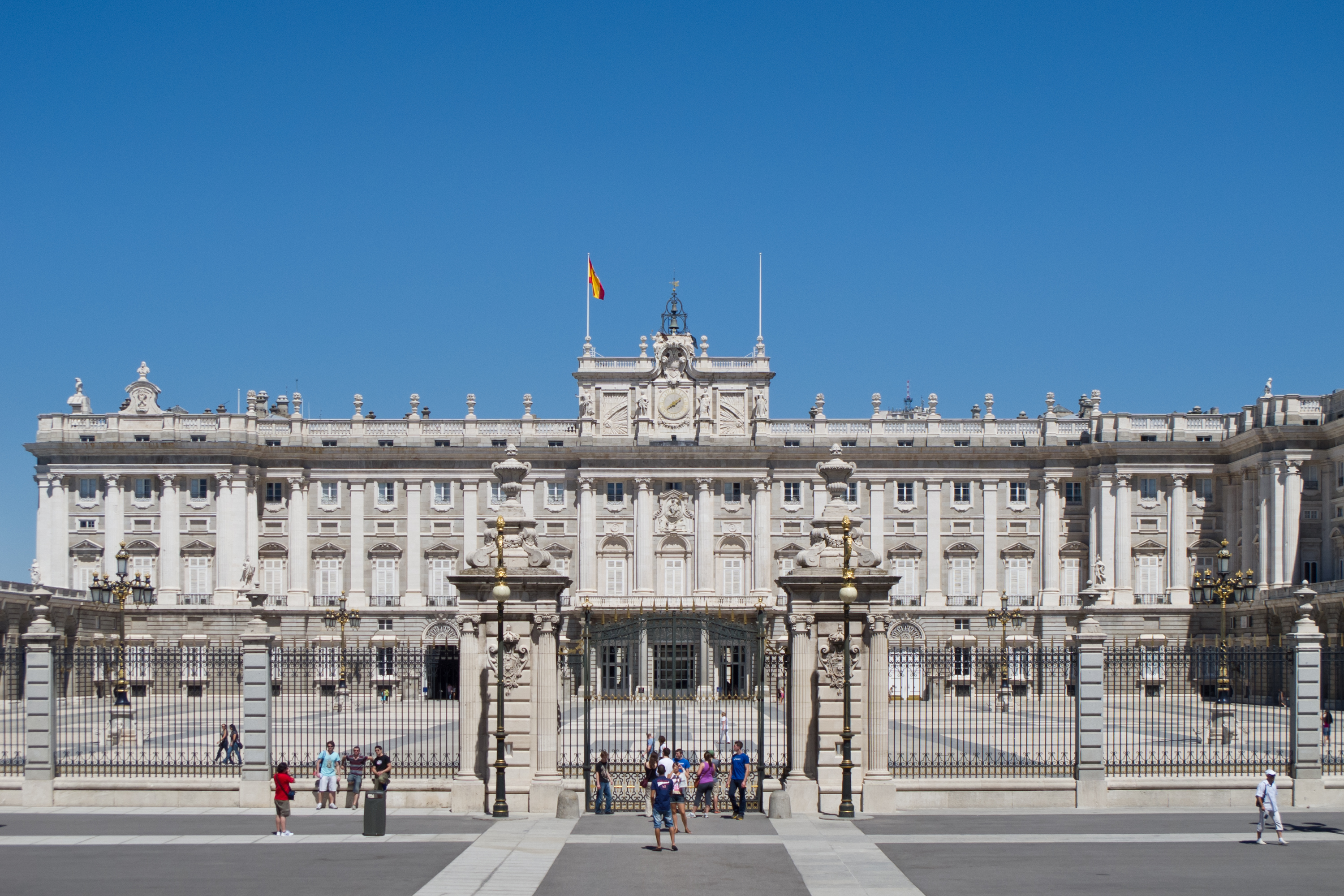
Palacio Real (Royal Palace), Madrid

- قصر مدريد الملكي (Official residence of العائلة الملكية الإسبانية, but used only for state ceremonies. In مدريد's city center)
- قصر لازارزويلا (De facto residence of the Monarch. Also his office. A few kilometers outside of Madrid)
- Palacio de Marivent (Summer retreat of the Monarch. In مايوركا، جزر البليار)
- قصر المورق (official residence of the Monarch in أندلوسيا)
- Palacio de Albéniz (official residence of the Monarch in كتالونيا. In برشلونة)
- Palacio de la Moncloa (رئيس وزراء إسبانيا. Also his office)
- Palacio de Viana es:Palacio de Viana (Madrid) (Minister of Foreign Affairs  [لغات أخرى]‏)
- Palacio de El Pardo (visiting foreign dignitaries, former Head of State فرانسيسكو فرانكو's residence)

#### Autonomous communities
- أندلوسيا:
Palacio de San Telmo (President of the Junta)
- منطقة إقليم الباسك:
Ajuria Enea (Lehendakari)
- كتالونيا:
Casa dels Canonges (President of the Generalitat  [لغات أخرى]‏)
- منطقة غاليسيا:
Monte Pío (President of the Xunta  [لغات أخرى]‏)

### السويد

#### Royal

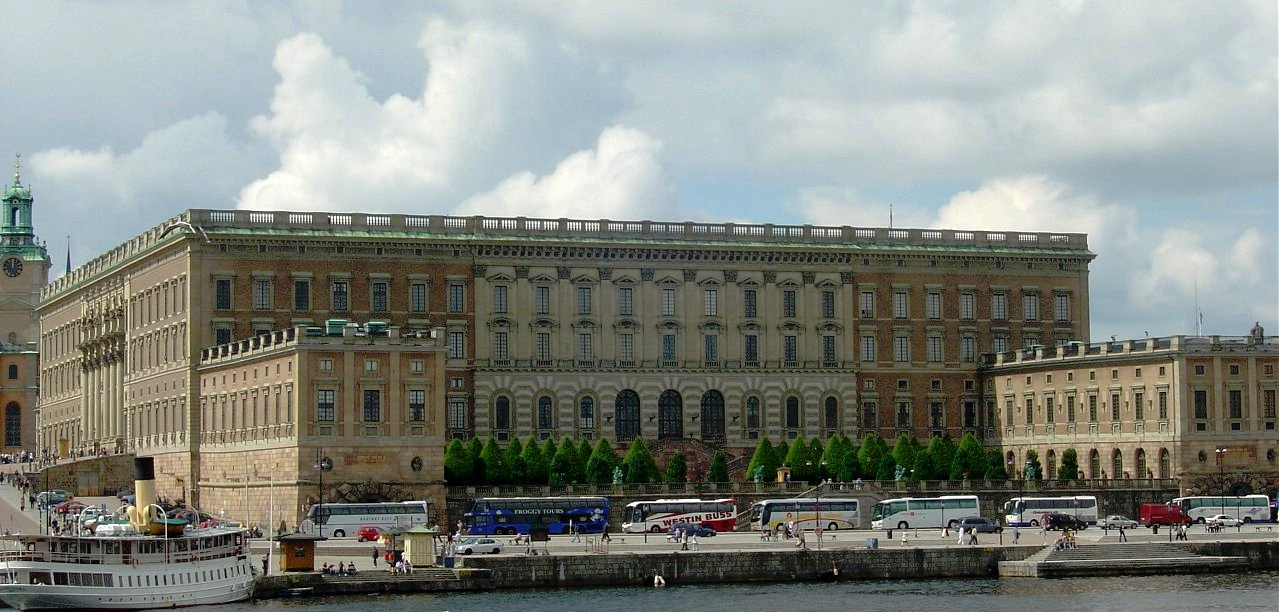
The Royal Palace in ستوكهولم

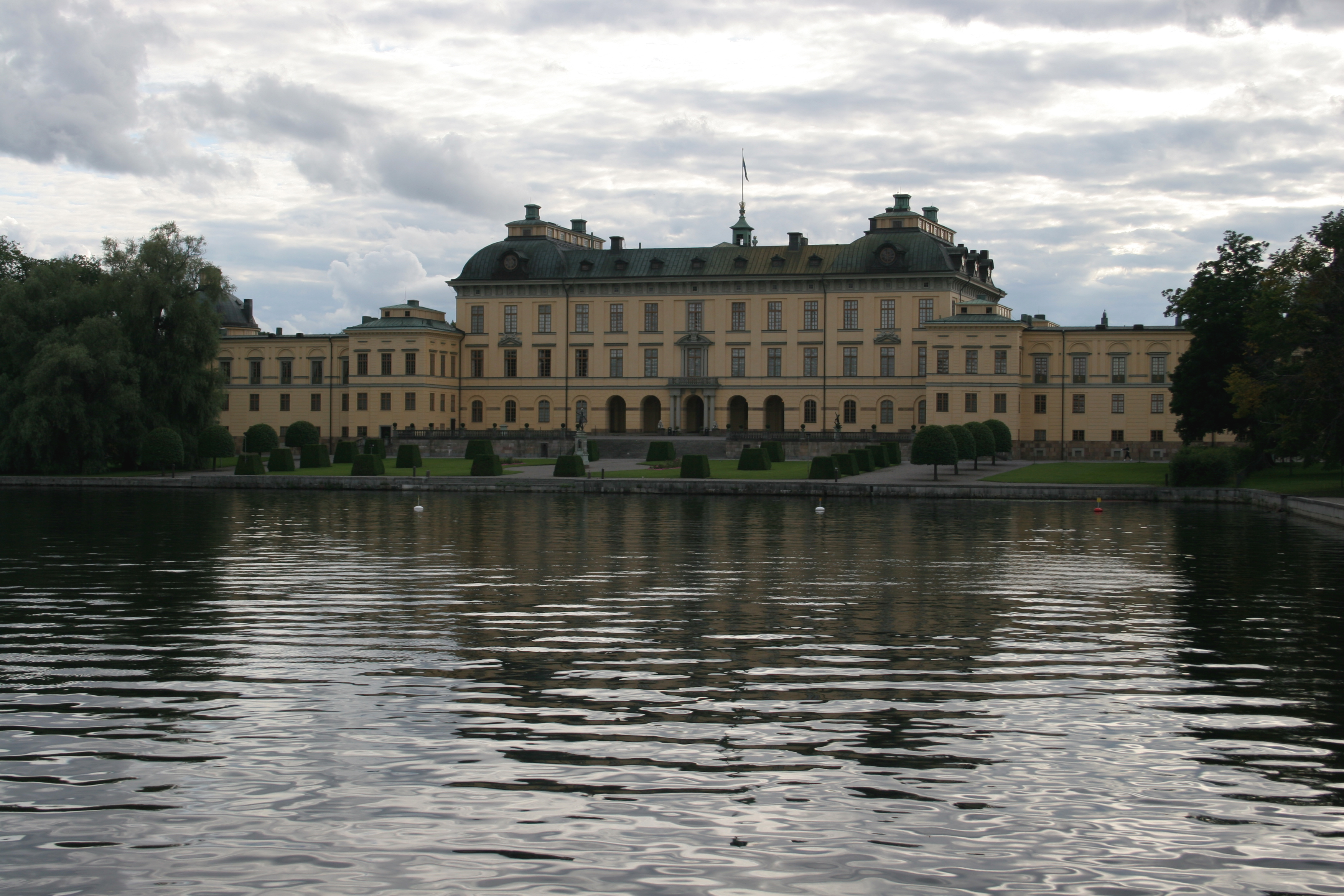
Drottningholm Palace

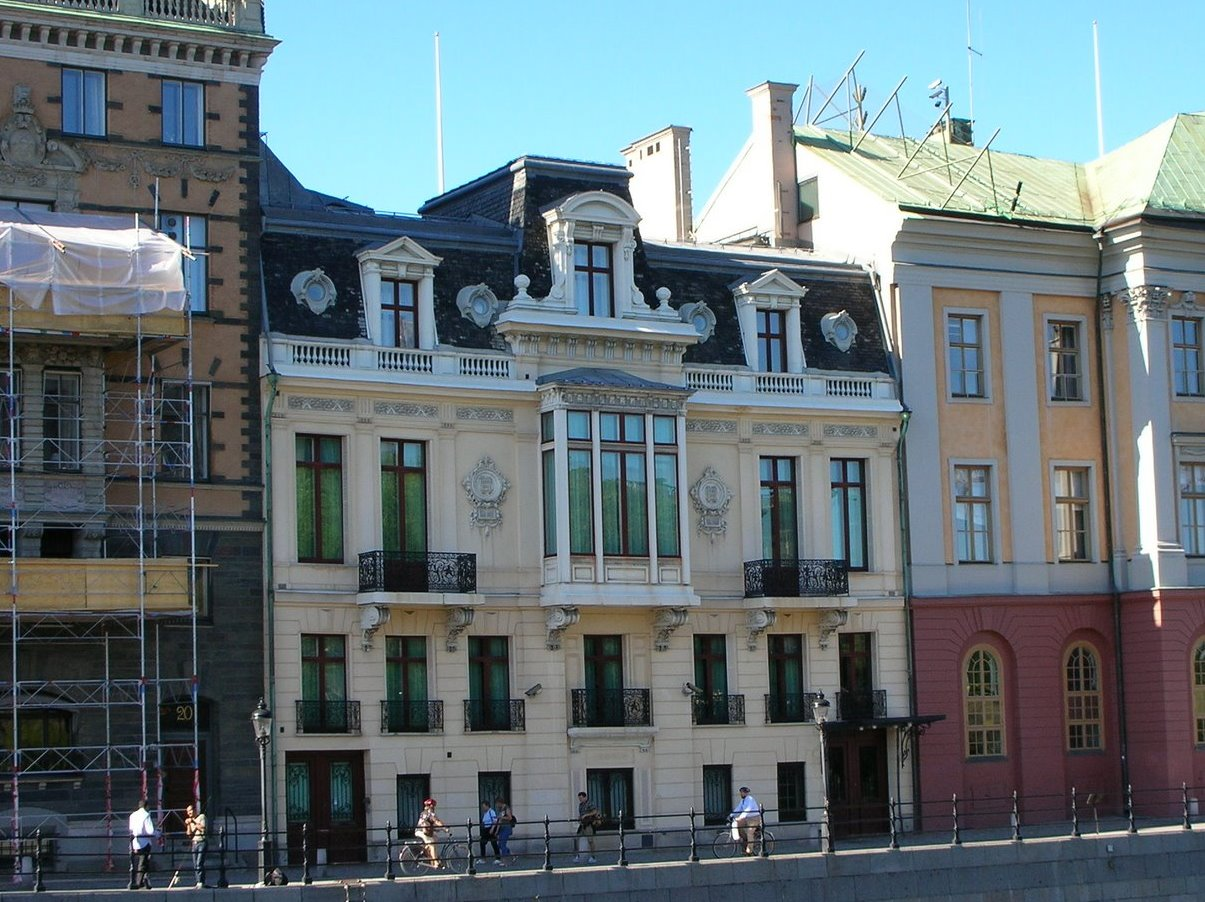
Sager Palace

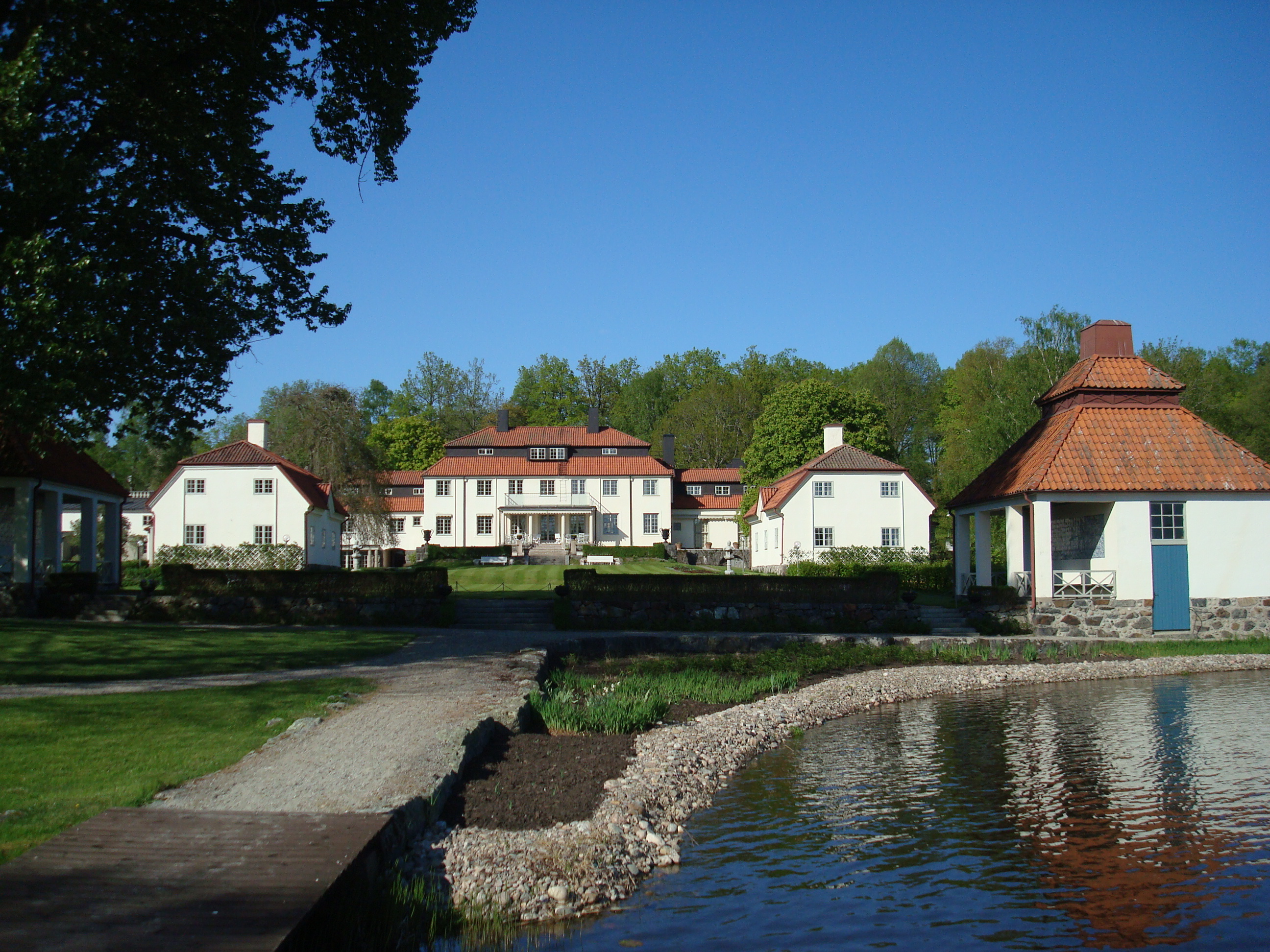
Harpsund

- قصر ستوكهولم (Official residence sine 1754, but not used as such since 1981)
- قصر دروتنينغهولم (Residence of the ملك السويد)
- Haga Palace (Official residence of TRH فيكتوريا (أميرة) and الأمير دانيال دوق فسترغوتلاند)
Palaces owned by the State, at the disposal of the King, but not in use
- قلعة غريبسهولم
- Rosendal Palace
- Rosersberg Palace
- Stenhammar Castle
- Strömsholm Palace
- Tullgarn Palace
- Ulriksdal Palace

##### Former royal residences
- Arvfurstens palats
- Kalmar Castle
- Karlberg Palace
- Nyköping Castle
- Vadstena Castle
- Wrangel Palace (Official residence 1697-1754)

#### Prime Ministerial
- Sager House (Official residence of the رئيس وزراء السويد)
- Harpsund (Country retreat for the Prime Minister)

#### Gubernatorial
- مقاطعة يافلبورغ
Gävle Castle (Governor)
- محافظة هاللاند
Halmstad Castle (Governor)
- محافظة اوربرو
Örebro Castle (Governor)
- مقاطعة أوسترغوتلاند
Linköping Castle (Governor)
- محافظة اسكونه
The Residence, مالمو (Governor)
- محافظة ستوكهولم
Tessin Palace (Governor)
- مقاطعة فستمانلاند
Västerås Castle (Governor)
- مقاطعة فسترا يوتالاند
The Residence, غوتنبرغ (Governor)
- محافظة اوبسالا
Uppsala Castle (Governor)

### سويسرا
- القصر الاتحادي, Bern

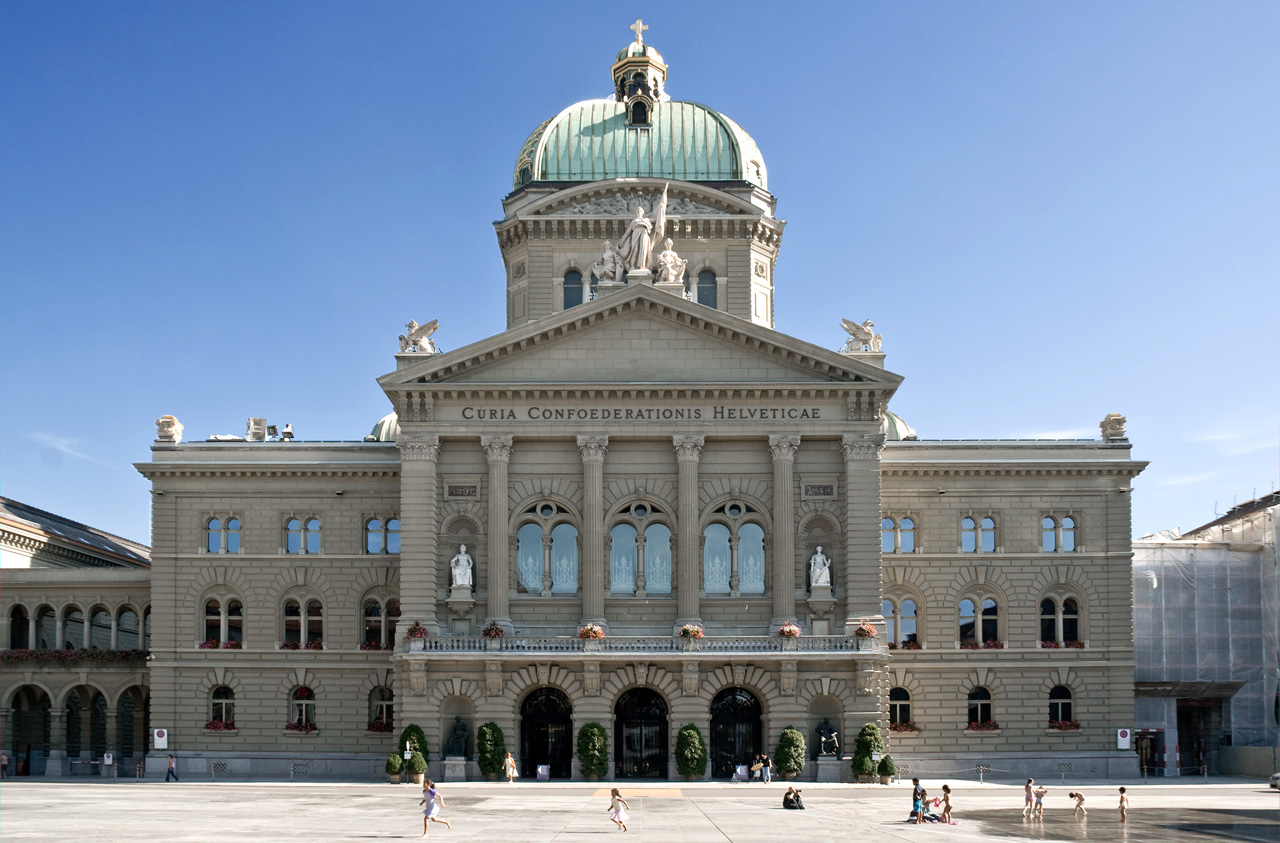
Federal Palace

- Lohn Castle (official estate of the Swiss Federal Council)

### تركيا
- Başbakanlık Konutu (رئيس وزراء تركيا)
- قصر جانكايا (رئيس تركيا)
- قصر طولمه باغجه (occasionally used by the رئيس تركيا for hosting foreign guests in Istanbul)
- Huber Köşkü Istanbul Residence of the President (رئيس تركيا)

#### Former
- قصر طوب قابي (الدولة العثمانية, formerly; kept as museum)
- قصر يلدز (الدولة العثمانية, formerly; kept as museum)

### أوكرانيا

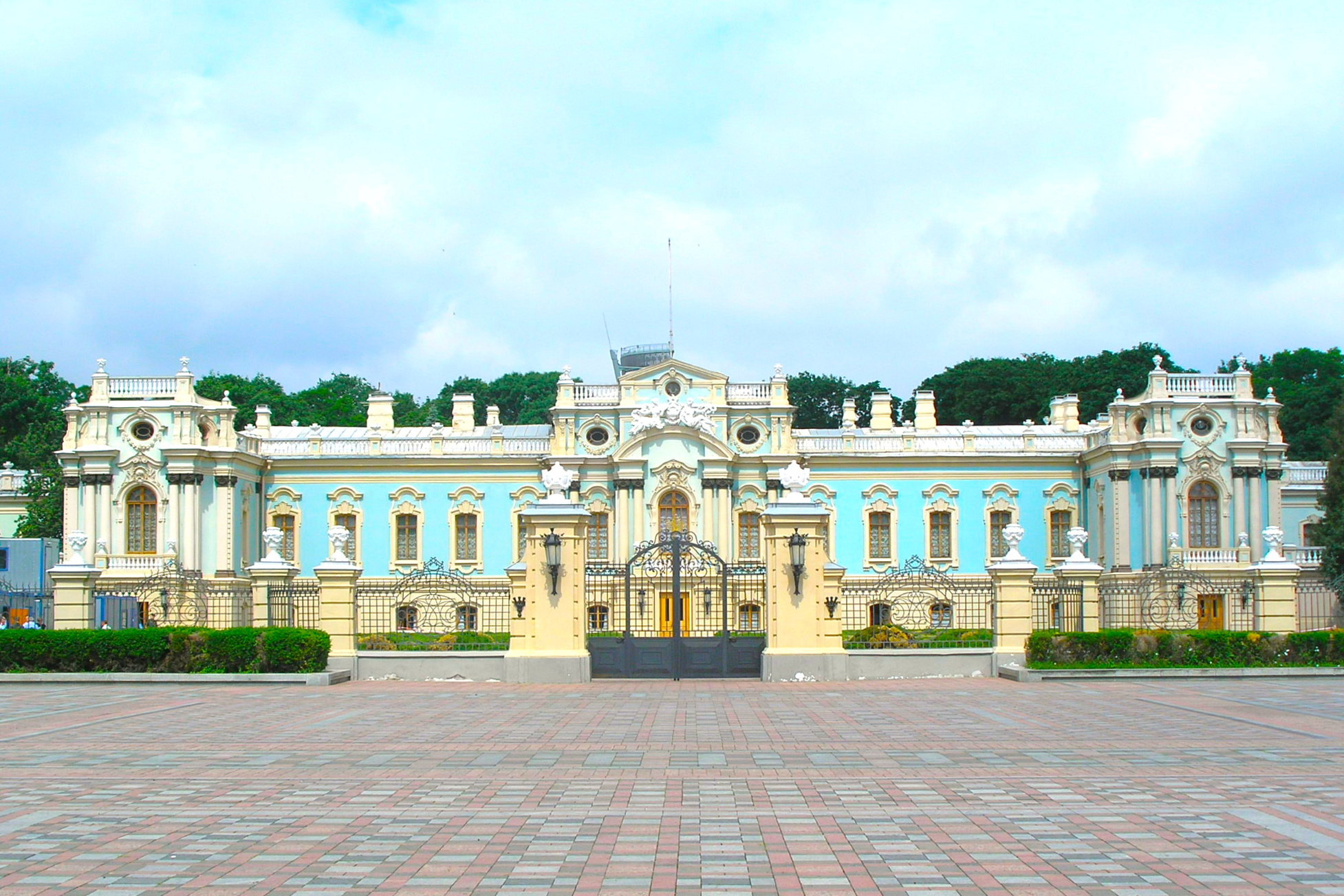
Mariyinsky Palace, Kiev

- Mariyinsky Palace (قائمة رؤساء أوكرانيا)
- بيت الكيميرا (President)
- House of the Weeping Widow (President)
- Massandra Palace  [لغات أخرى]‏ (President)
- Pototsky Palace  [لغات أخرى]‏ (President)

### المملكة المتحدة

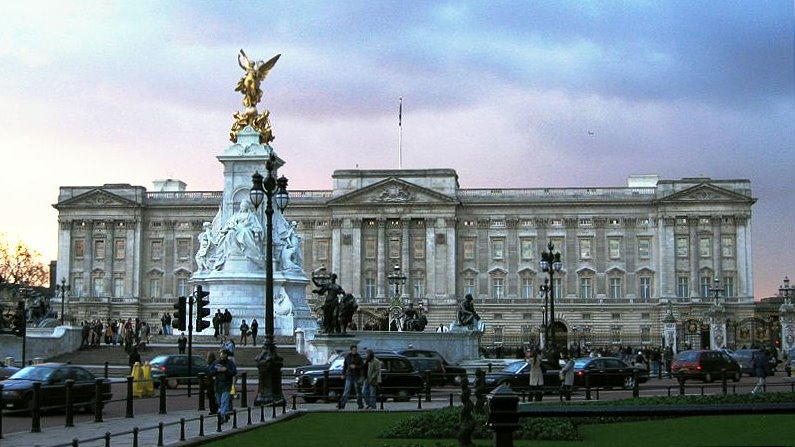
Buckingham Palace, London

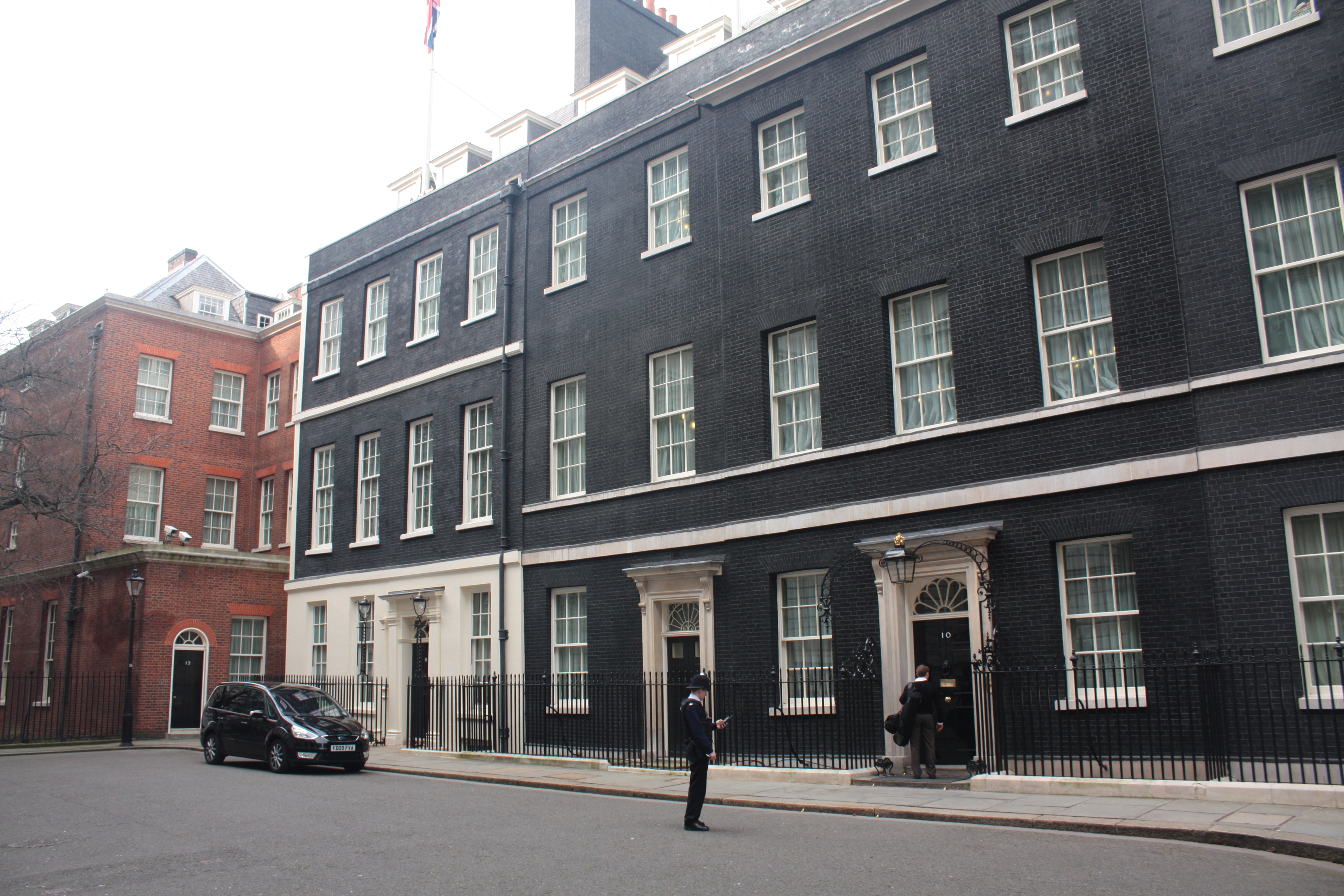
10 Downing Street

- قصر بكنغهام (Official London Residence of the إليزابيث الثانية, the فيليب دوق إدنبرة, the أندرو دوق يورك and the إدوارد (إيرل وسكس) and صوفي)
- قصر وندسور (Official Residence of the Monarch)
- قصر هوليرود (Official Residence of the Monarch in اسكتلندا)
- Hillsborough Castle (Residence of the Monarch in قالب:معطيات أيرلندا الشمالية when in region, otherwise, the Official Residence of the Secretary of State for Northern Ireland)
- دارة كلارنس (Official Residence of the تشارلز and the كاميلا دوقة كورنوال)
- قصر كنسينغتون (Residence of the ريتشارد دوق جلوستر, the إدوارد دوق كينت, the ويليام دوق كامبريدج and كاثرين دوقة كامبريدج and other members of the العائلة البريطانية المالكة)
- قصر سانت جيمس (Seat of the Royal Court and Senior Palace of the Sovereign, London Residence of the آن (أميرة) and VAdm Sir تيموثي لورنس، الأميرة ألكسندرا، سعادة السيدة أوجلفي and هنري تشارلز ألبرت ديفيد)
- 10 داوننغ ستريت (رئيس وزراء المملكة المتحدة, in his or her capacity as سيد الخزانة الأول)
- داوننغ ستريت 11  [لغات أخرى]‏ (مستشار الخزانة, in his capacity as مستشار الخزانة)
- داوننغ ستريت 12  [لغات أخرى]‏ (Government Chief Whip but currently houses the Offices of the Prime Minister)
- Chequers Court  [لغات أخرى]‏ (Country Retreat of the رئيس وزراء المملكة المتحدة)
- Carlton Gardens, St. James's (No. 1 is the Official Residence of the Foreign Secretary and No. 2 houses the Privy Council Office)
- Admiralty House  [لغات أخرى]‏ (Three Ministerial Flats for use by Ministers of the Crown)
- Chevening House  [لغات أخرى]‏ (Country Residence of the وزير الدولة للشؤون الخارجية وشؤون الكومنولث  [لغات أخرى]‏ although it may be given by the discretion of the Prime Minister to a Cabinet Minister. Currently the وزير الدولة للشؤون الخارجية وشؤون الكومنولث  [لغات أخرى]‏ and the نائب رئيس الوزراء share Chevening House)
- Dorneywood (Country Residence of a Minister of the Crown nominated by the Prime Minister, which is by tradition given to the مستشار الخزانة)
- Bute House (Official Residence of the وزير اسكتلندا الأول)
- قصر لامبث (Official London residence of the أسقف كانتربري)
- Bishopthorpe Palace (Official Residence of the رئيس أساقفة يورك)
- قصر وستمنستر (Grand State apartments for the المتحدث باسم مجلس اللوردات of the مجلس اللوردات، رئيس مجلس العموم and the السيد المستشار)

#### Former
- Bridewell Palace (إدوارد السادس, formerly; demolished)
- Carlton House, London (جورج الرابع ملك المملكة المتحدة, formerly; demolished)
- Cumberland House (هنري دوق كمبرلاند وستراثرن, formerly; demolished)
- قصر هامبتون كورت (جورج الثالث ملك المملكة المتحدة, formerly; kept as museum)
- Kew Palace (فيكتوريا ملكة المملكة المتحدة, formerly; kept as museum)
- Marlborough House (إليزابيث الثانية, formerly; kept for headquarters for أمانة الكومنولث)
- قصر نانساتش (هنري الثامن ملك إنجلترا, formerly; demolished)
- قصر بلاسنتيا (تشارلز الثاني ملك إنجلترا, formerly; demolished)
- بيت الملكة (آن من الدنمارك, formerly; kept as museum)
- قصر ريتشموند  [لغات أخرى]‏ (تشارلز الأول ملك إنجلترا, formerly; demolished)
- برج لندن (تشارلز الأول ملك إنجلترا, formerly; kept as barracks and vault)
- قصر وستمنستر (هنري الثامن ملك إنجلترا, formerly; kept to serve as the Houses of برلمان المملكة المتحدة)
- قصر وايت هول (جيمس الثاني ملك إنجلترا؛ destroyed in fire)

#### Territorial
- أنغويلا:
Government House  [لغات أخرى]‏ (Governor)
- برمودا:
Government House  [لغات أخرى]‏ (Governor)
- جزر العذراء البريطانية:
Government House  [لغات أخرى]‏ (Governor)
- جزر كايمان:
Government House  [لغات أخرى]‏ (Governor)
- جزر فوكلاند:
Government House  [لغات أخرى]‏ (Governor)
- جبل طارق:
The Convent  [لغات أخرى]‏ (Governor[الإنجليزية])
6 Convent Place (Chief Minister)
- غيرنزي:
Government House (Lieutenant Governor  [لغات أخرى]‏)
- جيرزي :
Government House  [لغات أخرى]‏ (Lieutenant Governor  [لغات أخرى]‏)
- جزيرة مان :
Government House  [لغات أخرى]‏ (Lieutenant Governor  [لغات أخرى]‏)
- مونتسرات:
Government House  [لغات أخرى]‏ (حاكم مونتسرات  [لغات أخرى]‏)
- جزر بيتكيرن:
Government House (Governor)
- سانت هيلينا:
Plantation House  [لغات أخرى]‏ (Governor)
The Castle  [لغات أخرى]‏ (former official residence of the Governor, now used as the Governor's office)
- جزر توركس وكايكوس:
Government House (Governor)

### الفاتيكان

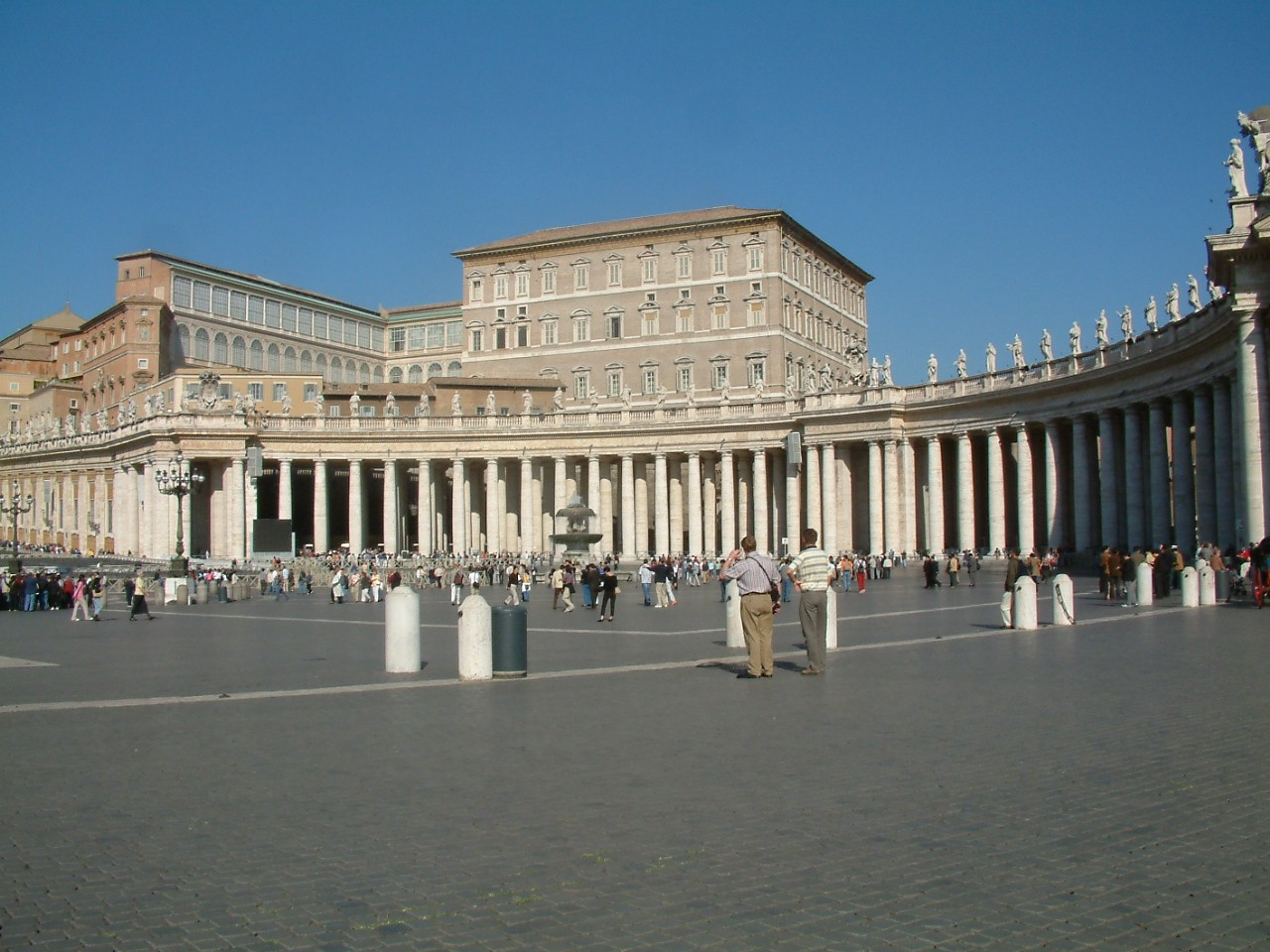
Apostolic Palace, Vatican

- القصر الرسولي (بابوية كاثوليكية)
- كاستل غاندلفو (Pope, retreat)

#### Former
- قصر لاتيرانو (Pope, formerly; kept as Pontifical Museum of Christian Antiquities)
- قلعة سانت أنجلو (Pope, formerly; kept as Museo Nazionale di Castel Sant'Angelo)

## Oceania

### أستراليا

#### Federal
- مقر الحكومة في كانيبرا (الحكام العامون لأستراليا)
- Admiralty House  [لغات أخرى]‏ (Governor-General, سيدني residence)
- The Lodge  [لغات أخرى]‏ (رئيس وزراء أستراليا)
- Kirribilli House (Prime Minister, سيدني residence)

#### State
- نيوساوث ويلز:
Government House  [لغات أخرى]‏ (Governor[14]
- كوينزلاند:
بيت الحكومة (بريزبن) (Governor)
- جنوب أستراليا:
Government House  [لغات أخرى]‏ (حاكم جنوب أستراليا  [لغات أخرى]‏)
- تاسمانيا:
Government House  [لغات أخرى]‏ (حاكم تسمانيا  [لغات أخرى]‏)
- فيكتوريا (أستراليا):
Government House  [لغات أخرى]‏ (Governor)
- أستراليا الغربية:
Government House  [لغات أخرى]‏ (حاكم أستراليا الغربية  [لغات أخرى]‏)

##### State, former
- نيوساوث ويلز:
 Old Government House  [لغات أخرى]‏ (Governor country residence at Parramatta (1790–1855) formerly)
 Hillview, (Governor summer residence at Sutton Forest (1882–1958), formerly)
- كوينزلاند:
 Adelaide House, (Governor residence (1859–1862) formerly; now The Deanery of St. John's Anglican Cathedral 
Old Government House  [لغات أخرى]‏ (Governor residence (1862–1909) formerly; kept as headquarters of the National Trust of Australia)
- جنوب أستراليا:
Old Government House  [لغات أخرى]‏ (حاكم جنوب أستراليا  [لغات أخرى]‏ summer residence (1860–1880), formerly)[15]
 Marble Hill  [لغات أخرى]‏ (حاكم جنوب أستراليا  [لغات أخرى]‏ summer residence (1880–1955), formerly; destroyed in the Black Sunday Bushfire of 1955)
- فيكتوريا (أستراليا)
La Trobe's Cottage (Lieutenant Governor, residence (1840–1854) formerly; kept as museum)[16]
Toorak House (Governor residence (1854–1874), formerly; currently being used as a church)[17]
 Bishopscourt (Governor residence (1874–1876), formerly.) 
Stonnington Mansion (Governor residence (1901–1931) formerly; currently being restored as private home)[18]

#### Territorial
- جزيرة نورفولك:
Government House (Administrator)
- إقليم شمالي:
Government House  [لغات أخرى]‏ (Administrator)
- جزيرة عيد الميلاد:
Government House (Administrator)
- جزر كوكوس:
Government House (Administrator)

### جزر كوك
- Government House (Queen's Representative)

### فيجي
- Government House  [لغات أخرى]‏ (قائمة رؤساء فيجي)

### ناورو
- State House  [لغات أخرى]‏ (رئيس ناورو؛ formerly kept as immigration detention center)

### نيوزيلندا
- Government House  [لغات أخرى]‏ (حاكم عام نيوزيلندا)
- Government House  [لغات أخرى]‏ (Governor-General, Auckland residence)
- Premier House (رئيس وزراء نيوزيلندا)

#### Former
- Old Government House, Auckland

#### Territorial
- توكيلاو:
Government House (Administrator)

### بابوا غينيا الجديدة
- Government House (Governor-General)

### ساموا
- Government House (أو لي آو أو لي مالو)

### جزر سليمان
- Government House (Governor-General)

### تونغا

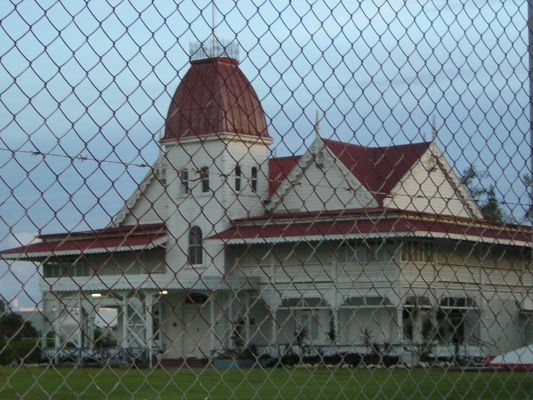
Royal Palace, Tonga

- Royal Palace  [لغات أخرى]‏ (King)

### توفالو
- Government House (Governor General  [لغات أخرى]‏)

### فانواتو
- State House (رئيس فانواتو)